# الحرب في أفغانستان (2001–2021)
الحرب في أفغانستان أو الحرب الأمريكية في أفغانستان، هو صراع دار في أفغانستان من سنة 2001 إلى 2021، بدأ بغزو الولايات المتحدة وحلفائها، في أعقاب هجمات الحادي عشر من سبتمبر. وقد أطاح الغزو بإمارة أفغانستان الإسلامية التي تحكمها طالبان لحرمان القاعدة من ملجأ آمن للعمليات في البلاد. في معظم فترات الحرب، كان القتال بين مجاهدين طالبان وبين حلف شمال الأطلسي وعملائهم القوات المسلحة الأفغانية التي بنية على يد المحتلين من قوات حلف شمال الأطلسي . استعادت حركة طالبان السلطة بعد 19 عامًا و 8 أشهر بعد هزيمة القوات المسلحة الأفغانية عقب انسحاب معظم قوات الناتو. وعدت أطول حرب في تاريخ الولايات المتحدة متجاوزة حرب فيتنام (1955-1975) بحوالي خمسة أشهر.
في أعقاب هجمات 11 سبتمبر في 2001، طالب جورج دبليو بوش حركة طالبان التي كانت تحكم أفغانستان آنذاك بتسليم أسامة بن لادن. فرفضت طالبان تسليمه ما لم تُقدَّم أدلة وثيقة على علاقته بالهجمات، وقد رفضت الولايات المتحدة تقديم الأدلة رفضًا كان منها تكتيك تأخير. وفي 7 أكتوبر 2001 شن الجيش الأمريكي عملية الحرية الدائمة بالتعاون مع المملكة المتحدة. ولتبرير الحرب زعمت إدارة بوش أن سيادة أفغانستان مجرد «سيادة انتقائية»، وأن التدخل كان ضروريًّا، لأن طالبان هددت سيادة بلاد أخرى. هُزمت حركة طالبان وحلفاؤها من القاعدة في مرحلة الغزو على يد القوات التي قادتها الولايات المتحدة والتحالف الشمالي الذي كان يقاتل طالبان منذ 1996.
وقد انهزمت طالبان وحلفاؤها من القاعدة في ديسمبر 2001، وفي مؤتمر بون انتَخبت السلطات الأفغانية الجديدة المؤقتة (كان أغلبها من التحالف الشمالي) حامد كرزاي رئيسًا للإدارة الأفغانية المؤقتة. بعد اكتمال الأهداف الأولية، شكل تحالف من أكثر من 40 دولة (بما في ذلك جميع أعضاء الناتو) مهمة أمنية في الدولة الأفغانية، سميت قوات المساعدة الدولية لإرساء الأمن في أفغانستان (إيساف وخلفتها بعثة الدعم الحازم (RS) في 2014) وشارك في تلك القوات 43 دولة، وأغلبها من دول الناتو. وكانت فرقة واحدة من القوات الأمريكية تحت قيادة الناتو، وأما الباقي فظلت تحت القيادة الأمريكية المباشرة.
بعد انهزام طالبان في بداية الغزو، أعاد قائدها الملا عمر تنظيمها، وشَنّ في 2003 حركة تمرد ضد الحكومة الأفغانية وقوات المساعدة الدولية. حيث شنوا ومعهم الجماعات الأخرى حربًا غير متكافئة مثل حرب العصابات ونصب الكمائن في الريف، وهجمات انتحارية ضد أهداف حضرية، وعمليات قتل ضد قوات التحالف وعمليات انتقامية ضد المتعاونين المشكوك بهم. استغلت حركة طالبان نقاط الضعف في الحكومة الأفغانية لإعادة تأكيد نفوذها عبر المناطق الريفية في جنوب وشرق أفغانستان. تصاعد العنف من 2007 إلى 2009. ردت إيساف بزيادة قواتها بشكل كبير لمكافحة التمرد من أجل تطهير والسيطرة على القرى. بدأت أعداد القوات بالارتفاع في 2009 واستمرت في الزيادة خلال 2011 عندما عمل ما يقرب من 140 ألف جندي أجنبي تحت قيادة إيساف والقيادة الأمريكية في أفغانستان.
بعد مقتل أسامة بن لادن في 2011 (السبب هو ذريعة الحرب)، بدأ قادة الناتو إستراتيجية خروج قواتهم في 28 ديسمبر 2014، أنهى الناتو رسميًا عمليات إيساف القتالية في أفغانستان ونقل الأمن بشكل رسمي المسؤولية للحكومة الأفغانية. تم تشكيل مهمة الدعم الحازم بقيادة الناتو في نفس اليوم للمساعدة في تعزيز المسؤوليات المنقولة حديثًا.
وعندما لم تتمكن من اجتثاث طالبان بالوسائل العسكرية، لجأت قوات التحالف إلى الدبلوماسية لإنهاء الصراع. تُوجت هذه الجهود في 29 فبراير 2020، عندما وقعت الولايات المتحدة وطالبان اتفاق سلام مشروط في الدوحة والذي يتطلب انسحاب القوات الأمريكية من أفغانستان في غضون 14 شهرًا طالما تعاونت طالبان مع شروط الاتفاقية «بعدم السماح لأي من أعضائها سواءًا أفراد أو جماعات بما في ذلك القاعدة باستخدام أراضي أفغانستان لتهديد أمن الولايات المتحدة وحلفائها». ومع ذلك استمر المتمردون المنتمون إلى القاعدة في شبه القارة الهندية وتنظيم ولاية خراسان في العمل في أجزاء من البلاد. لم تكن الحكومة الأفغانية طرفًا في الصفقة ورُفِضت شروطها المتعلقة بالإفراج عن السجناء.
بعد أن أصبح جو بايدن رئيسًا، قام بتغيير تاريخ انسحاب القوات الأمريكية من أفغانستان من 1 مايو 2021 إلى 11 سبتمبر، قبل أن يقدم الموعد إلى 31 أغسطس. شنت طالبان بعد انتهاء الموعد النهائي الأصلي وتزامنًا مع انسحاب القوات، هجومًا واسعًا استولوا فيه على معظم أفغانستان. وفي يوم 15 أغسطس استطاعت حركة طالبان السيطرة على العاصمة كابل. وفي نفس اليوم فر رئيس أفغانستان أشرف غني من البلاد، فأعلنت طالبان النصر وانتهاء الحرب، وأعلنت عن عودة وشيكة لإمارة أفغانستان الإسلامية. في 16 أغسطس أكد بايدن استيلاء طالبان، وغادرت آخر طائرة عسكرية أمريكية أفغانستان يوم 30 أغسطس، منهية 20 عامًا من الوجود العسكري الغربي في البلاد. بعد الانسحاب الأمريكي تقطعت السبل بحوالي ألف مواطن أمريكي وأفغاني يحملون تأشيرات أمريكية أو غيرها داخل أفغانستان.
وفقا لمشروع تكاليف الحرب في جامعة براون، فإن الحرب قتلت 176 ألف شخص في أفغانستان. 46319 مدنياً و 69095 عسكرياً وشرطياً، وما لا يقل عن 52893 مقاتلاً من طالبان. ووفقًا للأمم المتحدة، عاد بعد غزو 2001 أكثر من 5.7 مليون لاجئ سابق إلى أفغانستان. ولكن بعد تجدد هجوم طالبان 2021، ظل 2.6 مليون أفغاني لاجئًا أو فر إلى باكستان وإيران، ولايزال هناك 4 ملايين أفغاني نازحين داخل البلاد. وفي 7 سبتمبر أعلنت حركة طالبان حكومة مؤقتة، وأن محمد حسن أخوند رئيسًا للوزراء.

## التسمية
سميت تلك الحرب بالحرب في أفغانستان من 2001 إلى 2021 لتمييزها عن الحروب الأخرى، مثل الحرب السوفيتية الأفغانية. وأحيانًا يتم تقسيمها إلى فترتين: من 2001 إلى 2014 (وهي مهمة إيساف) ومن 2015 إلى 2021 (أثناء مهمة الدعم الحازم). أطلقت الولايات المتحدة اسم عملية الحرية الدائمة على الفترة من 2001 إلى 2014 وعملية حارس الحرية من 2015 إلى 2021. وفي بعض البلدان أطلق عليها اسم حرب الولايات المتحدة في أفغانستان. وفي أفغانستان تُعرف الحرب باسم «الحرب في أفغانستان» ((بالدرية: جنگ در افغانستان)، (بالبشتوية: د أفغانستان جګړه)‏).

## ما قبل الحرب

### جذور الحرب الأهلية الأفغانية

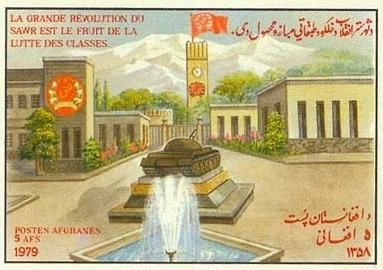
طابع بريد أفغاني بمناسبة ثورة ثور اليسارية 1979

بدأ النظام السياسي في أفغانستان في الانهيار. أولاً في السبعينيات عندما استولى محمد داود خان على السلطة في انقلاب يوليو 1973، حيث تمت الإطاحة بالنظام الملكي لصالح الجمهورية. ثم قُتل داود خان في أبريل 1978 في ثورة ثور، وهو انقلاب تولى فيه حزب الشعب الديمقراطي الأفغاني الشيوعي (PDPA) السيطرة على الحكومة. دفع الحزب الشيوعي من أجل التحول الاشتراكي من خلال إلغاء الزيجات المرتبة وتعزيز محو الأمية الجماعية وإصلاح ملكية الأراضي. ولكن هذا التحول أدى إلى تقويض النظام القبلي التقليدي وأثار معارضة من القادة الإسلاميين في جميع أنحاء المناطق الريفية، وساهم قمع PDPA في اندلاع تمرد مفتوح، وبالذات انتفاضة هرات بقيادة إسماعيل خان. وأحاطت بحزب الشعب الديمقراطي الأفغاني خلافات قيادية داخلية، وأضعفه انقلاب داخلي في 11 سبتمبر 1979، حين أطاح حفيظ الله أمين بنور محمد تركي. بعد أن استشعر ضعف الحزب، تدخل الاتحاد السوفيتي عسكريًا بعد ثلاثة أشهر لإقالة أمين وتثبيت فصيل آخر من الحزب الشيوعي بقيادة بابراك كرمال.
دفع دخول الاتحاد السوفيتي إلى أفغانستان في ديسمبر 1979 خصومه في الحرب الباردة وهم الولايات المتحدة وباكستان والسعودية والصين إلى دعم المتمردين الذين يقاتلون ضد جمهورية أفغانستان الديمقراطية المدعومة من الاتحاد السوفيتي. على عكس الحكومة العلمانية والاشتراكية التي كانت تسيطر على المدن، كان المجاهدون ذوو الدوافع الدينية يسيطرون على معظم المناطق خارج المدن. إلى جانب رباني وحكمتيار وخان كان من بين قادة المجاهدين الآخرين جلال الدين حقاني. عملت وكالة المخابرات المركزية بشكل وثيق مع المخابرات الباكستانية لتوجيه الدعم الأجنبي للمجاهدين. كما اجتذبت الحرب المتطوعين العرب، المعروفين باسم «الأفغان العرب»، ومنهم أسامة بن لادن.
بعد انسحاب الجيش السوفيتي من أفغانستان في مايو 1989، استمر نظام PDPA بقيادة نجيب الله حتى 1992، عندما حرم انهيار الاتحاد السوفيتي النظام من أي مساعدة، وأدى انشقاق الجنرال الأوزبكي عبد الرشيد دوستم إلى فتح الطريق نحو كابل. سيطر المجاهدون على كابل في 16 أبريل 1992، وأطاحوا بحكم نجيب الله، وأعلنوا دولة أفغانستان الإسلامية. مع إخلاء المسرح السياسي من الاشتراكيين الأفغان.

### حكم أمراء الحرب (1992-1996)
في 1992 أصبح قائد المجاهدين برهان الدين رباني رسميًا رئيسًا لدولة أفغانستان الإسلامية، لكن كان عليه محاربة أمراء الحرب الآخرين للسيطرة على كابل. في أواخر 1994، هزم أحمد شاه مسعود وزير الدفاع التابع لرباني، حكمتيار في كابل وأنهى القصف المستمر للعاصمة. حاول مسعود الشروع في عملية سياسية على الصعيد الوطني بهدف الدمج الوطني. حافظ أمراء الحرب الآخرون، من بينهم إسماعيل خان في الغرب ودوستم في الشمال، على إقطاعياتهم.
في عام 1994، عاد الملا عمر -مجاهد بشتوني تعلم في المدارس الإسلامية- إلى قندهار وأسس طالبان. كان أتباعه طلاب دين عُرفوا بالطالبان، وسعوا إلى إنهاء أميرية الحرب من خلال التزام صارم بالشريعة الإسلامية. بحلول نوفمبر 1994، كانت طالبان قد استولت على كامل ولاية قندهار. ورفضوا عرض الحكومة بالانضمام إلى حكومة ائتلافية وساروا نحو كابل سنة 1995. ولكن انتصارات طالبان الأولى سنة 1994 تلتها سلسلة من الهزائم المكلفة. قدمت باكستان دعمًا قويًا لطالبان. وصف محللون مثل أمين سيكال الحركة بأنها تتطور إلى قوة بالوكالة لمصالح باكستان الإقليمية، الأمر الذي نفته طالبان. بدأت طالبان قصف كابول مطلع 1995، لكن مسعود دفعها على الانسحاب.
في 27 سبتمبر 1996 استولت طالبان مع دعم عسكري من باكستان ودعم مالي من السعودية، على كابول وأسست إمارة أفغانستان الإسلامية.

### المواجهة بين إمارة طالبان والتحالف الشمالي
لم يعترف بحكومة طالبان دبلوماسيا إلا باكستان والسعودية والإمارات وجمهورية الشيشان إشكيريا المعترف بها جزئيًا. وفرضت تفسيرها الأصولي للإسلام في المناطق التي كانت تحت سيطرتها، وأصدرت فتاوى تمنع النساء من العمل خارج المنزل أو الذهاب إلى المدرسة أو مغادرة منازلهن ما لم يرافقهن قريب ذكر. بحسب الخبير الباكستاني أحمد رشيد، «بين عامي 1994 و1999، تدرَّب وحارب في أفغانستان ما يقدر بنحو 80 ألف حتى 100 ألف باكستاني» إلى جانب طالبان.
أنشأ مسعود ودوستم الأعداء الألداء السابقين جبهة موحدة ضد طالبان، عرفت باسم التحالف الشمالي. بالإضافة إلى قوة مسعود الطاجيكية وأوزبك دوستم، ضمت الجبهة المتحدة فصائل الهزارة وقوات البشتون بقيادة قادة مثل عبد الحق وحجي عبد القادر. كما جمع عبد الحق عددًا محدودًا من البشتون المنشقين عن طالبان. اتفق كلاهما على العمل مع الملك الأفغاني المنفي ظاهر شاه. تلقى تحالف الشمال درجات متفاوتة من الدعم من روسيا وإيران وطاجيكستان والهند. ولكن استولت طالبان على مزار شريف سنة 1998 ودفعت دوستم إلى المنفى.
كان الصراع وحشيًا. وفقًا للأمم المتحدة ارتكبت حركة طالبان، أثناء محاولتها إحكام سيطرتها على شمال وغرب أفغانستان مذابح ممنهجة ضد المدنيين. صرح مسئولو الأمم المتحدة أنه كانت هناك 15 مجزرة بين 1996 و 2001. استهدفت طالبان بشكل خاص الهزارة الشيعة. انتقامًا لمقتل 3000 سجين من طالبان على يد الجنرال الأوزبكي عبد الملك بهلوان سنة 1997، وقتلت طالبان حوالي 4000 مدني بعد الاستيلاء على مزار شريف في 1998.
ولم يأتي 2001 إلا وكانت طالبان تسيطر على حوالي 90٪ من البلاد، مع اقتصار تحالف الشمال على الزاوية الشمالية الشرقية للبلاد. وكان إلى جانب طالبان حوالي 28,000 - 30,000 باكستاني و 2000-3000 مقاتل من القاعدة. تم تجنيد العديد من الباكستانيين من المدارس الدينية. أكدت وثيقة صادرة عن وزارة الخارجية الأمريكية في 1998 أن «20-40٪ من جنود طالبان [النظاميين] هم باكستانيون». وقالت الوثيقة إن العديد من آباء هؤلاء الرعايا الباكستانيين «لا يعرفون شيئًا عن تورط أطفالهم العسكري مع طالبان حتى يتم إعادة جثثهم إلى باكستان». وطبقاً لتقرير وزارة الخارجية الأمريكية وتقارير هيومن رايتس ووتش، فإن مواطنين باكستانيين آخرين يقاتلون في أفغانستان كانوا جنوداً نظاميين، وبالذات من فيلق الحدود، ولكن هناك أيضًا من الجيش قدموا دعمًا قتاليًا مباشرًا.

#### القاعدة
في أغسطس 1996 أجبر بن لادن على مغادرة السودان، فوصل إلى جلال آباد. وقد كان أسس القاعدة أواخر الثمانينيات لدعم حرب المجاهدين ضد السوفيت، لكنه أصيب بخيبة أمل بسبب الاقتتال الداخلي بين أمراء الحرب. لقد اقترب من الملا عمر ونقل عمليات القاعدة إلى شرق أفغانستان. وهو ملاذ آمن حيث كان تحت حماية طالبان هناك.
وجدت لجنة 11 سبتمبر في الولايات المتحدة أنه في ظل حكم طالبان، فإن القاعدة قادرة على استخدام أفغانستان في تدريب المقاتلين وتلقينهم عقائدهم واستيراد الأسلحة والتنسيق مع المجاهدين الآخرين والتخطيط لعمليات أخرى. حافظت القاعدة على معسكراتها الخاصة في أفغانستان، ودعمت أيضًا معسكرات تدريب لمنظمات أخرى. وتلقى مابين 10,000 إلى 20,000 رجل التدربات في تلك المرافق قبل 11 سبتمبر، ثم أرسل معظمهم للقتال مع طالبان ضد الجبهة المتحدة. وانضم إلى القاعدة عدد أقل من المجندين.
بعد أن ارتبطت تفجيرات السفارة الأمريكية في أغسطس 1998 بابن لادن، أمر الرئيس بيل كلينتون بشن ضربات صاروخية على معسكرات تدريب المسلحين في أفغانستان. وضغط المسؤولون الأمريكيون على طالبان لتسليم بن لادن. ثم فرض مجلس الأمن عقوبات على طالبان في 1999، داعيًا إلى تسليم بن لادن. ولكن طالبان رفضت مرارًا وتكرارًا تلك المطالب، على الرغم من ورود تقارير عن محاولات طالبان بالتفاوض على تسليم بن لادن.
كان قسم الأنشطة الخاصة شبه العسكري التابع لوكالة الاستخبارات المركزية (CIA) نشطًا في أفغانستان في التسعينيات في عمليات سرية لتحديد مكان أسامة بن لادن لقتله أو القبض عليه. وخطط القسم لعدة عمليات، لكنه لم يتلق أمر بالتصرف من الرئيس كلينتون. أدت جهودهم إلى بناء علاقات مع القادة الأفغان والتي ثبت أنها ضرورية في غزو 2001.

#### تغيير في سياسة الولايات المتحدة تجاه أفغانستان
خلال إدارة كلينتون كانت الولايات المتحدة تميل إلى تفضيل باكستان ولم يكن لديها سياسة واضحة تجاه أفغانستان حتى 1998-1999. فعلى سبيل المثال أمرت روبن رافيل من وزارة الخارجية الأمريكية مسعود بالاستسلام لطالبان سنة 1997. ورد مسعود بأنه طالما كان يسيطر على منطقة بحجم قبعته، فإنه سيستمر في الدفاع عنها من طالبان. في نفس الوقت تقريبًا سافر كبار مسؤولي السياسة الخارجية في إدارة كلينتون إلى شمال أفغانستان لمحاولة إقناع الجبهة المتحدة بعدم الاستفادة من فرصة تحقيق مكاسب مهمة ضد طالبان. وأصروا على أن الوقت قد حان لوقف إطلاق النار وفرض حظر توريد الأسلحة. في ذلك الوقت بدأت باكستان بتمويل سعودي «جسرًا جويًا شبيهًا ببرلين لإعادة إمداد طالبان وإعادة تجهيزها».
ولكن بعد تفجير سفاراتها سنة 1998 تغيرت السياسة الأمريكية تجاه أفغانستان. حيث وجهت إلى أسامة بن لادن لائحة اتهام لتورطه في تفجيرات السفارتين. وفي 1999 طالب مجلس الأمن في قراره رقم 1267 طالبان بتسليم أسامة بن لادن لمحاكمته في الولايات المتحدة وإغلاق جميع مخيمات القاعدة في أفغانستان. كان التعاون الوحيد بين مسعود والولايات المتحدة في ذلك الوقت هو محاولة مع وكالة المخابرات المركزية لتعقب بن لادن بعد تفجيرات 1998. لم تقدم الولايات المتحدة أو الاتحاد الأوروبي أي دعم لمسعود في محاربة طالبان.
وفي سنة 2001 كان التغيير في السياسة الذي سعى إليه ضباط وكالة المخابرات المركزية وهم يعرفون أن مسعود جاهز للتنفيذ. بدأ محامو وكالة المخابرات المركزية في صياغة نتيجة رسمية لتوقيع الرئيس جورج دبليو بوش، تسمح ببرنامج عمل سري في أفغانستان. ستكون الأولى منذ عقد من الزمن التي تسعى للتأثير على مسار الحرب الأفغانية لصالح مسعود. يُزعم أن ريتشارد كلارك الذي كان رئيس مجموعة مكافحة الإرهاب الأمنية في إدارة كلينتون ثم مسؤول في إدارة بوش لاحقًا، قدم خطة إلى مستشارة بوش للأمن القومي القادمة كوندوليزا رايس في يناير 2001.
تم إجراء تغيير في سياسة الولايات المتحدة في أغسطس 2001. حيث وافقت إدارة بوش على خطة لبدء دعم مسعود. اتفق اجتماع لكبار مسؤولي الأمن القومي على تقديم إنذار لطالبان لتسليم بن لادن وعناصر آخرين في القاعدة. وإذا رفضت طالبان ستقدم الولايات المتحدة مساعدة عسكرية سرية للجماعات المناهضة لطالبان. وإذا فشل كلا الخيارين اتفق النواب على أن الولايات المتحدة ستسعى للإطاحة بنظام طالبان من خلال إجراءات أكثر جرأة.

#### اغتيال مسعود قبيل 11 سبتمبر

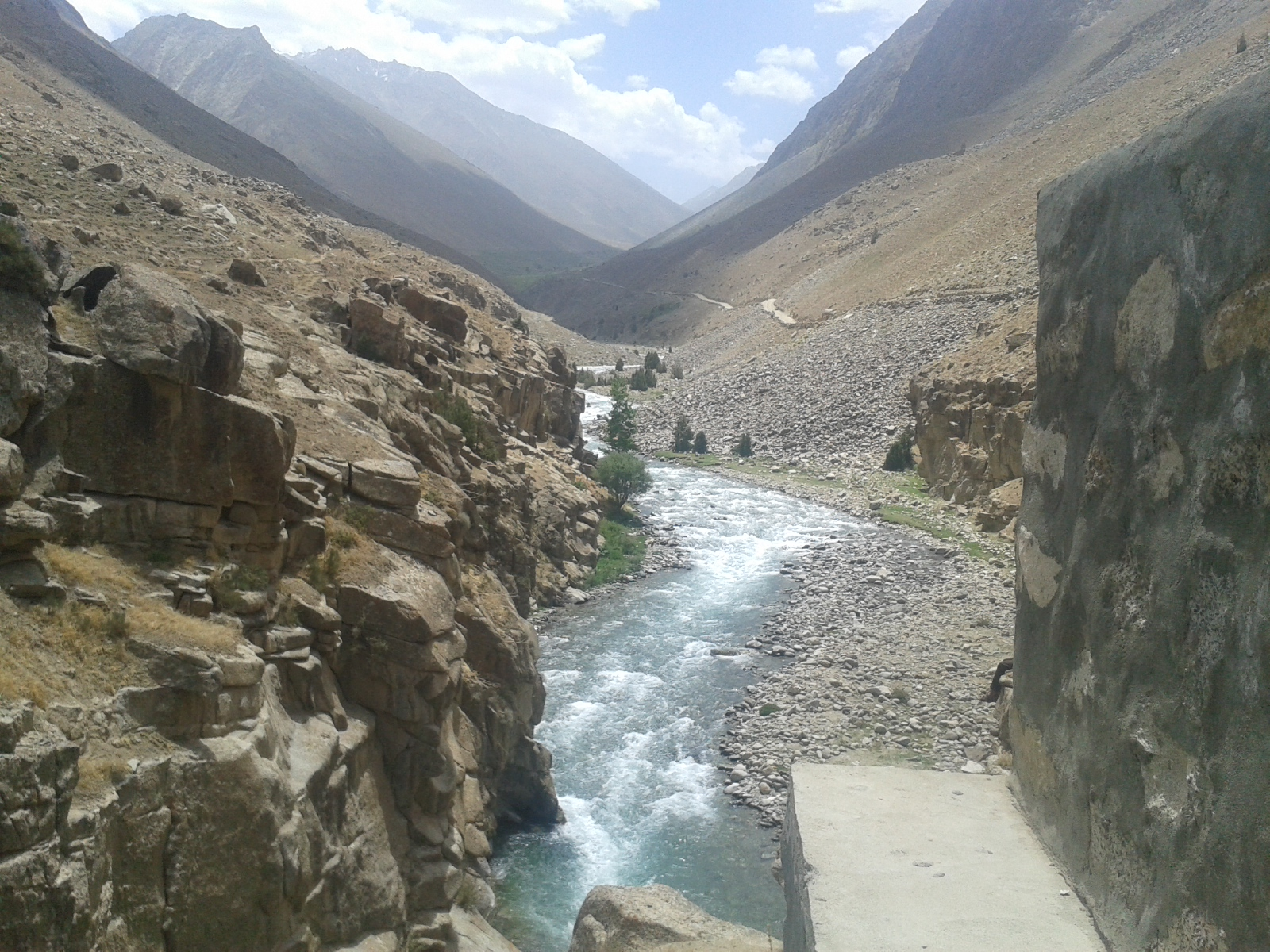
اغتيل أحمد شاه مسعود على يد تنظيم القاعدة في ولاية تخار الأفغانية يوم 9 سبتمبر 2001

كان أحمد شاه مسعود القائد الأوحد للجبهة المتحدة. وقد فر العديد من المدنيين إلى المناطق الخاضعة لسيطرته. في المجمل، تشير التقديرات إلى فرار مليون شخص من طالبان إليه.
وفي أواخر 2000 جمع مسعود رسميًا هذا التحالف الجديد في اجتماع في شمال أفغانستان لمناقشة اللويا جيرغا لتسوية الاضطرابات السياسية في أفغانستان. وكان من بين الحاضرين حامد كرزاي.
وفي بداية 2001 ألقى أحمد شاه مسعود ومعه زعماء من جميع أنحاء أفغانستان خطابًا أمام البرلمان الأوروبي في بروكسل مطالبين المجتمع الدولي بتقديم المساعدة الإنسانية لشعب أفغانستان. وذكر أن طالبان والقاعدة أدخلوا تصورًا خاطئًا جدًا للإسلام، وأنه بدون دعم باكستان وبن لادن لن تتمكن طالبان من الاستمرار في حملتها العسكرية لمدة تصل إلى عام. في هذه الزيارة إلى أوروبا حذر أيضًا من أن معلوماته الاستخباراتية قد جمعت معلومات حول هجوم وشيك على الأراضي الأمريكية.
اغتيل أحمد شاه مسعود في 9 سبتمبر 2001 في عملية انتحارية، وكان ذلك قبل يومين فقط من أحداث 11 سبتمبر. ويعتقد أن أسامة بن لادن زعيم تنظيم القاعدة المتحالف مع طالبان أرسل عنصرين من التنظيم نجحا في اغتياله في بلدة «خواجة بهاء الدين» بولاية تخار الشمالية قرب طاجيكستان حين تظاهرا بأنهما صحفيان وحملا معهما كاميرا ملغومة.

### هجمات 11 سبتمبر

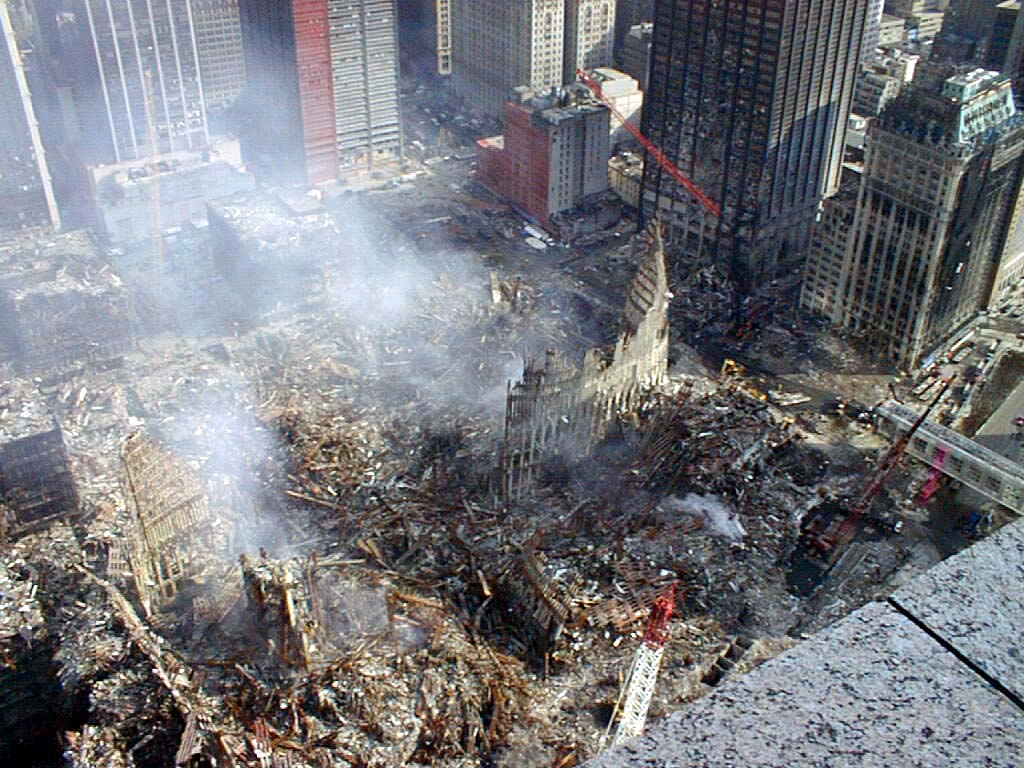
المنطقة صفر في نيويورك بعد هجمات 11 سبتمبر 2001

في صباح يوم 11 سبتمبر 2001 جرى تنفيذ أربع هجمات منسقة على الولايات المتحدة، باستخدام أربع طائرات ركاب نفاثة تجارية تم اختطافها. قام الخاطفون بضرب طائرتين من طائرات ركاب عمداً في البرجين التوأمين لمركز التجارة العالمي في مدينة نيويورك. انهار المبنيان في غضون ساعتين من الأضرار الناجمة عن الحرائق الناجمة عن الضربة، وتعرضت المباني المجاورة للدمار، وتضررت مباني أخرى أبعد. واصطدمت الطائرة الثالثة بمبنى البنتاغون في مقاطعة أرلنغتون (فيرجينيا). أما الطائرة الرابعة فسقطت في حقل زراعي بالقرب من شانكسفيل بنسلفانيا بعد أن حاول بعض ركابها وطاقم الطائرة استعادة السيطرة على الطائرة، التي أعاد الخاطفون توجيهها نحو واشنطن العاصمة لاستهداف البيت الأبيض أو مبنى الكابيتول. لم يكن هناك ناجون من الرحلات الجوية. إجمالاً قُتل 2996 شخصًا ومنهم 19 مختطفًا، وأصيب أكثر من 6000 آخرين في الهجمات. طبقاً لإدارة الصحة بولاية نيويورك، توفي 836 مسعف أول ومنهم رجال الإطفاء وأفراد الشرطة حتى يونيو 2009.

### الإنذار الأمريكي لطالبان
أدانت طالبان علناً هجمات 11 سبتمبر. وأصدر الرئيس الأمريكي جورج دبليو بوش إنذارا لطالبان لتسليم أسامة بن لادن:«إغلاق كل معسكرات لتدريب المقاتلين فورًا، وتسليم المقاتلين ومؤيديهم، وإعطاء الولايات المتحدة حق الوصول الكامل إلى تلك المعسكرات للتفتيش». رفضت طالبان قائلة: إن أسامة بن لادن محمي بموجب قوانين الضيافة البشتونية التقليدية. في الأسابيع التي سبقت غزو الولايات المتحدة وحلف شمال الأطلسي لأفغانستان، طالبت طالبان بإثبات تهمة بن لادن، وعرضت بعد ذلك تسليمه. فرد مسؤول في إدارة بوش لاحقًا «أن مطالبهم ليست للتفاوض، وأن الوقت قد حان لتحرك طالبان الآن».
بعد اندلاع القصف الأمريكي، رفضت طالبان تسليم بن لادن إلى الولايات المتحدة، وبدلاً من ذلك أعربت عن استعدادها لتسليمه إلى دولة ثالثة لن تتعرض أبدًا لضغط الولايات المتحدة إذا تم تقديم المزيد من الأدلة على إدانته. وردت الولايات المتحدة بمواصلة قصفها لمطار كابل ومدن أخرى. من جانبهم هددت القاعدة بمزيد من الهجمات ضد المملكة المتحدة والولايات المتحدة. قال الحاج عبد الكبير ثالث أقوى شخصية في نظام طالبان الحاكم للصحفيين: «إذا أُعطيت طالبان دليلًا على تورط أسامة بن لادن، سنكون مستعدين لتسليمه إلى دولة ثالثة». خلال اجتماع عقد في إسلام أباد في أكتوبر، عرض وكيل أحمد متوكل وزير خارجية أفغانستان إبعاد أسامة بن لادن إلى عهدة منظمة التعاون الإسلامي لمحاكمته بتهمة هجمات 11 سبتمبر. كان متوكل في هذه المرحلة قد أسقط شرط أن تقدم الولايات المتحدة دليلاً على تورط أسامة بن لادن في هجمات 11 سبتمبر كشرط مسبق لنقل أسامة بن لادن من قبل أفغانستان إلى منظمة المؤتمر الإسلامي لمحاكمته.

## التاريخ

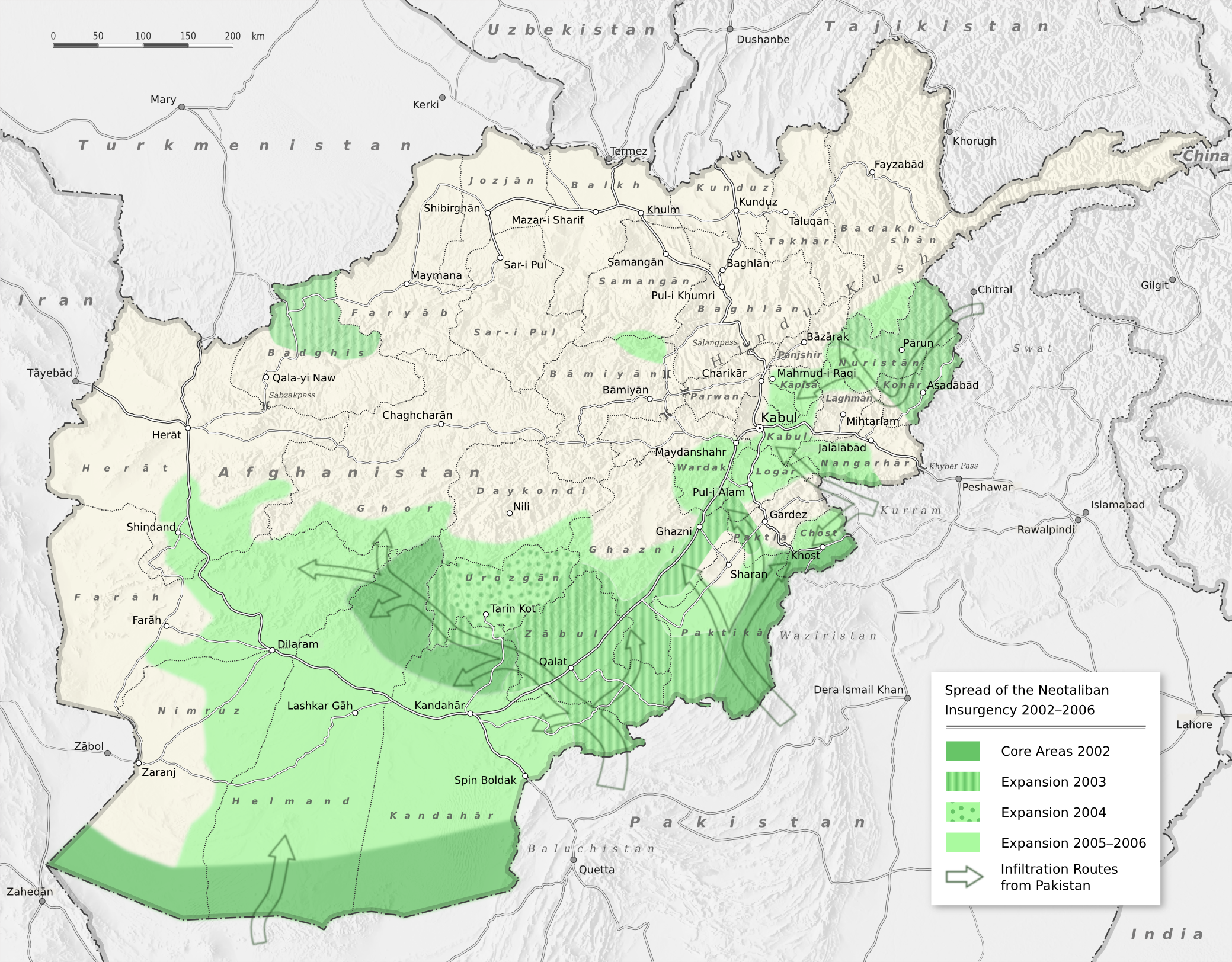
خريطة تفصيلية توضح انتشار تمرد طالبان في أفغانستان 2002-2006

### 2002-2001 الغزو والعمليات الأولى

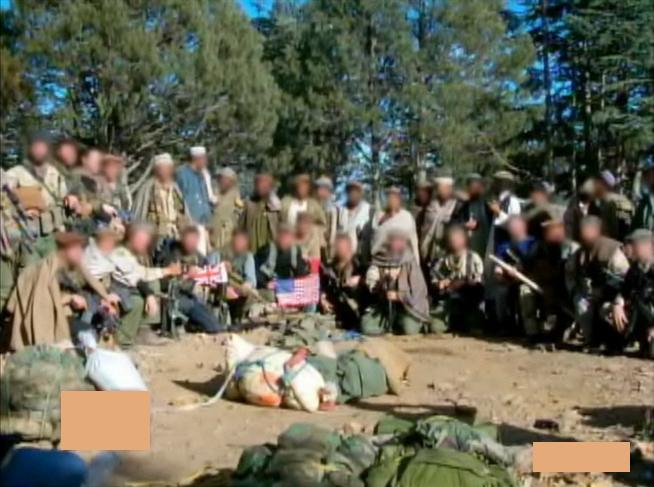
مشغلي القوات الخاصة الأمريكية والبريطانية في تورا بورا 2001

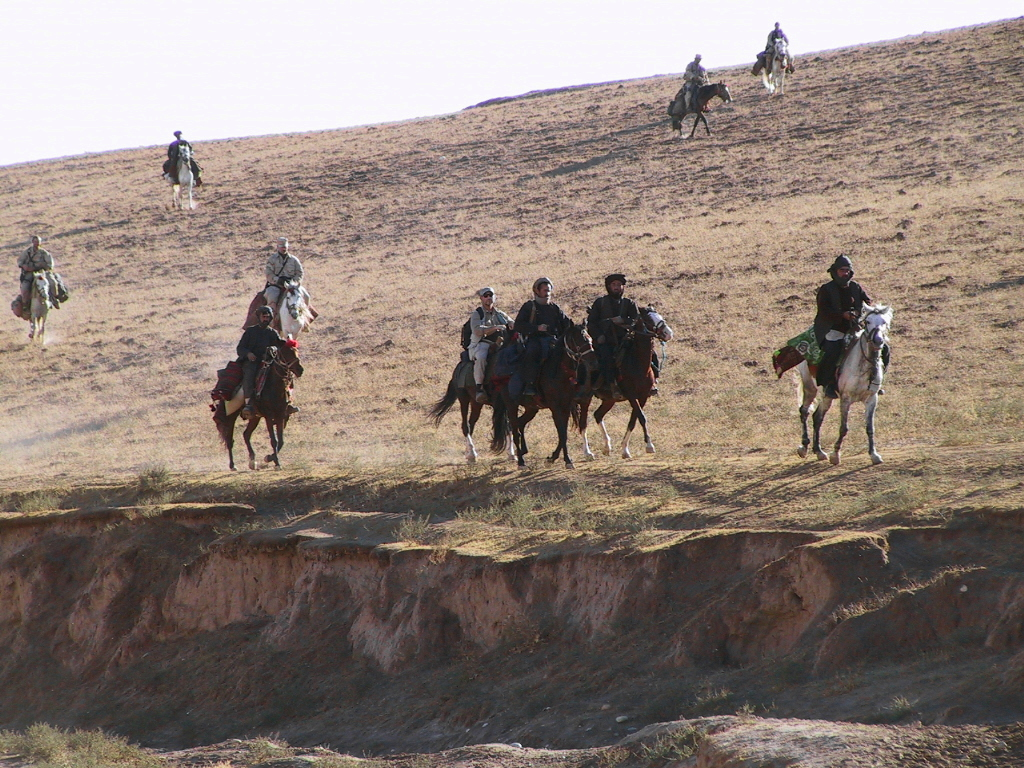
القوات الخاصة الأمريكية ومراقبي القوات الجوية الأمريكية مع قوات التحالف الشمالي على ظهور الخيل في ولاية سمنكان

بعد هجمات 11 سبتمبر مباشرة، اقترح الجنرال تومي فرانكس القائد العام للقيادة المركزية آنذاك (CENTCOM) على الرئيس جورج دبليو بوش ووزير الدفاع دونالد رامسفيلد أن تغزو الولايات المتحدة أفغانستان باستخدام قوة تقليدية قوامها 60 ألف جندي، مع الحاجة إلى ستة أشهر من التحضير. خشي رامسفيلد وبوش من أن الغزو التقليدي لأفغانستان يمكن أن يتعثر كما حدث للسوفيت سنة 1979 والبريطانيين في 1842. فرفض رامسفيلد خطة فرانكس قائلا «أريد رجالا على الأرض الآن!» عاد فرانكس في اليوم التالي بخطة استخدام القوات الخاصة الأمريكية. في 26 سبتمبر أي بعد خمسة عشر يومًا من هجوم 11 سبتمبر، دخل أفغانستان سرا أعضاء من قسم الأنشطة الخاصة بوكالة المخابرات المركزية، وشكلوا فريق الاتصال بشمال أفغانستان فتواصلوا مع التحالف الشمالي في وادي بنجشير.
وفي أكتوبر بدأت فرق القوات الخاصة المكونة من 12 فردًا في الوصول إلى أفغانستان للعمل مع وكالة المخابرات المركزية والتحالف الشمالي. في غضون أسابيع قليلة، استولى التحالف الشمالي بمساعدة القوات البرية والجوية الأمريكية، على العديد من المدن الرئيسية من طالبان.
أطلقت الولايات المتحدة رسميًا عملية الحرية الدائمة في 7 أكتوبر 2001، بمساعدة المملكة المتحدة. وانضمت إلى الاثنين فيما بعد دول أخرى. طردت الولايات المتحدة وحلفاؤها طالبان من السلطة وبنت قواعد عسكرية بالقرب من المدن الكبرى في جميع أنحاء البلاد. لم يتم القبض على معظم عناصر القاعدة وطالبان، حيث هربوا إلى باكستان المجاورة أو تراجعوا إلى المناطق الجبلية الريفية أو النائية.
في 20 ديسمبر 2001 أنشئت الأمم المتحدة قوات المساعدة الدولية لإرساء الأمن في أفغانستان (إيساف)، مع تفويض لمساعدة الأفغان في الحفاظ على الأمن في كابل والمناطق المحيطة بها. تم إنشاؤه في البداية من المقر الرئيسي للفرقة الميكانيكية الثالثة البريطانية بقيادة اللواء جون ماكول، ولم يتجاوز عددها في سنواتها الأولى 5000. ولم يمتد تفويضها إلى ما وراء منطقة كابل في السنوات القليلة الأولى. وساهمت ثمانية عشر دولة في القوة في فبراير 2002.
في مؤتمر بون في ديسمبر 2001 تم اختيار حامد كرزاي لرئاسة الإدارة الأفغانية المؤقتة، والتي أصبحت بعد اجتماع اللويا جيرغا في كابل 2002 الإدارة الأفغانية الانتقالية. في انتخابات الرئاسة الأفغانية 2004 انتخب كرزاي رئيسًا للبلاد، والتي سميت جمهورية أفغانستان الإسلامية.
من أهم المعارك الرئيسية في المرحلة الأولى من الحرب: معركة تورا بورا (ديسمبر 2001) وعملية أناكوندا (مارس 2002).

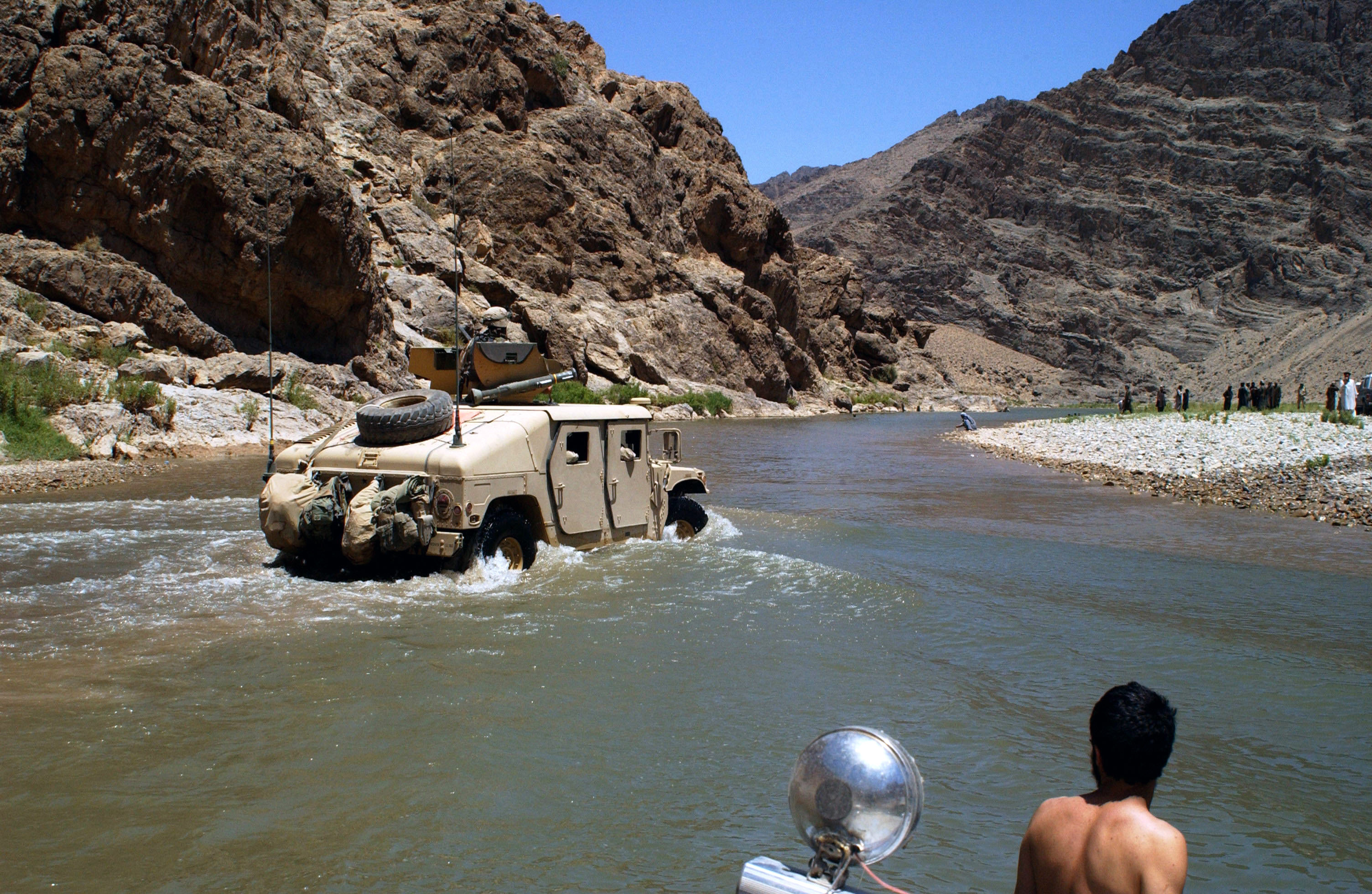
سيارة هامفي أمريكية تعبر النهر سنة 2002

في أعقاب معركة شاهي كوت أقام مقاتلو القاعدة ملاذات على الحدود الباكستانية، حيث شنوا غارات عبر الحدود ابتداء من صيف 2002. ويتراوح عدد وحدات حرب العصابات بين 5 و 25 رجلاً، ويعبرون الحدود بانتظام لإطلاق الصواريخ على قواعد التحالف وتكمن للقوافل والدوريات والاعتداء على المنظمات غير الحكومية. وشهدت المنطقة المحيطة بقاعدة شكين في ولاية بكتيكا بعضا من أعنف الهجومات.
وظل مقاتلو طالبان مختبئين في المناطق الريفية لأربع مقاطعات جنوبية: قندهار وزابل وهلمند وأوروزغان. بعد أناكوندا طلبت وزارة الدفاع نشر مشاة البحرية الملكية البريطانية، المدربين تدريباً عالياً في حرب الجبال. فنشرت البحرية الملكية كتيبة كوماندوز 45 تحت الاسم الرمزي العملي لعملية Jacana في أبريل 2002. قاموا بعمليات عسكرية على مدى عدة أسابيع بنتائج متفاوتة. وقد تجنبت طالبان القتال قدر المستطاع.

### 2003–2005 تمرد طالبان

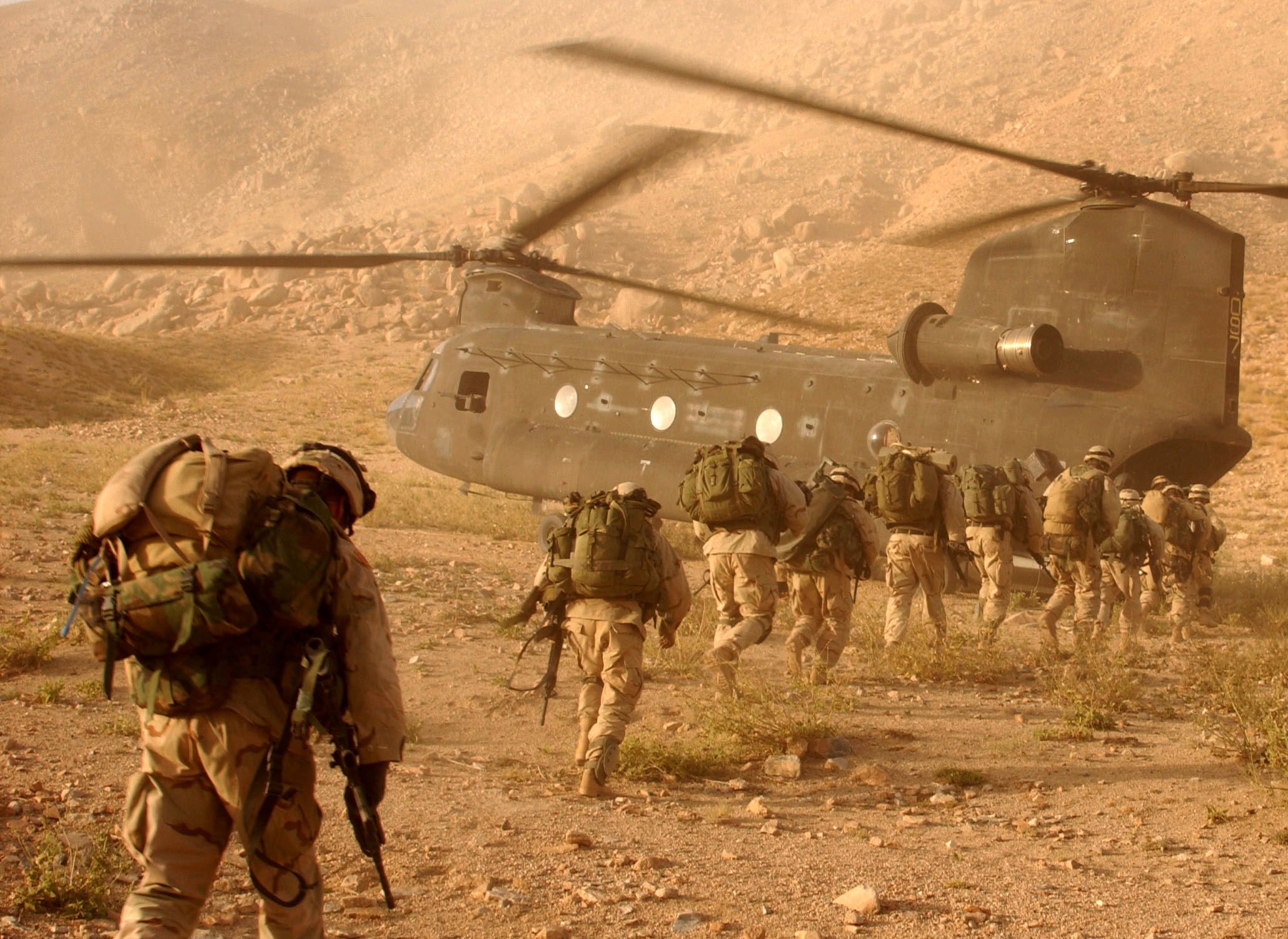
جنود أمريكيون يستقلون طائرة هليكوبتر في ولاية زابل، 2003

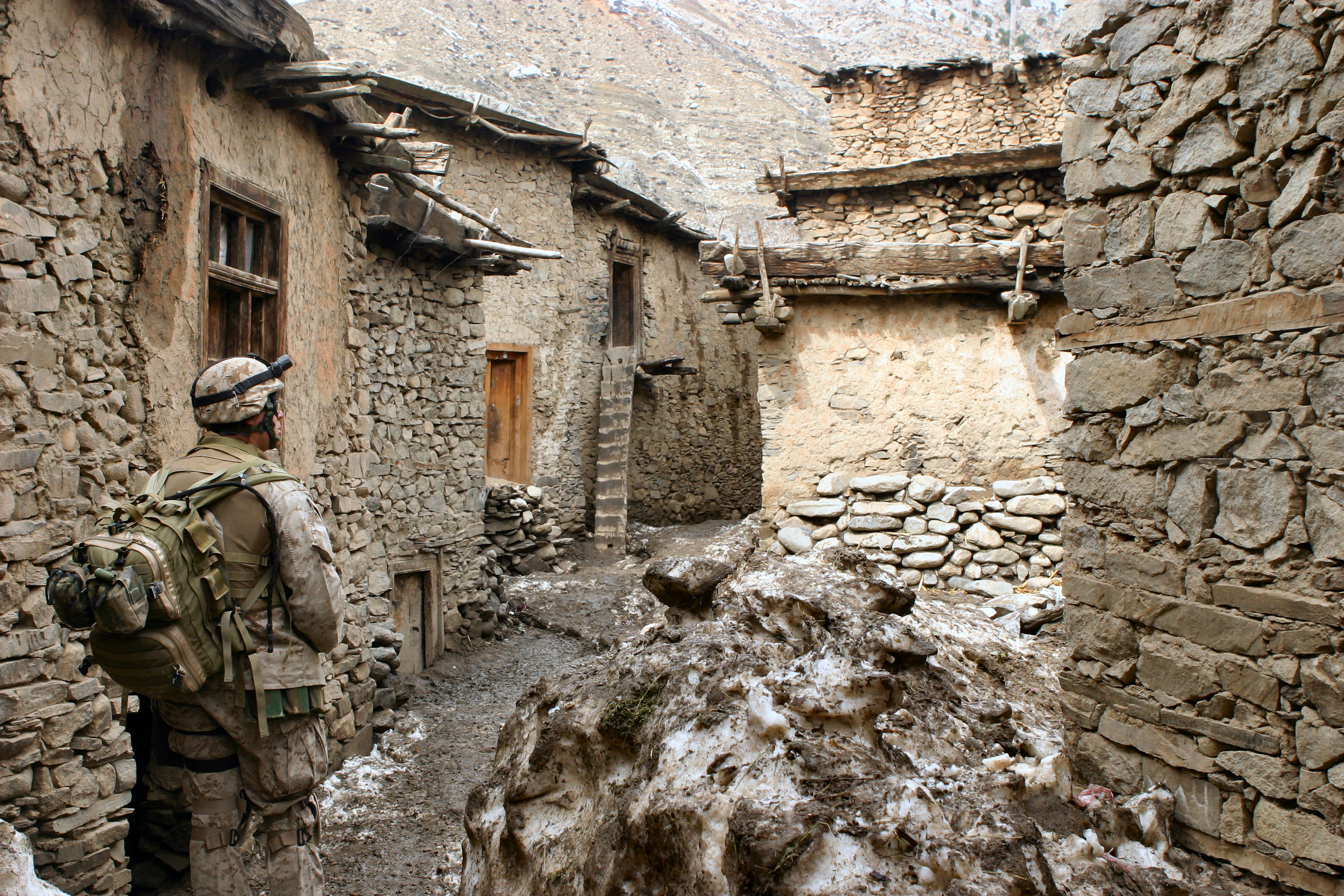
جندي في البحرية الأمريكية يبحث عن مقاتلي طالبان في مهترلام ربيع 2005.

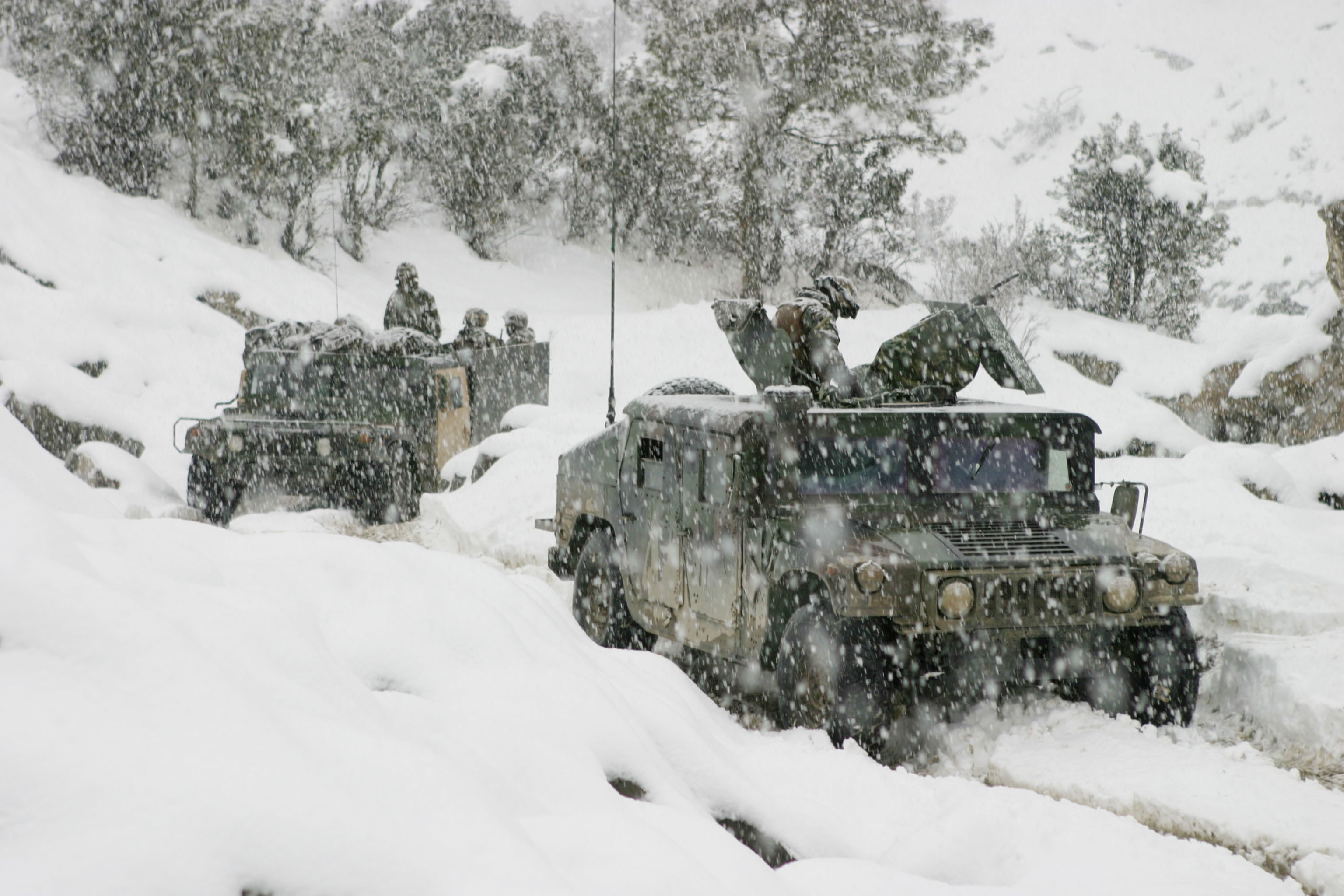
عربات للبحرية الأمريكية عند ممر خوست-جارديز، 2004

ظهرت منشورات من قبل طالبان وجماعات أخرى متناثرة في البلدات والريف في أوائل 2003 تحث المؤمنين على الانتفاضة ضد القوات الأمريكية والجنود الأجانب الآخرين في جهاد مقدس. وفي 27 يناير 2003 أثناء عملية النمس، هاجمت القوات الأمريكية فرقة من المقاتلين تمركزت في مجمّعٍ ضمن كهوف جبال هدي غار على بعد 25 كـم (15 ميل) شمال سبين بولداك. وذُكر مصرع 18 مقاتل من طالبان، بينما لم تُذكر أي إصابات في صفوف قوات الولايات المتحدة. اشُتبه بكَوْنِ الموقع قاعدةً للإمدادات والمقاتلين القادمين من باكستان. كانت الهجمات الأولى المعزولة ضخمة نسبيًا. ظهرت فرق طالبان أيضًا ضمن الأهداف الأفغانية في تلك الفترة تقريبًا.
وفي 19 مارس 2003 أُعلن عن عملية أمريكية بمساهمة القوات الرومانية والأفغانية. تحركت القوات المشتركة عبر قندهار وأجزاء من جنوب أفغانستان بهدف القضاء على قوات طالبان ومخابئ الأسلحة مع محاولة جمع معلومات استخبارية عن نشاط طالبان في المنطقة. في ختام العملية في 24 مارس 2003 اعتقلت قوات التحالف 13 من مقاتلي طالبان المشتبه فيهم وصادرت أكثر من 170 قذيفة صاروخية و 180 لغمًا أرضيا و 20 بندقية آلية ومدفع رشاش عدا العديد من الصواريخ والبنادق وقاذفات.
في مايو 2003، أعلن عبد السلام –رئيس قضاة المحكمة العليا لطالبان– عودة حركة طالبان، وانتظامها وتسلحها مجددًا، وجاهزيتها لبدء حرب العصابات بهدف طرد القوات الأمريكية من أفغانستان. فوّض ملا عمر قادته بأداء عمليات في 5 مناطق مختلفة، وأوكل داد الله مسؤولية تنفيذ العمليات في ولاية زابل.
في غضون ذلك تحول الاهتمام الأمريكي عن أفغانستان عندما غزت القوات الأمريكية العراق في مارس 2003.
وخلال صيف 2003، ازدادت هجمات طالبان. وقتل العشرات من جنود الحكومة الأفغانية وعاملي المنظمات غير الحكومية في المجال الإنساني والعديد من الجنود الأمريكيين في الغارات والكمائن والهجمات الصاروخية. إلى جانب حرب العصابات بدأ مقاتلو طالبان في حشد القوات في منطقة دايجوبان في ولاية زابل. قررت طالبان التمركز هناك. فانتقل في فصل الصيف حوالي 1000 مقاتل إلى هناك. وقُتل أكثر من 220 شخصًا من بينهم عشرات من الشرطة الأفغانية في أغسطس 2003.
في 11 أغسطس 2003 تولى الناتو السيطرة على قوة المساعدة الأمنية الدولية. عملت بعض القوات الأمريكية في أفغانستان تحت قيادة الناتو، والبقية ضلت تحت القيادة الأمريكية المباشرة. أعاد زعيم طالبان الملا عمر تنظيم الحركة، وفي 2003 شن حركة تمرد ضد الحكومة وقوة المساعدة الأمنية الدولية.
في يونيو 2004 بدأت القوات الأمريكية ضربات الطائرات بدون طيار في باكستان على طول المناطق القبلية الفيدرالية ضد مقاتلي طالبان والقاعدة. بدأت هذه الضربات أثناء إدارة الرئيس الأمريكي جورج دبليو بوش.
في أواخر 2004 أعلن زعيم طالبان المخفي آنذاك محمد عمر عن تمرد ضد «أمريكا وعملائها» (في إشارة إلى قوات الحكومة الأفغانية الانتقالية) من أجل «استعادة سيادة بلدنا». وكما جرى أول انتخابات في أفغانستان بموجب نظام جديد في 9 أكتوبر 2004، بمشاركة متحمسة بلغت 70%. وحصل كرزاي على 55% من الاصوات.
نفذت قوات البحرية الأمريكية عملية الأجنحة الحمراء من أواخر يونيو حتى منتصف يوليو 2005، وهي عملية عسكرية مشتركة في منطقة بيتش بولاية كنر الأفغانية، على منحدرات جبل سوتالو سار، لتعطيل نشاط ميليشيا طالبان المحلية المناهضة للتحالف، وبالتالي المساهمة في الاستقرار الإقليمي وبالتالي تسهيل انتخابات البرلمان الأفغاني المقررة في سبتمبر 2005. في ذلك الوقت كان نشاط مليشيات طالبان المناهضة للتحالف في المنطقة ينفذ بشكل ملحوظ من قبل مجموعة صغيرة، بقيادة رجل محلي من ولاية ننكرهار أحمد شاه الذي كان لديه تطلعات إلى بروز الأصولية الإسلامية الإقليمية. كان هو ومجموعته الصغيرة من بين الأهداف الأساسية للعملية. ولكن تلك العملية كانت انتكاسة للبحرية الأمريكية، حيث فشلت مؤقتا وانسحب المتمردون ليعودوا بعد ثلاثة أسابيع.

### 2009-2006 تصاعد الحرب وتحشيد الناتو

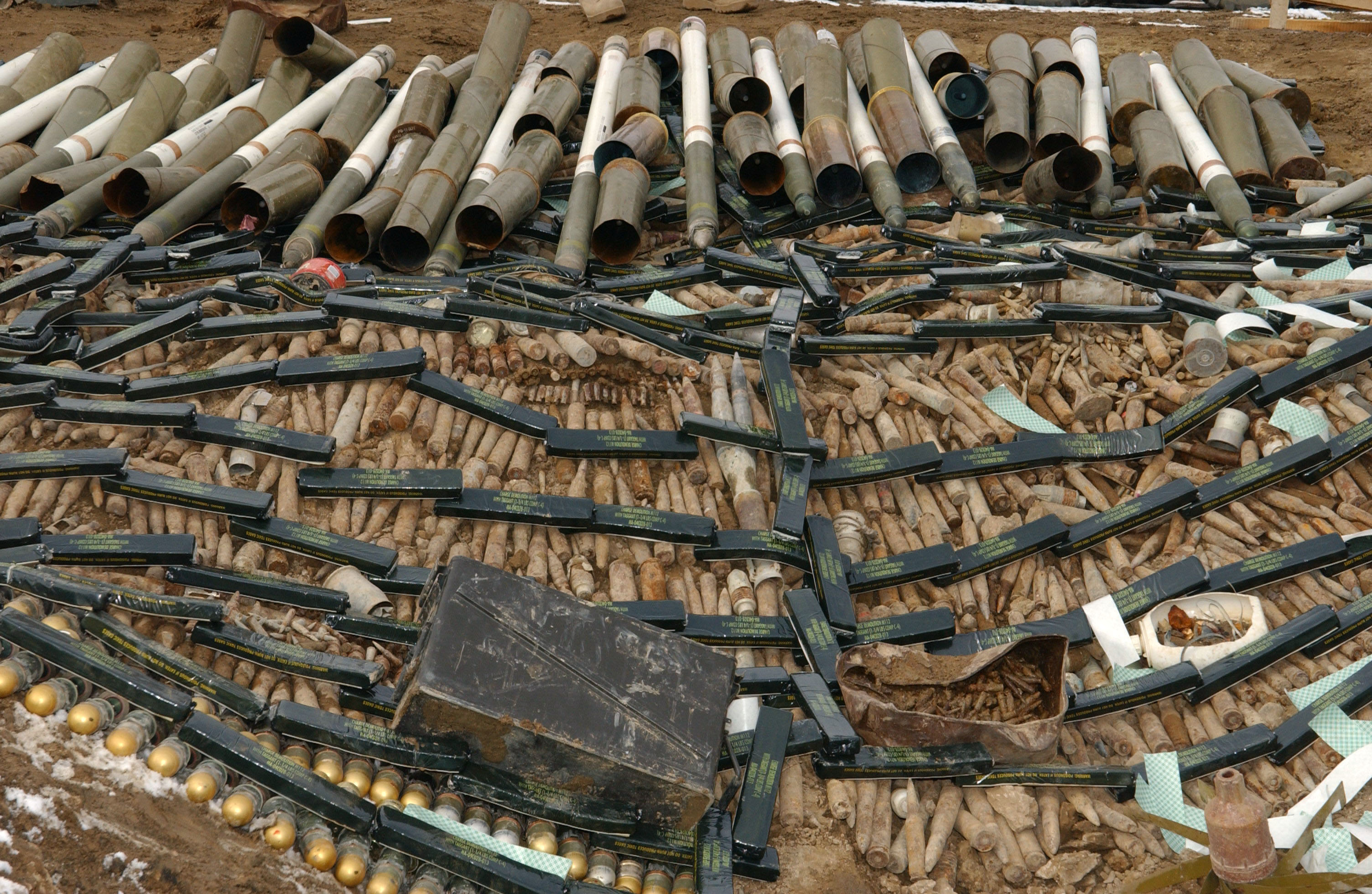
عدد من الذخائر جاهزة للتدمير، وفوقها مركب C-4.

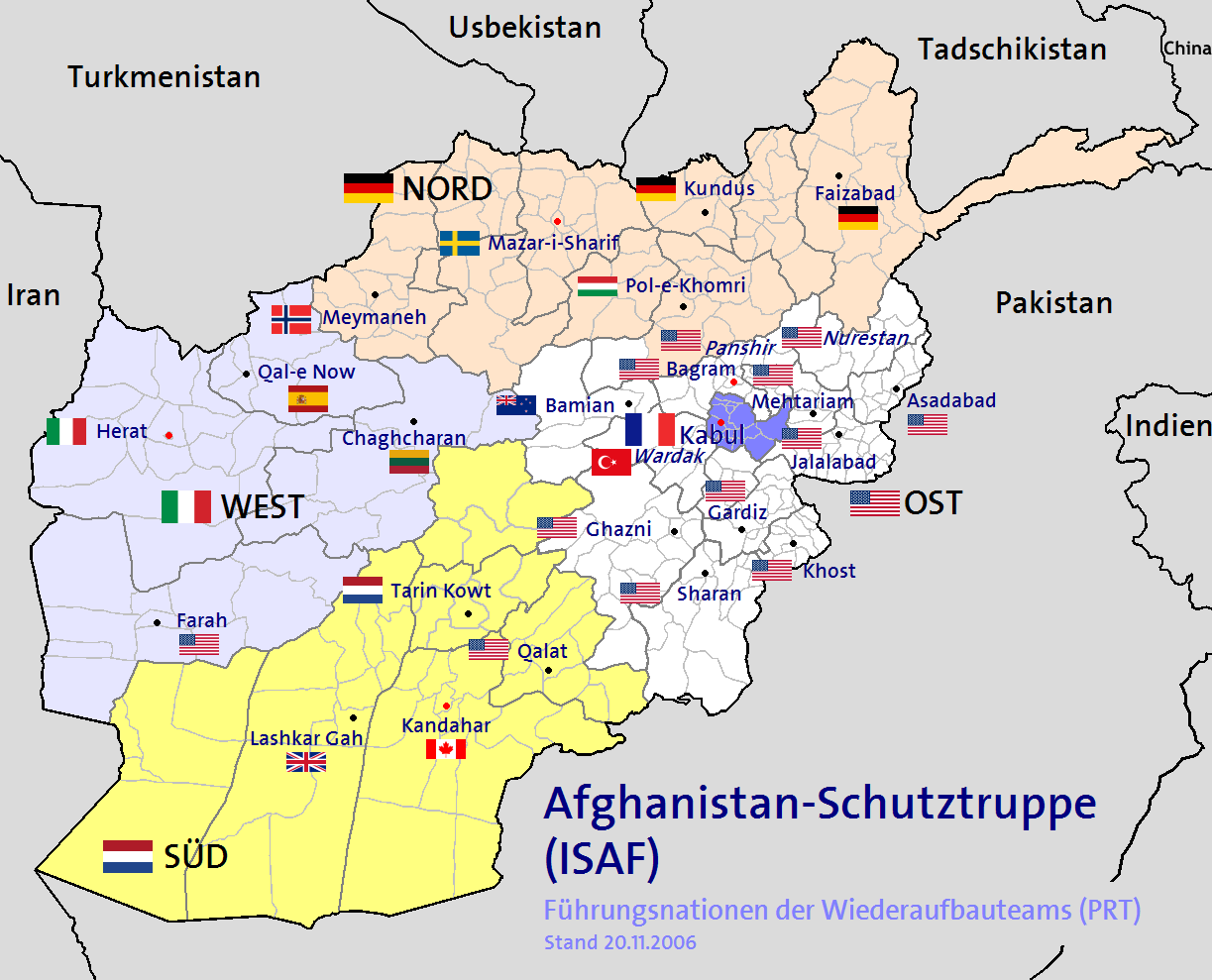
فرق إيساف الرائدة في إعادة الإعمار، والقيادات الإقليمية بقيادة الناتو (ليست بقيادة الولايات المتحدة) بدءًا من 2006

بدأت فرقة متعددة الجنسيات في إيساف لتحل محل القوات الأمريكية في جنوب أفغانستان مع بداية يناير 2006. وشكل لواء الهجوم الجوي البريطاني السادس عشر (الذي عززته لاحقًا مشاة البحرية الملكية) جوهر القوة، إلى جانب القوات وطائرات الهليكوبتر من أستراليا وكندا وهولندا ودنمارك وأستونيا. وفي يناير 2006 كان تركيز الناتو في جنوب أفغانستان على تشكيل فرق إعادة إعمار إقليمية بقيادة البريطانيين في هلمند بينما تقود هولندا وكندا عمليات نشر مماثلة في أورزجان وقندهار على التوالي. تعهدت شخصيات محلية من طالبان بالمقاومة.
وفي 29 مايو 2006 ذكر موقع The Spokesman-Review أن أفغانستان تواجه تهديدًا متزايدًا من مقاتلي طالبان المسلحين في الريف، فقدت شاحنة عسكرية أمريكية السيطرة من قافلتها في كابل واصطدمت باثنتي عشرة مركبة مدنية، مما أسفر عن مقتل شخص وجرح ستة اشخاص. غضب الحشد المحيط واندلعت أعمال شغب استمرت طوال اليوم وانتهت بمقتل 20 شخصًا وإصابة 160 آخرين. وقال متحدث عسكري أمريكي إنه عندما رشق حشد من حوالي 400 رجل بالحجارة وإطلاق النار، فاستخدمت القوات الأمريكية أسلحتها «للدفاع عن نفسها» أثناء مغادرتها المكان. أشار مراسل لصحيفة فاينانشيال تايمز في كابل إلى أن هذا كان اندلاع موجة من الاستياء على الأرض والعداء المتزايد للأجانب الذي كان يتزايد ويتراكم منذ سنة 2004، وربما يكون سبب ذلك أيضًا غارة جوية أمريكية قبل أسبوع في جنوب أفغانستان قتل 30 مدنياً، حيث افترضت أن طالبان كانوا يحتمون في منازل مدنية.
في يناير وفبراير 2007 شن مشاة البحرية الملكية البريطانية عملية البركان لإخراج طالبان من قرية باريكجو، شمال كاجاكي. وأعلنت وزارة الدفاع البريطانية عزمها رفع مستوى القوات البريطانية في البلاد إلى 7700 (ملتزم بها حتى 2009). حدثت عمليات أخرى لمواصلة الضغط على طالبان على أمل صد هجوم الربيع المتوقع.
في 4 مارس 2007 قتلت قوات المارينز الأمريكية ما لا يقل عن 12 مدنياً وجرحت 33 في منطقة شينوار بولاية ننكرهار، ردًا على كمين نصب للقنابل. عُرف الحدث باسم مذبحة شينوار. أمر الميجر جنرال فرانك كيرني الوحدة البحرية المكونة من 120 فردًا والمسؤولة عن الهجوم بمغادرة البلاد، لأن الحادث أضر بعلاقات الوحدة مع السكان الأفغان المحليين.
في 12 مايو 2007 قتلت قوات إيساف الملا داد الله. وقتل أحد عشر مقاتلا آخر من طالبان في نفس القتال. وخلال الصيف حققت قوات الناتو انتصارات تكتيكية في معركة تشورا في أورزجان، حيث تم نشر قوات إيساف الهولندية والأسترالية.
في 16 أغسطس لقي ثمانية مدنيين من بينهم امرأة حامل وطفل مصرعهم عندما قصف الجنود البولنديون قرية نانجار خيل في مقاطعة باكتيكا، بعد ساعات قليلة من قيام المتمردين بنصب عبوة ناسفة بدائية الصنع ألحق أضرارًا بمركبة مدرعة بولندية. اتهم سبعة جنود بارتكاب جرائم حرب، بعد أن صرح سكان محليون أن الوحدة البولندية أطلقت قذائف مورتر ومدافع رشاشة في حفل زفاف دون استفزاز.
وفي 2 نوفمبر: قتلت قوات الأمن أحد كبار المقاتلين: مولوي عبد المنان، وهو شخصية مهمة في حركة طالبان، بعد أن قُبض عليه وهو يعبر الحدود. وأكدت طالبان وفاته. وفي 10 نوفمبر نصبت طالبان كمينًا لدورية في شرق أفغانستان. رفع هذا الهجوم عدد القتلى الأمريكيين في 2007 إلى 100، مما يجعله أكثر الأعوام دموية بالنسبة للأمريكيين في أفغانستان.
وقعت معركة قلعة موسى في ديسمبر. كانت الوحدات الأفغانية هي القوة القتالية الرئيسية، بدعم من القوات البريطانية. وأجبرت قوات طالبان على الخروج من المدينة.
قدر المحللون الغربيون أن طالبان تمكنت من نشر حوالي 10,000 مقاتل أكثر من أي وقت مضى. ومنهم حوالي «2000 إلى 3000 متمرّد نشط ومتفرغ للغاية». أما البقية فكانت وحدات تطوعية من شباب أفغان غاضبون من مقتل مدنيين أفغان في غارات جوية عسكرية واحتجاز الأمريكيين لأشخاص منذ سنوات دون توجيه اتهامات إليهم. وفي 2007 ازداد عدد مقاتلي طالبان من الأجانب أكثر من أي وقت مضى، وفقًا لمسؤولين أفغان والولايات المتحدة. حيث قدر نحو 100 إلى 300 مقاتل بدوام كامل هم من الأجانب، عادة من باكستان وأوزبكستان والشيشان ودول عربية مختلفة وربما حتى تركيا وغرب الصين. وهم يميلون إلى أن يكونوا أكثر تعصبًا وعنفًا، وغالبًا ما يجلبون مهارات مثل القدرة على نشر مقاطع فيديو أكثر تعقيدًا على الإنترنت أو خبرة في صناعة القنابل.
في 13 يونيو 2008 أظهر مقاتلو طالبان قوتهم، وحرروا جميع السجناء في سجن قندهار. فحررت العملية 1200 سجين، 400 منهم من طالبان، مما تسبب في إحراج كبير لحلف شمال الأطلسي.
في 13 يوليو 2008 شنت طالبان هجوم منسق على قاعدة نائية لحلف شمال الأطلسي في وانات بولاية كنر. وفي 19 أغسطس عانت القوات الفرنسية من أسوأ خسائرها في أفغانستان في كمين حيث قتل 10 جنود وجرح 21. في وقت لاحق من الشهر استهدفت غارة جوية قائدًا لطالبان في ولاية هرات وقتلت 90 مدنياً.
في 11 سبتمبر قتل مسلحون جنديين أمريكيين في الشرق. رفع هذا العدد الإجمالي للخسائر الأمريكية إلى 113، أكثر من أي عام مضى. سجلت عدة دول أوروبية أرقام قياسية خاصة بها، وبالذات المملكة المتحدة التي تكبدت 108 قتيلاً.
وفي نهاية 2008 بدا أن طالبان قطعت ما تبقى من العلاقات مع القاعدة. طبقاً لمسؤولين كبار في المخابرات العسكرية الأمريكية، ربما بقي أقل من 100 من أعضاء القاعدة في أفغانستان.
استجابةً للمخاطر المتزايدة في إرسال الإمدادات عبر باكستان، بدأ العمل على إنشاء شبكة توزيع شمالية (NDN) عبر جمهوريات روسيا وآسيا الوسطى. فبدأ منح الإذن المبدئي لنقل الإمدادات عبر المنطقة في 20 يناير 2009، بعد زيارة للمنطقة قام بها الجنرال ديفيد بتريوس. غادرت الشحنة الأولى على طول طريق NDN في 20 فبراير من ريغا في لاتفيا، فعبرت 5,169 كـم (3,212 ميل) إلى مدينة ترمذ الأوزبكية على الحدود الأفغانية. ثم أضيف إلى ريغا الموانئ بوتي (جورجيا) وفلاديفوستوك الروسية. وفي 2011 تعاملت شبكة NDN مع حوالي 40٪ من حركة المرور المتجهة إلى أفغانستان مقابل 30٪ عبر باكستان.
في 4 سبتمبر 2009 أثناء حملة ولاية قندوز، شن الناتو غارة جوية مدمرة على بعد 7 كيلومترات جنوب غرب قندوز بعدما استولى مقاتلو طالبان على صهاريج وقود، مما أسفر عن مقتل حوالي 179 شخصًا، ومن ضمنهم أكثر من 100 مدني.

#### تجديد الالتزامات الدولية وزيادة القوات

رسم يوضح زيادة قوة الإيساف

في مارس 2007 نشرت الولايات المتحدة خلال إدارة بوش أكثر من 3500 جندي آخر في أفغانستان لتوسيع القتال ضد طالبان. وقال الأدميرال مايك مولن رئيس هيئة الأركان المشتركة: إنه في حين أن الوضع في أفغانستان محفوف بالمخاطر وعاجل، فإن القوات الإضافية التي يبلغ عددها 10 آلاف لن تكون متوفرة بأي حال ما لم يتم الانسحاب من العراق. ولكن كانت الأولوية للعراق ثم أفغانستان بعدها. في الأشهر الخمسة الأولى من 2008 زاد عدد القوات الأمريكية في أفغانستان بأكثر من 80٪ بزيادة 21,643 جنديًا إضافيًا، ليصبح المجموع من 26,607 في يناير إلى 48,250 في يونيو. وفي سبتمبر 2008 أعلن الرئيس بوش انسحاب أكثر من 8000 شخص من العراق وزيادة أخرى تصل إلى 4500 في أفغانستان. وفي يونيو 2008 أعلن رئيس الوزراء البريطاني جوردون براون أن عدد القوات البريطانية التي تخدم في أفغانستان سيرتفع إلى 8030 جنديًا - بزيادة 230. وفي الشهر نفسه فقدت المملكة المتحدة جنديها رقم 100.
في يناير 2009 انتقل حوالي 3000 جندي أمريكي إلى ولايات لوكر ووردك وكنر. حارب الحرس الفيدرالي الأفغاني إلى جانبهم. كانت القوات هي الموجة الأولى من الزيادة المتوقعة في التعزيزات التي أمر بها الرئيس بوش في الأصل وزادها الرئيس أوباما. وفي منتصف فبراير 2009 أُعلن أنه سيتم نشر 17 ألف جندي إضافي. ودعا قائد إيساف الجنرال ديفيد ماكيرنان إلى إرسال 30 ألف جندي إضافي، مما ضاعف عدد القوات بشكل فعال. في 23 سبتمبر تضمن تقييم سري أجراه الجنرال ماكريستال استنتاجه بأن إستراتيجية مكافحة التمرد الناجحة ستتطلب نصف مليون جندي وخمس سنوات.
في 1 ديسمبر 2009 أعلن أوباما في الأكاديمية العسكرية الأمريكية في ويست بوينت أن الولايات المتحدة سترسل 30 ألف جندي إضافي. فجاء رد المنظمات المناهضة للحرب في الولايات المتحدة سريعًا، حيث شهدت المدن في جميع أنحاء الولايات المتحدة احتجاجات في 2 ديسمبر. قارن العديد من المتظاهرين قرار نشر المزيد من القوات في أفغانستان بتوسيع حرب فيتنام تحت إدارة جونسون.

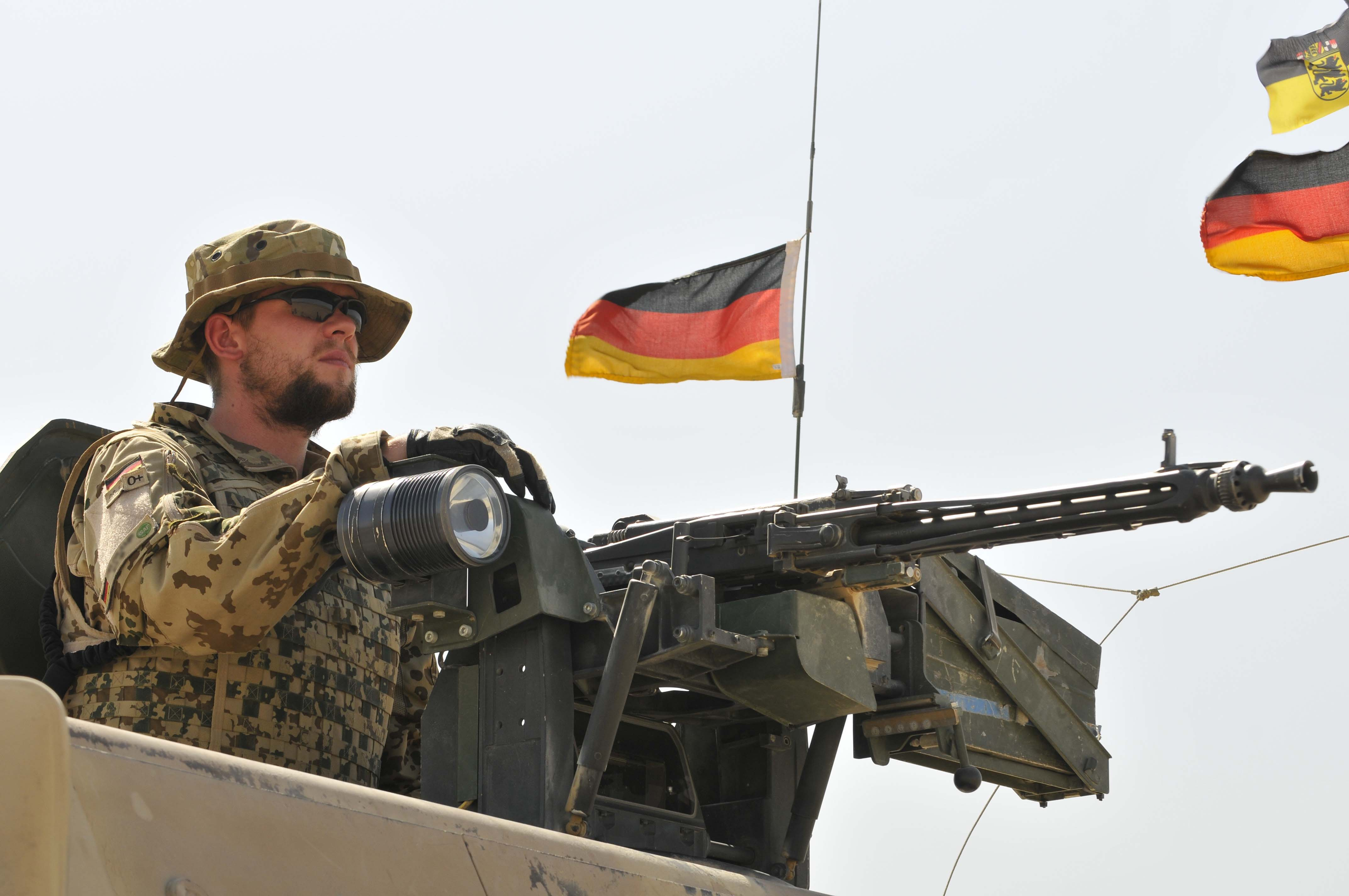
جندي من الجيش الألماني، جزء من القيادة الإقليمية الشمالية لإيساف في معسكر مارمال

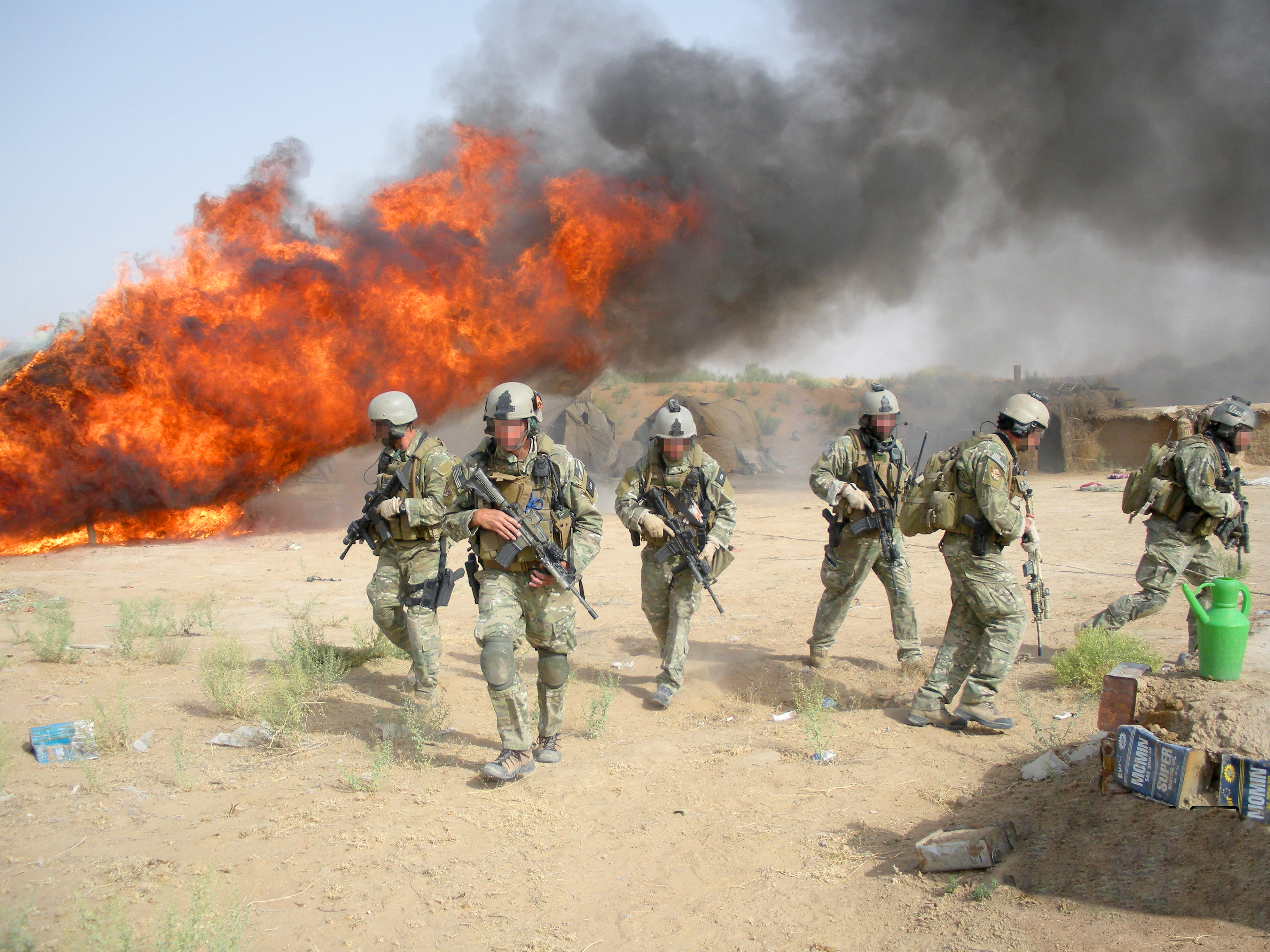
حرق حشيش مصادر في عملية مشتركة للمسؤولين الأفغان وحلف شمال الأطلسي وإدارة مكافحة المخدرات.

#### النشاط الأمريكي في باكستان

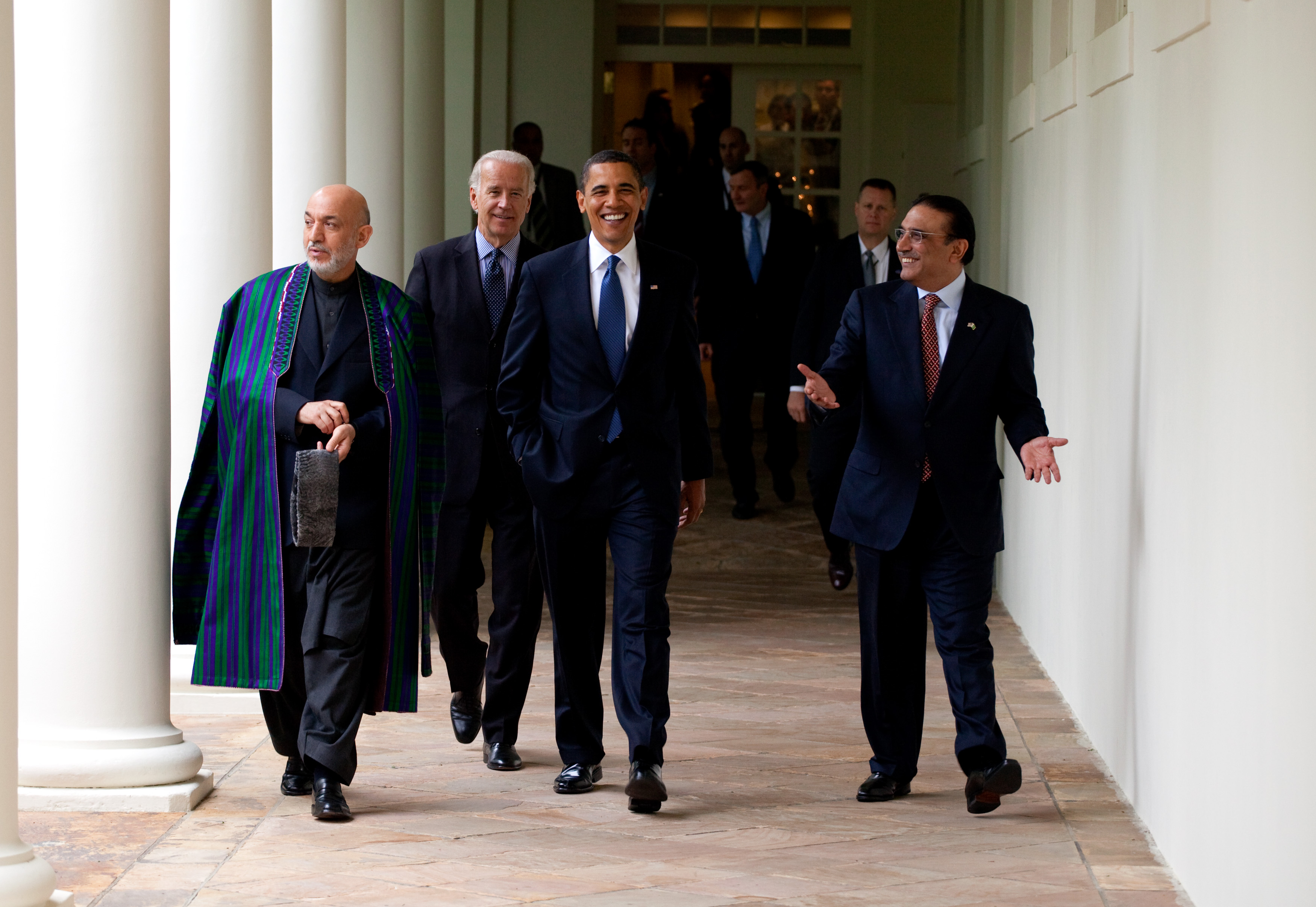
باراك أوباما مع الرئيس الأفغاني حامد كرزاي والرئيس الباكستاني آصف علي زرداري سنة 2009.

صرح مسؤول كبير في البنتاغون لم يذكر اسمه لبي بي سي أنه ما بين 12 يوليو و 12 سبتمبر 2008 أصدر الرئيس بوش أمرًا سريًا يسمح بشن غارات على المسلحين في باكستان. قالت باكستان إنها لن تسمح بدخول قوات أجنبية إلى أراضيها وإنها ستحمي سيادتها بقوة. في سبتمبر صرح الجيش الباكستاني بأنه أصدر أوامر بإطلاق النار على الجنود الأمريكيين الذين يعبرون الحدود لملاحقة القوات المسلحة.
في 3 سبتمبر 2008 هبطت قوات الكوماندوز التي يُعتقد أنها من القوات الخاصة الأمريكية، بطائرة هليكوبتر وهاجمت ثلاثة منازل بالقرب من معقل معروف للعدو في باكستان. أسفر الهجوم عن مقتل ما بين سبعة و 20 شخصًا. وزعم السكان المحليون أن معظم القتلى من المدنيين. نددت باكستان بالهجوم ووصفت التوغل بأنه «انتهاك صارخ للأراضي الباكستانية». وفي رد فعل مباشر أعلنت باكستان في 6 سبتمبر قطعًا غير محدود لخطوط الإمداد.
في 25 سبتمبر 2008 أطلقت القوات الباكستانية النار على طائرات الهليكوبتر التابعة لقوة المساعدة الأمنية الدولية. وأدى ذلك إلى ارتباك وغضب في البنتاغون الذي طلب تفسيرا كاملا للحادث ونفى وجود مروحيات أمريكية في المجال الجوي الباكستاني. وقال كبير المتحدثين باسم الجيش الباكستاني اللواء أطهر عباس إن المروحيات «عبرت إلى أراضينا في منطقة غلام خان. مرت فوق نقطة التفتيش التابعة لنا فأطلقت قواتنا طلقات تحذيرية». بعد أيام قليلة تحطمت طائرة بدون طيار تابعة لوكالة المخابرات المركزية في الأراضي الباكستانية. حدث اشكال آخر عندما هبطت القوات الأمريكية على ما يبدو على الأراضي الباكستانية لتنفيذ عملية ضد المسلحين في خيبر بختونخوا. ورد الباكستانيون بغضب على هذا العمل قائلين إن 20 قرويًا بريئًا قتلوا على يد القوات الأمريكية. ومع ذلك على الرغم من التوترات زادت الولايات المتحدة من استخدام الطائرات بدون طيار الموجهة عن بعد في المناطق الحدودية الباكستانية، ولا سيما المناطق القبلية الخاضعة للإدارة الاتحادية وبلوشستان؛ وبدءًا من 2009 ارتفعت هجمات الطائرات بدون طيار بنسبة 183٪ منذ 2006.
وفي 2009 زادت هجمات الطائرات بدون طيار في باكستان بشكل كبير في ظل إدارة الرئيس الأمريكي باراك أوباما. ضد مقاتلي طالبان والقاعدة. أشار البعض في وسائل الإعلام إلى الهجمات على أنها حرب بطائرات بدون طيار. وفي أغسطس 2009 قُتل بيت الله محسود زعيم حركة طالبان باكستان في غارة بطائرة بدون طيار، والتي كانت واحدة من النجاحات المبكرة لإدارة أوباما.

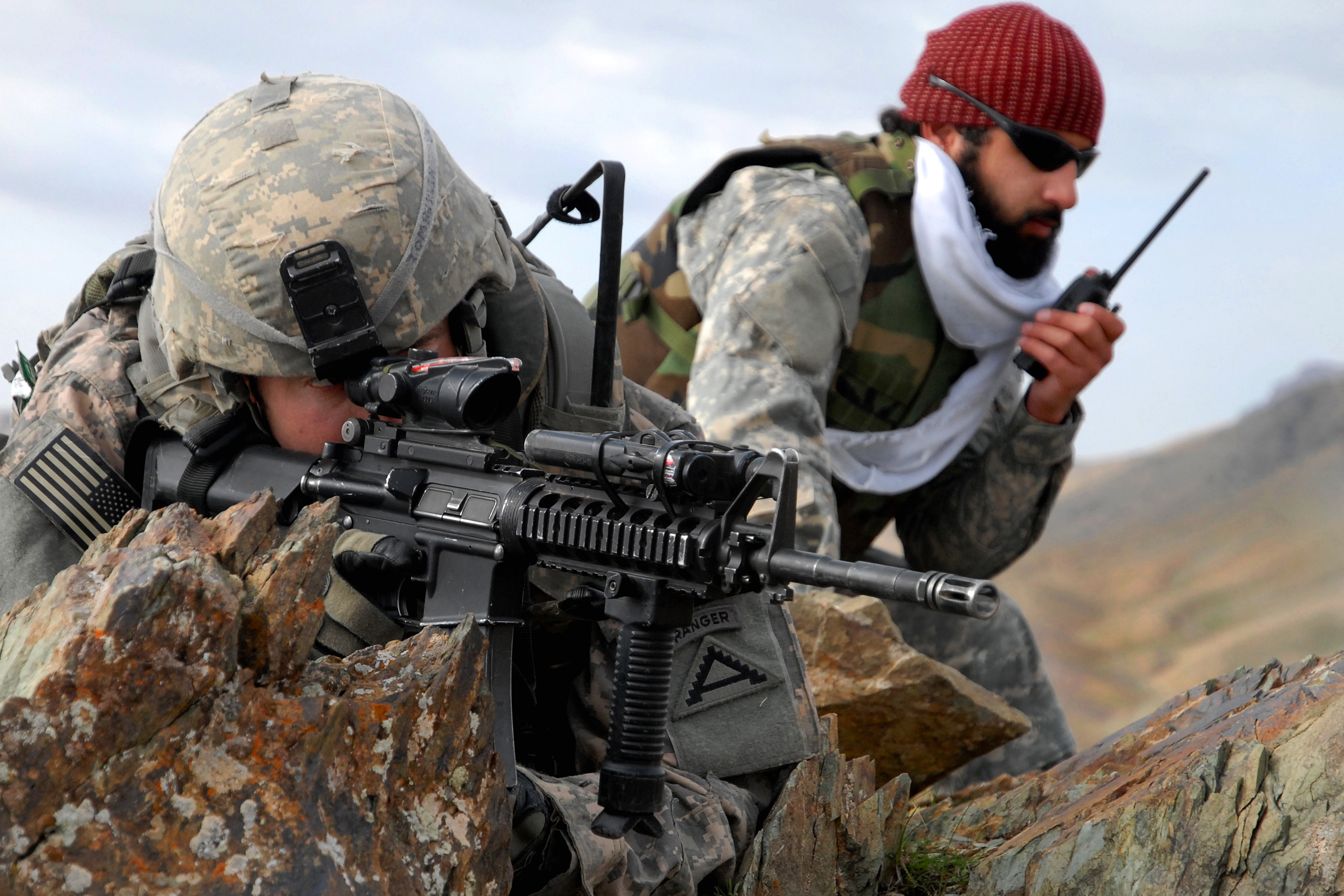
جندي أمريكي ومترجم أفغاني في زابل 2009

#### وضع طالبان واستراتيجيتها
وفقًا لإحاطة إعلامية في 22 ديسمبر من اللواء مايكل فلين ضابط المخابرات الأمريكية الأعلى في أفغانستان ، تحتفظ طالبان بالشراكات المطلوبة للحفاظ على الدعم وتغذية الشرعية وتعزيز القدرات. تنص على أنه من المتوقع أن تكون الحوادث الأمنية أعلى في 2010. وزادت هذه الحوادث بالفعل بنسبة 300 في المائة منذ 2007 وبنسبة 60 في المائة منذ 2008 طبقاً للإحاطة. أشارت استخبارات الناتو في ذلك الوقت إلى أن طالبان كان لديها ما يصل إلى 25000 جندي متفرغ ، تقريبًا ما كان قبل 11 سبتمبر وأكثر من سنة 2005.

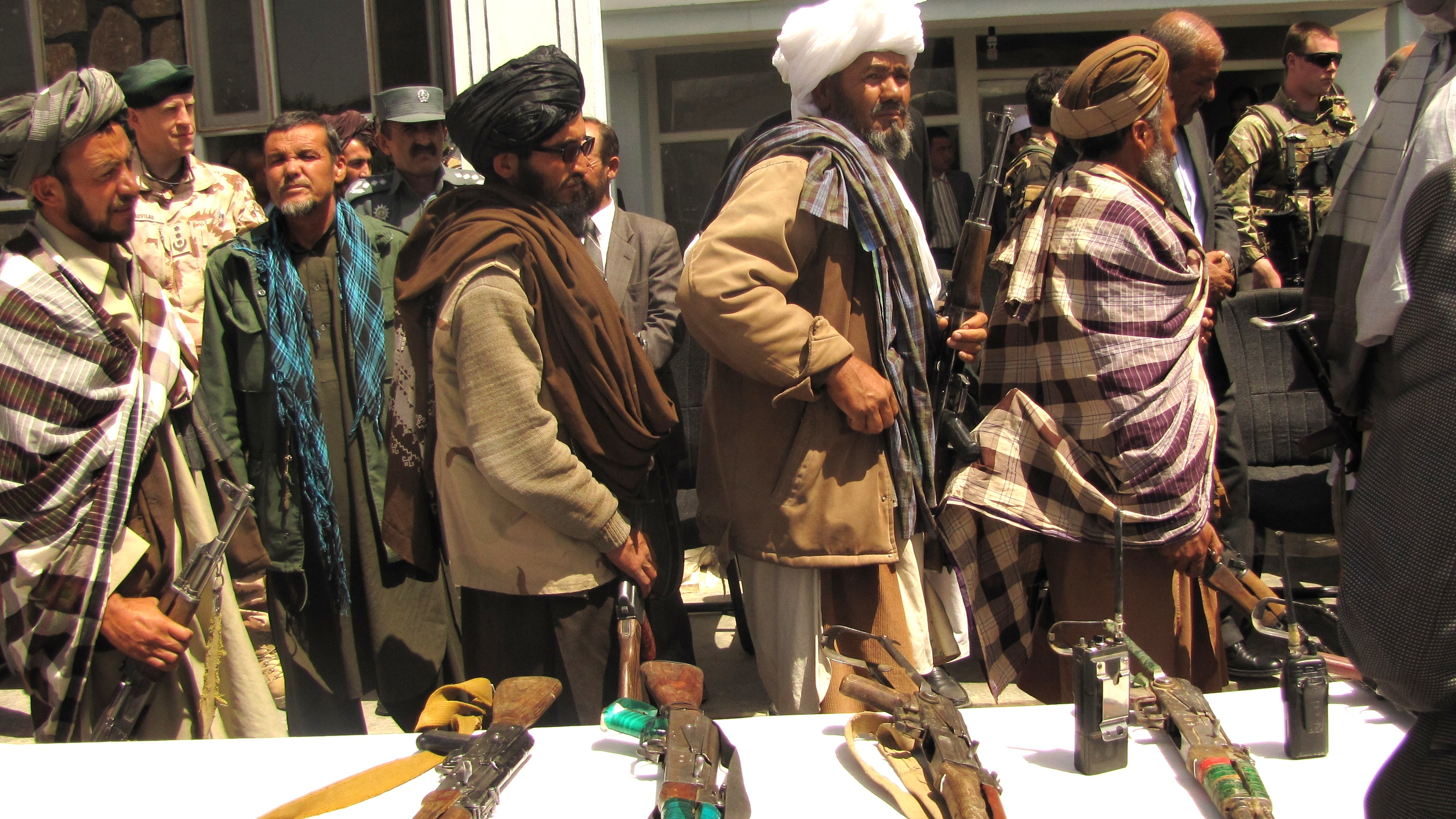
مقاتلو طالبان السابقون يسلمون أسلحتهم كجزء من برنامج إعادة الإدماج في ولاية غور

في 10 أغسطس قال ماكريستال الذي عين حديثًا قائد للقوات الأمريكية في أفغانستان، إن طالبان لها اليد العليا. في استمرار لاستراتيجية طالبان المعتادة للهجمات الصيفية، ووسعت طالبان نفوذها بقوة في شمال وغرب أفغانستان، وصعدت هجومها في محاولة لتعطيل الانتخابات الرئاسية. ووصف ماكريستال طالبان بأنها عدو شديد القسوة، وأضاف أن إستراتيجية الولايات المتحدة كانت لوقف زخمها والتركيز على حماية المدنيين الأفغان وحمايتهم، واصفًا ذلك بالعمل الجاد.
ادعت طالبان أن أكثر من 135 حادثًا عنيفًا قد أدى إلى خلل في الانتخابات، ولكنه كان محل خلاف قوي. وقد طُلب من وسائل الإعلام عدم الإبلاغ عن أي حوادث عنف. ولكن أفادت بعض التقديرات أن نسبة حضور الناخبين هي أقل بكثير من النسبة المتوقعة البالغة 70%. ففي جنوب أفغانستان حيث كانت طالبان تسيطر على أكبر قدر من السلطة، كان إقبال الناخبين منخفضًا وكان العنف المتقطع موجهًا إلى الناخبين وأفراد الأمن. قال كبير مراقبي بعثة الاتحاد الأوروبي للانتخابات الجنرال فيليب موريلون ، إن الانتخابات كانت «نزيهة بشكل عام» لكنها «ليست حرة».
واجه مراقبو الانتخابات الغربيون صعوبة في الوصول إلى المناطق الجنوبية، حيث قُتل حوالي 9 مدنيين أفغان و 14 من قوات الأمن في هجمات تهدف إلى ترهيب الناخبين. ونشرت حركة طالبان شريط فيديو بعد أيام من الانتخابات، تصور على الطريق بين كابل وقندهار، وهي توقف المركبات وتطلب رؤية الأصابع. وأظهر شريط الفيديو الذي تم بثه عشرة رجال أدلوا بأصواتهم، وهم يستمعون إلى أحد مقاتلي طالبان. وقامت طالبان بالعفو عن الناخبين بسبب رمضان. هاجمت طالبان البلدات بالصواريخ وغيرها من الأسلحة. وسط مزاعم عن حدوث تزوير واسع النطاق، أعلن المتنافسان حميد كرزاي وعبد الله عبد الله فوزهما. أشارت التقارير إلى أن نسبة المشاركة كانت أقل مما كانت عليه في الانتخابات السابقة.
في ديسمبر أدى هجوم على قاعدة العمليات الأمامية تشابمان، التي استخدمتها وكالة المخابرات المركزية لجمع المعلومات وتنسيق هجمات الطائرات بدون طيار ضد قادة طالبان، إلى مقتل ستة من ضباط وكالة المخابرات المركزية على الأقل.

### 2013-2010: هجمات التحالف والاتفاقات الاستراتيجية

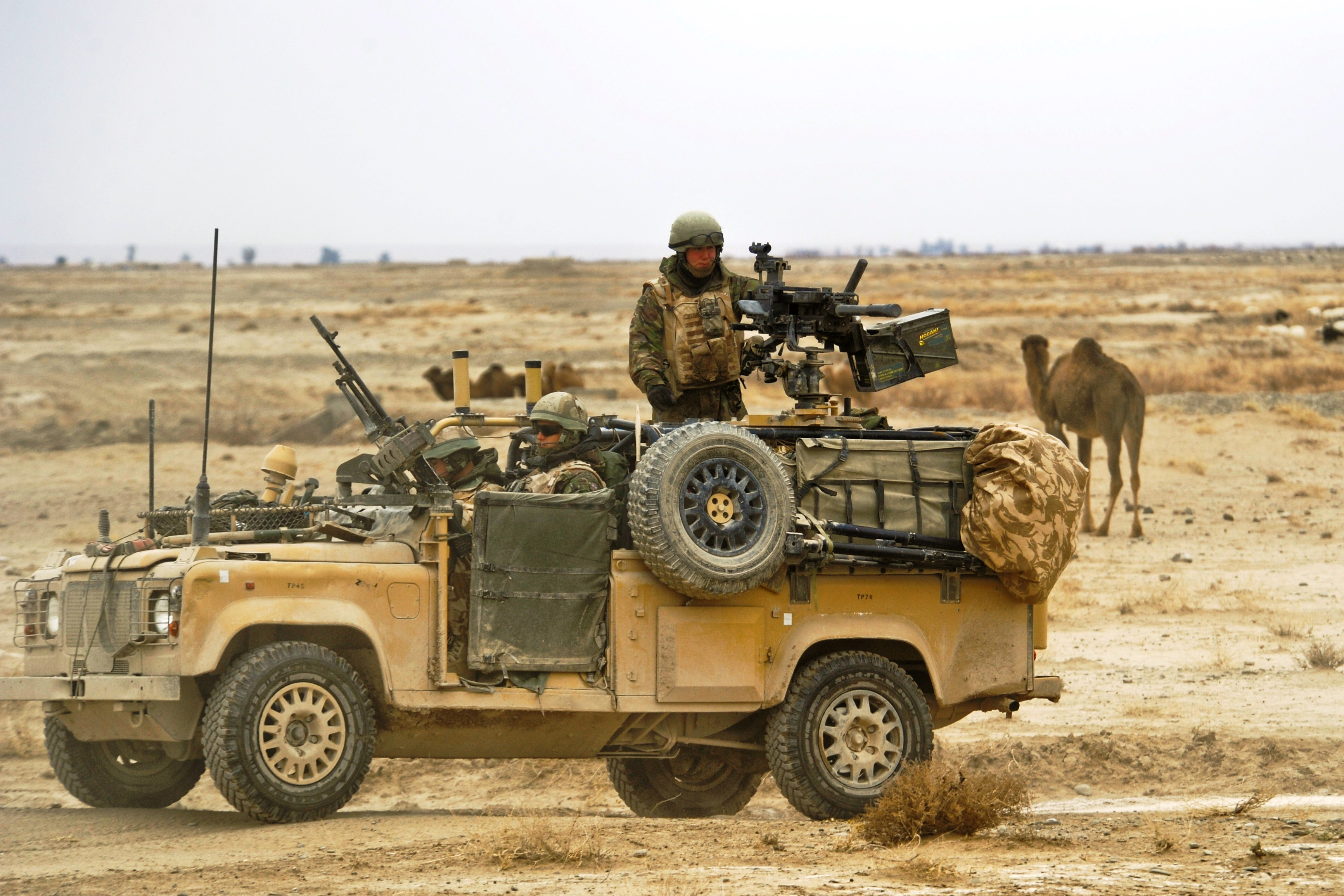
أفراد الخدمة البريطانية من سلاح الجو الملكي أثناء قيامهم بمهمة قتالية بالقرب من مطار قندهار

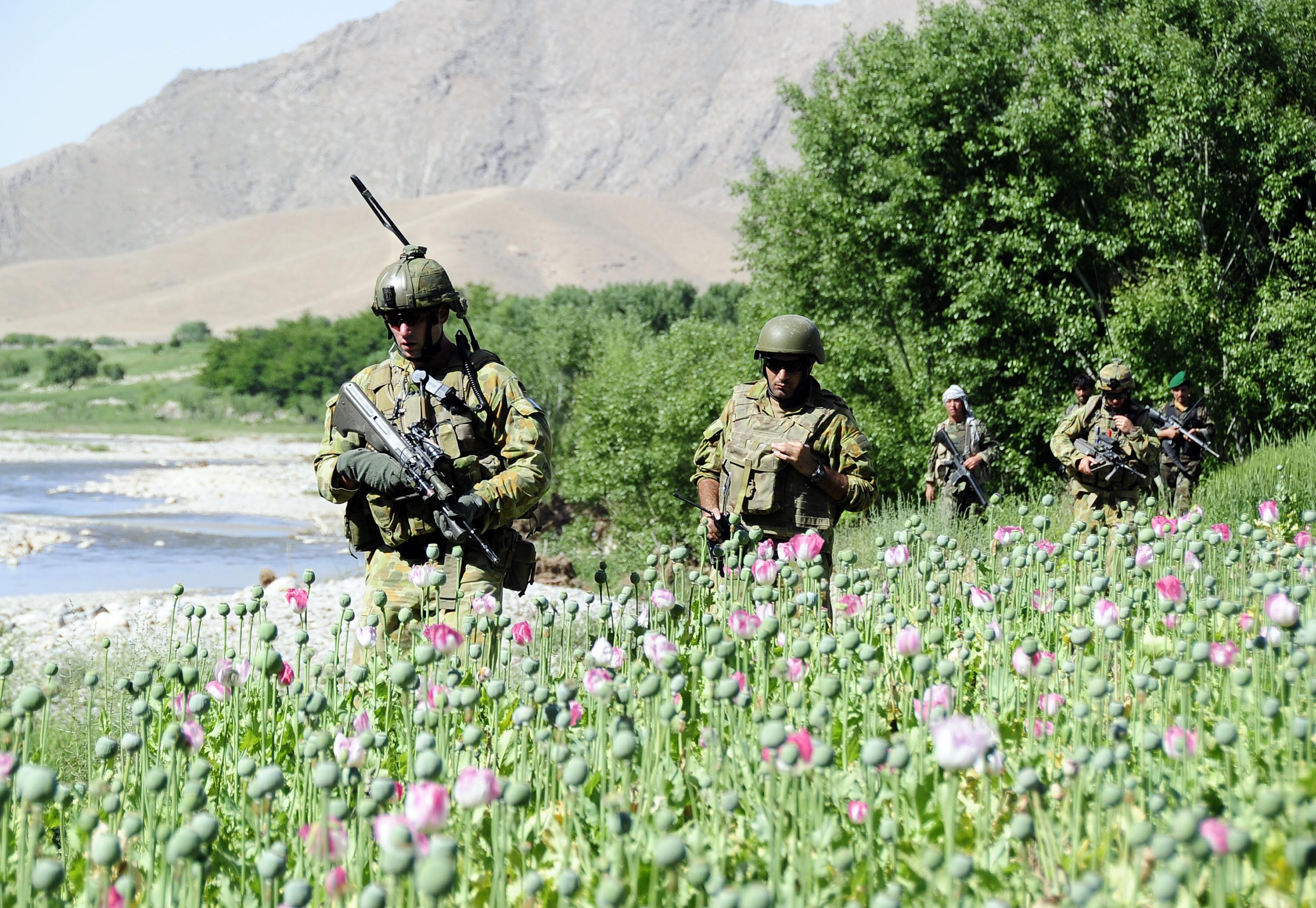
جنود أستراليون وأفغان يقومون بدوريات في حقول الخشخاش في منطقة وادي بلوتشي، أبريل 2010

قامت الولايات المتحدة في 2010 بنشر 9000 من إجمالي 30000 من القوات الإضافية المخطط لها قبل نهاية مارس و 18,000 أخرى بحلول يونيو، مع دعم رئيسي من الوحدة 101 المحمولة جوا وقوة مشاة البحرية في ولاية هلمند. فاق عدد القوات الأمريكية في أفغانستان عدد القوات الموجودة في العراق لأول مرة منذ 2003. دعمت الزيادة في القوات زيادة عدد عمليات القوات الخاصة ستة أضعاف. وانتهت زيادة عدد الأفراد الأمريكيين التي بدأت في أواخر 2009 في سبتمبر 2012. وقعت 700 غارة جوية في سبتمبر 2010 وحده مقابل 257 في كامل سنة 2009. من يوليو 2010 إلى أكتوبر 2010 قُتل 300 من قادة طالبان و 800 من جنود المشاة.
طبقاً للحكومة الأفغانية، فقد قُتل حوالي 900 من طالبان في عمليات نفذت خلال 2010. بسبب زيادة استخدام العبوات البدائية الصنع من قبل المتمردين، فقد زاد عدد الجرحى من جنود التحالف ومعظمهم من الأمريكيين. ثم بدأت القوات الخاصة التابعة لحلف شمال الأطلسي في مايو 2010 بالتركيز على عمليات اعتقال أو قتل قادة طالبان المحددين. وقد زعم الجيش الأمريكي أن هذا الجهد أدى اعتبارًا من مارس 2011 إلى اعتقال أو قتل أكثر من 900 من قادة طالبان من المستوى المنخفض إلى المتوسط. وبشكل عام شهدت سنة 2010 أكبر عدد من هجمات المتمردين من أي عام آخر منذ بدء الحرب ، وبلغت ذروتها في سبتمبر عندما تخطت 1500 هجوم. زادت عمليات المتمردين «بشكل كبير» في ثلثي المقاطعات الأفغانية.

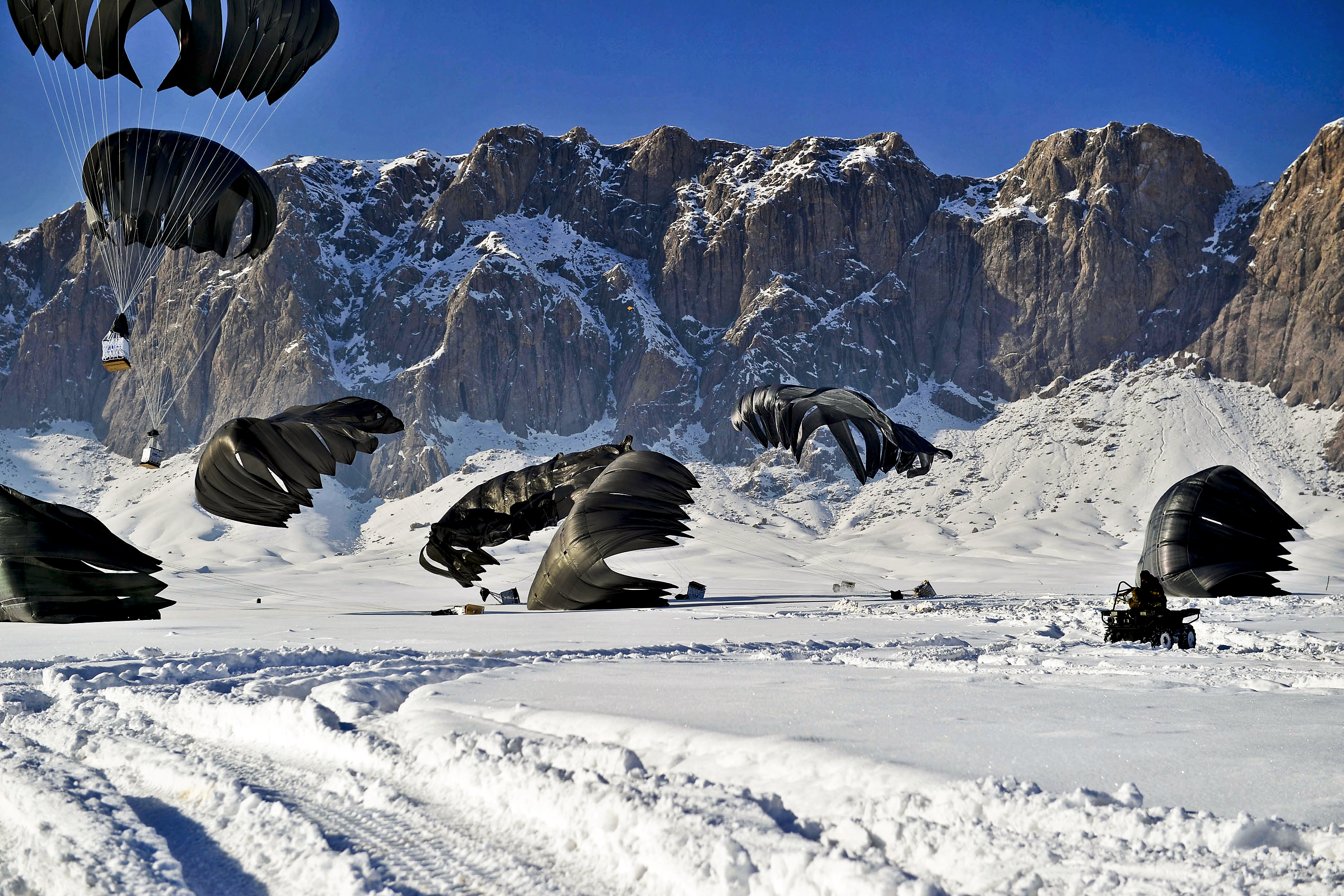
قوات التحالف تقوم بعملية إنزال جوي في مقاطعة شاهجوي، زابل

أنشأت وكالة المخابرات المركزية فرق مطاردة لمكافحة الإرهاب (CTPT) عمل بها الأفغان في بداية الحرب. نمت هذه القوة إلى أكثر من 3000 في 2010 واعتبرت واحدة من «أفضل القوات المقاتلة الأفغانية». لم تكن هذه الوحدات فعالة فقط في العمليات ضد طالبان وقوات القاعدة في أفغانستان، ولكن أيضًا وسعت عملياتها إلى باكستان. كانت أيضًا عوامل مهمة في كل من خيارات «مكافحة الإرهاب الإضافية» و«مكافحة التمرد» الكاملة التي ناقشتها إدارة أوباما في مراجعة ديسمبر 2010.
بدأت قوات التحالف والقوات الأفغانية مع بداية فبراير خططًا واضحة لشن هجوم، أطلق عليه اسم عملية مشترك على معقل طالبان بالقرب من قرية مرجة. بدأ الهجوم في 13 فبراير، ووفقًا لمسؤولين أمريكيين وأفغان فقد كانت العملية الأولى التي قادت فيها القوات الأفغانية التحالف. شارك في الهجوم 15000 جندي أمريكي وبريطاني وكندي وإستوني ودنماركي وفرنسي وأفغاني. كانت أكبر عملية مشتركة منذ غزو 2001 والتي أطاحت بحركة طالبان. كانت القوات تقاتل على مساحة تقل عن 260 كـم2 (100 ميل2) ويبلغ عدد سكانها 80,000.
كانت معركة قندهار (2011) جزءًا من الهجوم الذي أعقب إعلان 30 أبريل أن طالبان ستشن هجومها الربيعي. في 7 مايو شنت طالبان هجومًا كبيرًا على المباني الحكومية في قندهار. قالت طالبان إن هدفهم هو السيطرة على المدينة. تعرضت ثمانية مواقع على الأقل للهجوم: مبنى المحافظ ومكتب رئيس البلدية ومقر المديرية الوطنية للأمن وثلاثة أقسام للشرطة ومدرستين ثانويتين. استمرت المعركة في اليوم الثاني. ووصف مراسل بي بي سي بلال سرواري الهجوم بأنه «أسوأ هجوم في إقليم قندهار منذ سقوطها سنة 2001 وأحرج الحكومة المدعومة من الغرب».

#### محادثات السلام
كان هناك اتفاق واسع في أفغانستان سنة 2009 على أن الحرب يجب أن تنتهي، ولكن لم يعرف كيفية انهائها. وقد دعا كرزاي إخوانه من طالبان إلى الوطن واحتضان أرضهم ووضع خططًا لإطلاق اللويا جيرغا. ولكن تلك الجهود قد فشلت بسبب زيادة إدارة أوباما للقوات الأمريكية في البلاد. ثم كرر كرزاي في مؤتمر عقد بلندن يناير 2010 أنه يريد التواصل مع طالبان لإلقاء السلاح. أيدت وزيرة الخارجية الأمريكية هيلاري كلينتون الاقتراح بحذر. فانعقد «مجلس السلام» في كابل وحضره 1600 مندوب في يونيو 2010. ولكن لم تحضر طالبان ولا الحزب الإسلامي اللذان دعاهما كرزاي كبادرة حسن نية.
كان عبد الغني برادر -أحد مؤسسي طالبان والرجل الثاني في القيادة- من أبرز أعضاء طالبان الذين فضلوا إجراء محادثات مع الحكومتين الأمريكية والأفغانية. وبحسب ما ورد فقد أجرت إدارة كرزاي محادثات مع برادار في فبراير 2010؛ ولكن تم اعتقاله في نفس الشهر في غارة أمريكية باكستانية مشتركة في مدينة كراتشي. أثار الاعتقال غضب كرزاي وأثار شكوك حول اختطافه لأن المخابرات الباكستانية كانت تعارض محادثات السلام الأفغانية. بدأ كرزاي محادثات السلام مع مجموعات شبكة حقاني في مارس 2010.
حدث تغيير في العقلية والاستراتيجية داخل إدارة أوباما سنة 2010 للسماح بمفاوضات سياسية محتملة لحل الحرب. وقد رفض الطالبان أنفسهم التحدث إلى الحكومة الأفغانية، ووصفوها بأنها دمية أمريكية. بُذلت جهود متفرقة لمحادثات السلام بين الولايات المتحدة وحركة طالبان بعد ذلك، وقد ورد في أكتوبر 2010 أن قادة قيادة طالبان (مجلس شورى كويتا) قد غادروا ملاذهم في باكستان ورافقتهم طائرات الناتو بأمان إلى كابل لإجراء محادثات، مع التأكيد على أن طاقم الناتو لن يعتقلهم. بعد انتهاء المحادثات اتضح أن رئيس هذا الوفد، الذي ادعى أنه أختر منصور الرجل الثاني في قيادة طالبان كان في الواقع شخصًا آخر خدع مسؤولي الناتو.
أكد كرزاي في يونيو 2011 أن محادثات سرية تجري بين الولايات المتحدة وطالبان، لكنها انهارت في أغسطس 2011. ورُفِضت محاولات لاستئناف المحادثات في مارس 2012، ويونيو 2013 بعد خلاف بين الحكومة الأفغانية وطالبان بشأن فتح الأخيرة مكتبًا سياسيًا في قطر. اتهم الرئيس كرزاي حركة طالبان بتصوير نفسها على أنها حكومة في المنفى. في يوليو 2015 استضافت باكستان أول محادثات سلام رسمية بين ممثلي طالبان والحكومة الأفغانية. حضرت الولايات المتحدة والصين المحادثات التي توسطت فيها باكستان في موري بصفة مراقبين. وفي يناير 2016 استضافت باكستان جولة من المحادثات الرباعية مع المسؤولين الأفغان والصينيين والأمريكيين، لكن طالبان لم تحضر. وقد أجرت طالبان محادثات غير رسمية مع الحكومة الأفغانية سنة 2016.

#### الخلافات

جنود أمريكيون يسيرون بجانب صبية أفغان خلال دورية في غرديز

نشرت منظمة ويكيليكس في 25 يوليو 2010 91731 وثيقة سرية للعلن. وغطت الوثائق حادثة عسكرية أمريكية وتقارير استخباراتية من يناير 2004 إلى ديسمبر 2009. تضمنت بعض هذه الوثائق روايات مخفية ومتسترة عن الخسائر المدنية التي تسببت فيها قوات التحالف. وكذلك احتوت على إشارات لحوادث أخرى شملت خسائر مدنية مثل غارة قندوز الجوية وحادثة نانجار خيل. كما احتوت الوثائق المسربة على تقارير عن تواطؤ باكستان مع طالبان. وبحسب دير شبيجل:«أظهرت الوثائق بوضوح أن وكالة الاستخبارات الباكستانية هي أهم شريك لطالبان خارج أفغانستان».
وفي يناير 2012 وقعت حوادث تورطت فيها القوات الأمريكية ووصفتها صحيفة سيدني مورنينغ هيرالد بأنها «سلسلة من الحوادث والانتهاكات المدمرة التي ساهمت فيها القوات الأمريكية في أفغانستان». تسببت هذه الحوادث في حدوث انشقاقات في الشراكة بين أفغانستان وقوة الإيساف، وأثارت تساؤلات إن كان الانضباط داخل القوات الأمريكية ينهار، وقوضت صورة القوات الأجنبية في بلد يوجد فيه بالفعل استياء عميق بسبب مقتل المدنيين، وتصور عند الأفغان أن القوات الأمريكية تفتقر إلى احترام الثقافة والشعب الأفغاني وتسبب في توتر العلاقات بين أفغانستان والولايات المتحدة. إلى جانب حادثة ظهرت فيها القوات الأمريكية مع أشلاء المتمردين القتلى [الإنجليزية] وشريط فيديو يظهر طاقم مروحية أمريكية يغني "bye-bye Miss American Pie" قبل تفجير مجموعة من الرجال الأفغان بصاروخ هيلفاير تلك كانت الحوادث العسكرية الأمريكية البارزة في أفغانستان بالإضافة إلى احتجاجات أفغانستان على حرق القرآن 2012 واندلاع إطلاق النار في بانجواي.

#### التوترات بين باكستان والولايات المتحدة

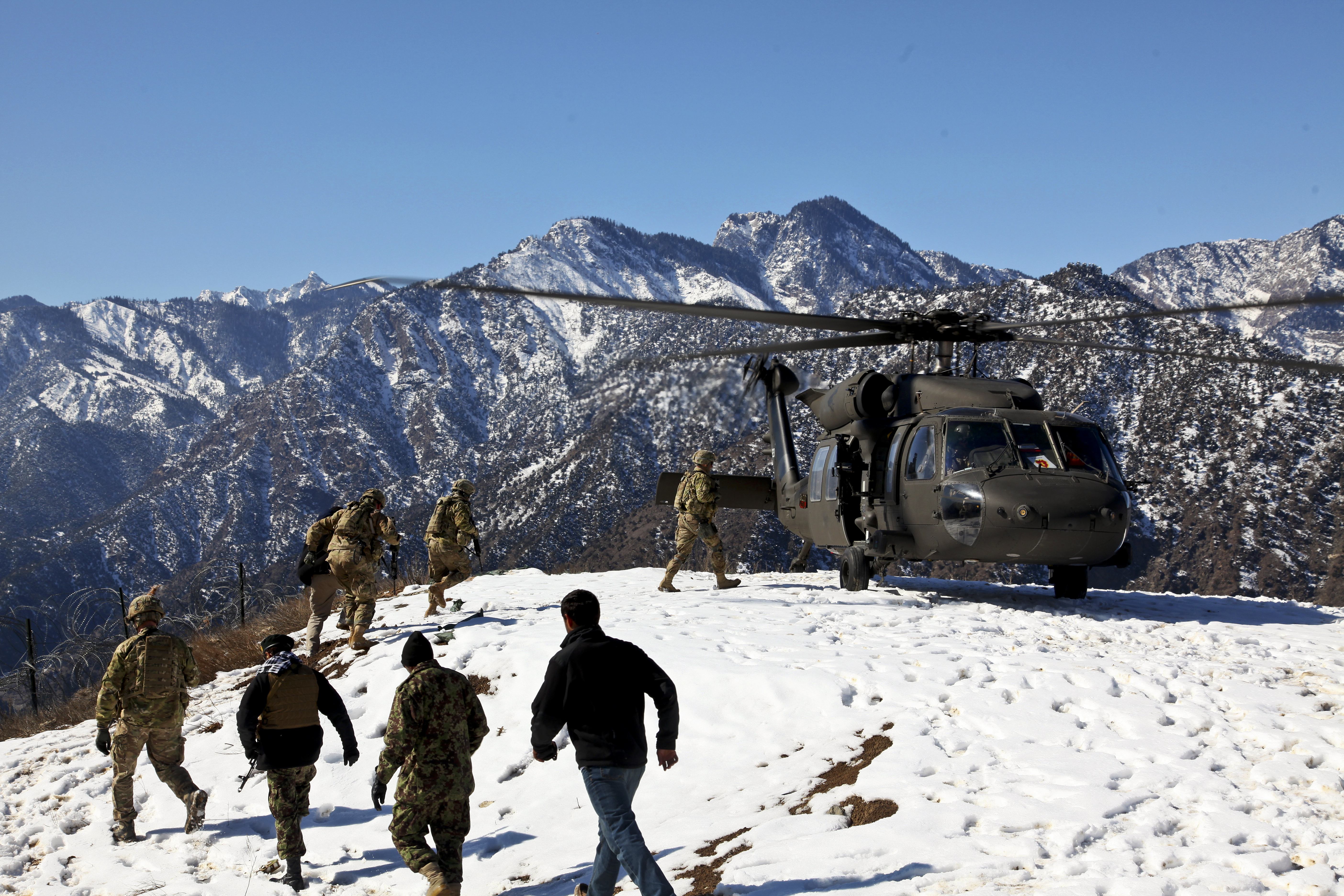
جنود أمريكان يستقلون طائرة بلاك هوك في منطقة ناري بالقرب من الحدود الباكستانية

تصاعدت التوترات بين باكستان والولايات المتحدة في أواخر سبتمبر بعد مقتل وجرح العديد من جنود حرس الحدود الباكستاني. وتعرضت القوات لهجوم بطيار أمريكي كانت تلاحق قوات طالبان بالقرب من الحدود الأفغانية الباكستانية، لكن لأسباب غير معروفة فتحت النار على موقعين حدوديين باكستانيين. ردًا على الضربة أغلقت باكستان معبر تورخام [الإنجليزية] البري الحدودي أمام قوافل إمداد الناتو لفترة غير محددة. جاء هذا الحادث عقب نشر مقطع فيديو يُزعم أنه يُظهر جنوداً باكستانيين يرتدون الزي العسكري وهم يعدمون مدنيين عزل. بعد إغلاق حدود تورخام هاجمت حركة طالبان الباكستانية قوافل الناتو، مما أسفر عن مقتل العديد من السائقين وتدمير حوالي 100 ناقلة.
في 2 مايو أعلن المسؤولون الأمريكيون أن زعيم القاعدة أسامة بن لادن قد قُتل في عملية نفذتها القوات البحرية الأمريكية في أبوت آباد الباكستانية. تعرضت باكستان لرقابة دولية مكثفة بعد الغارة. نفت الحكومة الباكستانية أنها آوت بن لادن، وقالت إنها تبادلت معلومات مع وكالة المخابرات المركزية ووكالات استخبارات أخرى حول المجمع منذ 2009. وبعد مقتل أسامة بن لادن هاجمت قوات إيساف بطريق الخطأ القوات المسلحة الباكستانية في 26 نوفمبر، مما أسفر عن مقتل 24 جنديًا باكستانيًا. أغلقت باكستان خطوط إمداد الناتو وأمرت الأمريكيين بمغادرة مطار شامسي. وقال الأمين العام للناتو أندرس فوغ راسموسن إن الهجوم مأساوي وغير مقصود. فرد اللواء أطهر عباس مدير المخابرات:«هذا (الأسف) ليس جيدًا بما فيه الكفاية. ندين بشدة الهجمات ونحتفظ بالحق في اتخاذ إجراء. قد يكون لذلك عواقب وخيمة على مستوى ومدى تعاوننا».

#### الانسحاب الدولي والاتفاقيات الإستراتيجية

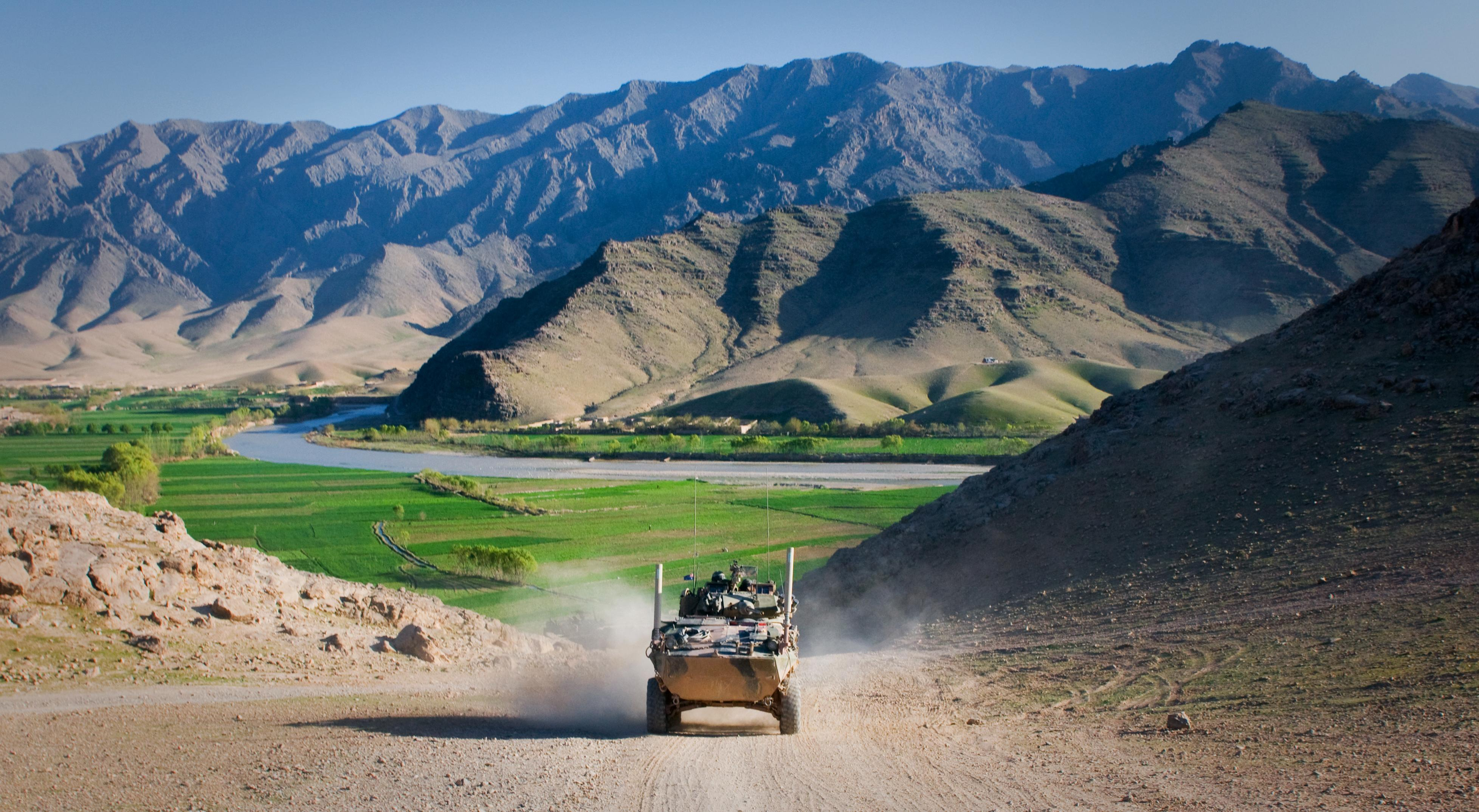
عربة مصفحة خفيفة تابعة للخدمة الأسترالية تمر عبر وادي تانجي، 29 مارس 2011

استمرت هجمات طالبان في 2011 بنفس المعدل الذي كانت عليه، أي حوالي 28,000 هجمة. ومع ذلك فقد أعلن الرئيس أوباما في 22 يونيو 2011 أنه سيتم سحب 10,000 جندي حتى نهاية السنة، وأنه سيدخل 23,000 جندي إضافي صيف 2012. وبعد سحب 10,000 جندي أمريكي لم يتبق سوى 80,000 جندي. في يوليو 2011 سحبت كندا قواتها القتالية، وانتقلت إلى دور تدريبي. وحذت حذوها دول أخرى في الناتو فخفضت في عدد القوات.

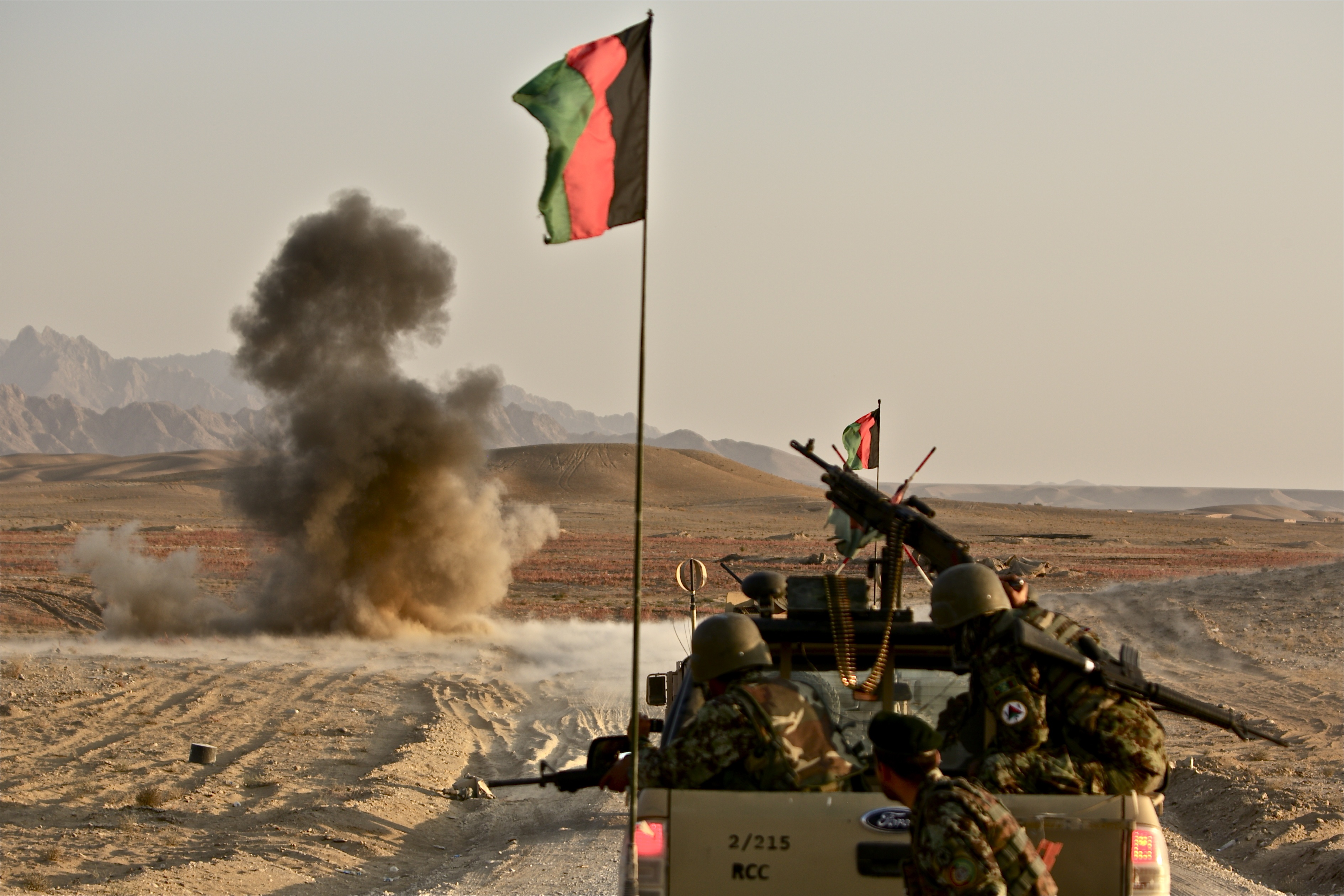
وحدات الجيش الأفغاني تحبط عبوة ناسفة في سنجين بولاية هلمند

زار كرزاي الولايات المتحدة في يناير 2012. في ذلك الوقت أعلنت حكومة الولايات المتحدة استعدادها لسحب جميع قواتها بنهاية 2014. وفي 11 يناير 2012 وافق كرزاي وأوباما على نقل العمليات القتالية من الناتو إلى القوات الأفغانية في ربيع 2013 بدلاً من صيفها. وفي 2 مايو 2012 وقع الرئيسان كرزاي وأوباما اتفاقية شراكة إستراتيجية بين البلدين، بعد أن وصل الرئيس الأمريكي دون سابق إنذار إلى كابل. وفي 7 يوليو صنفت الولايات المتحدة أفغانستان بأنه حليف رئيسي خارج الناتو بعد لقاء كرزاي بكلينتون في كابل، وهو جزء من الاتفاقية. واتفقا أيضا على نقل إدارة السجون الأفغانية والسجناء إلى الحكومة الأفغانية.
وفي قمتهم سنة 2012، صادق قادة الدول الأعضاء في الناتو على إستراتيجية خروج من أفغانستان. وستنقل قوات الإيساف قيادة المهام القتالية إلى القوات الأفغانية في منتصف 2013، بينما تنتقل من القتال إلى تقديم المشورة والتدريب ومساعدة قوات الأمن الأفغانية. وسيغادر معظم جنود الإيساف البالغ عددهم 130 ألف جندي في نهاية ديسمبر 2014. وبعد ذلك سيتولى الناتو دور الدعم.

### 2017-2014: الانسحاب وزيادة هجمات طالبان

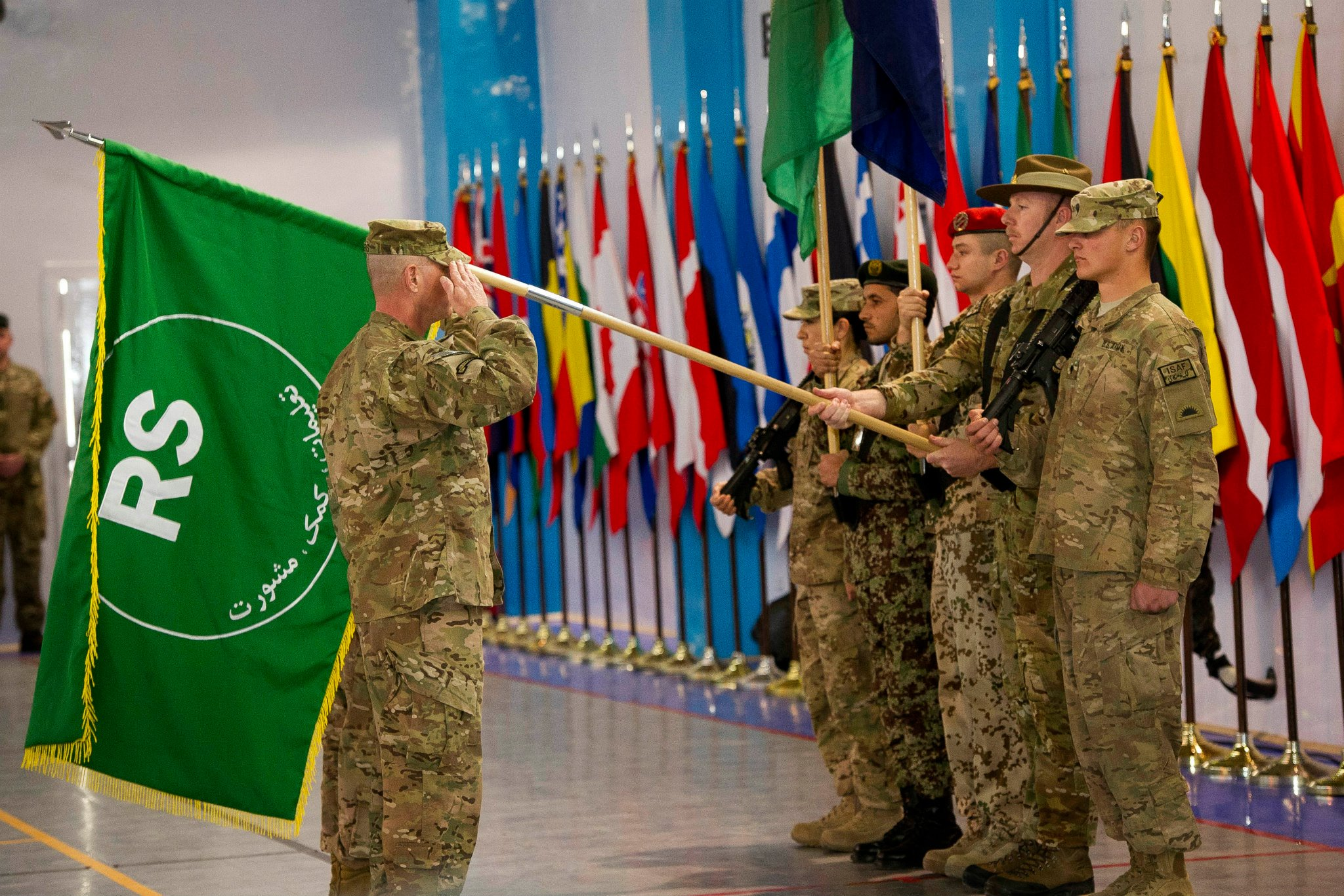
تقديم علم الدعم الحازم في كابل 28 ديسمبر 2014، بعد إزالة علم إيساف

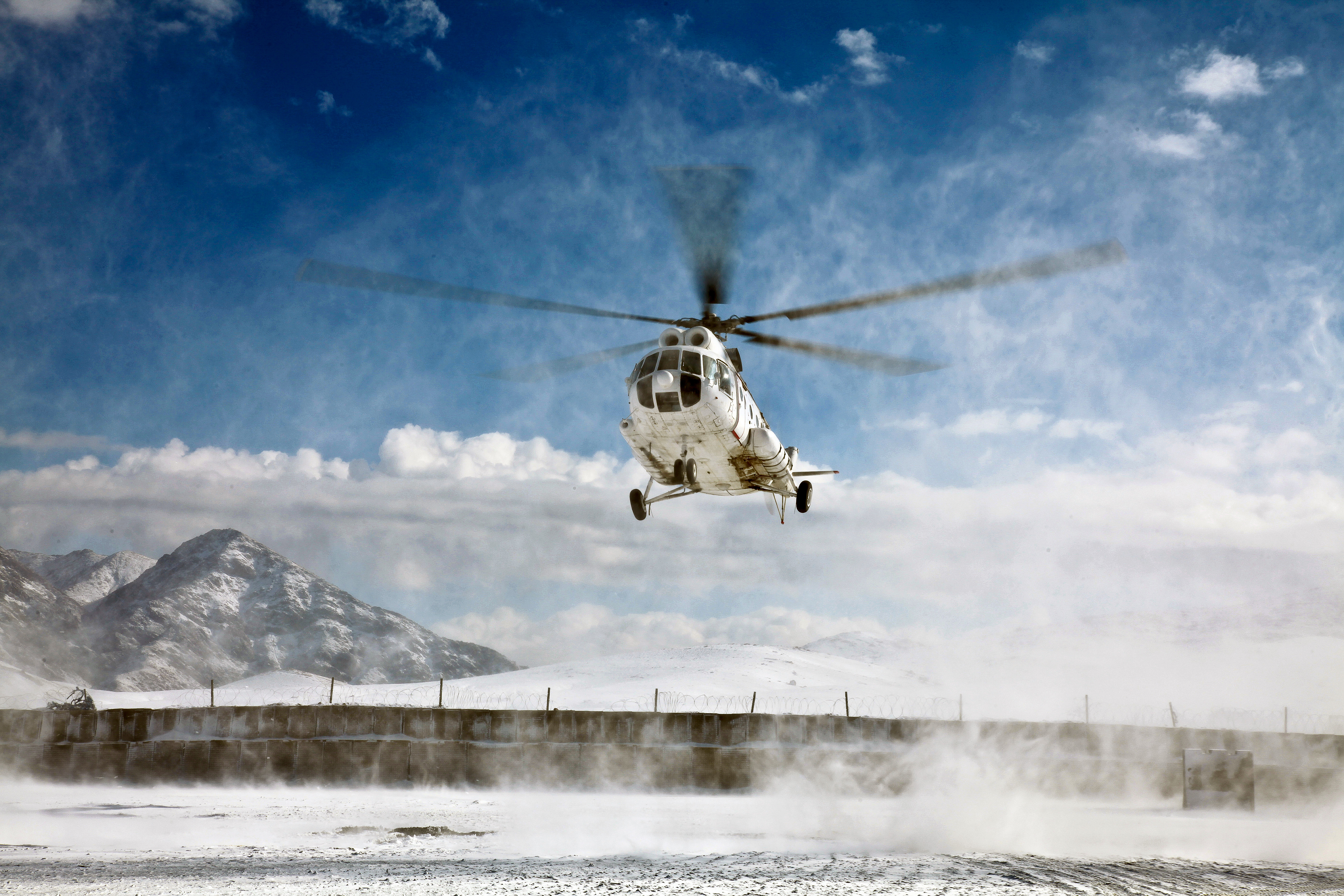
مروحية روسية الصنع من طراز Mil Mi-8 تهبط في قاعدة العمليات الأمامية المحمولة جواً لتسليم البريد والإمدادات

صعدت حركة طالبان من التفجيرات الانتحارية بدءًا من سنة 2013. ومع ذلك استمر الانسحاب الأمريكي من أفغانستان. وخفضت المملكة المتحدة قوتها إلى النصف وكانت تبطئ الانسحاب مع إغلاق جميع القواعد باستثناء قاعدتين. وفي 20 مارس 2014 بعد أكثر من أربعة أسابيع من انفجار قنبلة في حافلة عسكرية شنتها طالبان على المدينة مرة أخرى، شنت طالبان غارة على مطعم فندق سيرينا في كابل أسفرت عن مقتل تسعة أشخاص، بمن فيهم الجناة الأربعة. جاء الهجوم بعد تسعة أيام فقط من مقتل الصحفي الإذاعي السويدي نيلس هورنر برصاص طالبان.
ولكن انسحاب القوات الأمريكية من أفغانستان قد عوضه دخول شركات أمنية خاصة استأجرتها حكومة الولايات المتحدة والأمم المتحدة. ويطلق عليها المتعاقدين العسكريين، وهم من العسكريين السابقين في الجيش ومشاة البحرية الأمريكية وبريطانيين وفرنسيين وإيطاليين ممن ترك الجيش بعد بضع سنوات من الخدمة الفعلية. ساعدت علاقاتهم السابقة بالدفاع في تأسيس أوراق اعتمادهم، مما ساعد الولايات المتحدة وبريطانيا بالاستمرار في المشاركة في الأعمال البرية دون الحاجة إلى تمركز قواتهم الخاصة.
تم التوقيع على اتفاقيتين أمنيتين طويلتي الأجل، وهما اتفاقية الأمن المادي بين أفغانستان والولايات المتحدة الأمريكية واتفاقية وضع قوات حلف الناتو في أفغانستان يوم 30 سبتمبر 2014. وحدد كلا الاتفاقين إطار عمل مشاركة القوات الأجنبية في أفغانستان بعد 2014.
بعد 13 عامًا أنهت بريطانيا والولايات المتحدة عمليتهما القتالية رسميًا في أفغانستان في 26 أكتوبر 2014. في ذلك اليوم سلمت بريطانيا قاعدتها الأخيرة في أفغانستان، كامب باستيون ، بينما سلمت الولايات المتحدة قاعدتها الأخيرة كامب ليذرنيك إلى القوات الأفغانية. بقي حوالي 500 جندي بريطاني في مهمات غير قتالية. وفي 28 ديسمبر 2014 أنهى الناتو رسميًا العمليات القتالية في حفل أقيم في كابل. وتظل العمليات المستمرة من قبل قوات الولايات المتحدة داخل أفغانستان تحت اسم عملية حارس الحرية؛ انضمت إليها مهمة الناتو الجديدة تحت اسم عملية الدعم الحازم. وانضمت إلى عملية الدعم الحازم 28 دولة من دول الناتو و 14 دولة شريكة و 11000 جندي أمريكي و 850 جنديًا ألمانيًا.
بدأت حركة طالبان في الظهور بسبب عدة عوامل. في نهاية 2014 انتهت المهمة القتالية للولايات المتحدة وحلف شمال الأطلسي وانسحاب معظم القوات الأجنبية من أفغانستان قلل من خطر تعرض طالبان للقصف والغارات. وفي يونيو 2014 شن الجيش الباكستاني عملية ضرب عضب، منطلقة من مناطق في شمال وزيرستان القبلية في يونيو 2014، وأدت إلى طرد الآلاف المسلحين الأوزبك والعرب والباكستانيين، الذين تدفقوا على أفغانستان وانضموا إلى طالبان. وقد ازدادت جرأة المجموعة بسبب النقص النسبي في الاهتمام من جانب المجتمع الدولي وتحويل انتباهه إلى أزمات في أماكن أخرى من العالم، مثل سوريا والعراق وأوكرانيا. كما تفتقر قوات الأمن الأفغانية إلى قدرات ومعدات معينة، وبالذات القوة الجوية والاستطلاع. كما استغلت طالبان الاقتتال السياسي في الحكومة المركزية في كابل والضعف الواضح في الحكم على مختلف المستويات. وأطلقت الولايات المتحدة سنة 2015 حوالي ألف قنبلة وصاروخ على أهداف في أفغانستان، بحسب مجلس العلاقات الخارجية. وفي مايو 2015 أغلقت روسيا ممر نقل عسكري رئيسي كان يسمح لحلف شمال الأطلسي بإيصال الإمدادات العسكرية إلى أفغانستان عبر الأراضي الروسية.
بدأت القوات الأمريكية في يناير 2015 بشن هجماتها بطائرات الدرون في أفغانستان بتوجيه من إدارة الرئيس الأمريكي باراك أوباما ضد مسلحي طالبان ومقاتلي طالبان باكستان وتنظيم الدولة - فرع خراسان ومسلحي القاعدة. وأعدمت طالبان ما لا يقل عن 10 أشخاص، قيل إن بعضهم كانوا جنودًا خارج الخدمة من الجيش الأفغاني في 31 مايو 2016 بعد اختطاف ما يصل إلى 220 شخصًا من الحافلات والسيارات عند نقطة تفتيش على طريق قندوز - تخار السريع. تم الإفراج عن غالبية الركاب بعد استجوابهم من طالبان، ومع ذلك ظل ما لا يقل عن 18 شخصًا رهائن.
في 22 يونيو 2015 فجرت طالبان سيارة مفخخة خارج الجمعية الوطنية في كابل، ثم هاجموا المبنى بالبنادق الهجومية وقذائف آر بي جي. وقدرت مجلة تايم في يوليو 2016 أن 20 ٪ على الأقل من أفغانستان هي تحت سيطرة طالبان مع ولاية هلمند المعقل الرئيسي الواقع في أقصى الجنوب، بينما صرح الجنرال نيكولسون أن خسائر القوات المسلحة الأفغانية الرسمية ارتفعت بنسبة 20% مقارنة بـ 2015.
في 22 سبتمبر 2016 وقعت الحكومة الأفغانية مشروع اتفاق سلام مع الحزب الإسلامي. وبحسب مسودة الاتفاقية وافق الحزب الإسلامي على وقف الأعمال العدائية وقطع العلاقات مع الجماعات المتطرفة واحترام الدستور الأفغاني، مقابل اعتراف الحكومة بالجماعة ودعمها لإلغاء عقوبات الأمم المتحدة والأمريكية بحق حكمتيار الذي حصل على منصب فخري في الحكومة. تم إضفاء الطابع الرسمي على الاتفاقية في 29 سبتمبر من الرئيس الأفغاني أشرف غني وحكمتيار الذين ظهروا عبر رابط فيديو في القصر الرئاسي ووقعوا الاتفاقية.
في أوائل يناير 2017 ذكرت صحيفة مشاة البحرية أن 33 مقاطعة موزعة على 16 ولاية أفغانية تحت سيطرة المتمردين بينما تخضع 258 مقاطعة لسيطرة الحكومة وما يقرب من 120 مقاطعة متنازع عليها. وفقًا للمفتش العام فإن الجيش الأفغاني يتألف من حوالي 169 ألف جندي، وعانى الجيش في 2016 من معدل تناقص يتراوح 33%، أكثر بـ 7% عن 2015. وفي 9 فبراير 2017 أخبر الجنرال جون نيكلسون الكونغرس أن الناتو والقوات المتحالفة في أفغانستان تواجه مأزقًا وأنه بحاجة إلى بضعة آلاف من القوات الإضافية لتدريب الجنود الأفغان وتقديم المشورة لهم بشكل أكثر فعالية. كما أكد أن روسيا كانت تحاول إضفاء الشرعية على طالبان من خلال خلق رواية كاذبة مفادها أن التنظيم المتشدد يقاتل تنظيم الدولة الإسلامية وأن القوات الأفغانية لم تؤكد أن هدف روسيا هو تقويض الولايات المتحدة والناتو في أفغانستان. لكنه قال إن المناطق التي ينشط فيها مقاتلو الدولة الإسلامية في أفغانستان تقلصت بحدة.
ذكرت صحيفة Military Times أنه في 26 فبراير 2017 قتلت غارة جوية تابعة للقوات الجوية الأمريكية قائد قيادة طالبان الملا عبد السلام في ولاية قندوز في عملية مشتركة مع قوات الأمن الأفغانية. شكلت الغارة الجوية إستراتيجية جديدة من القوات الأمريكية تحت إدارة ترامب لإزالة قادة طالبان من ساحة المعركة. وفي 21 أبريل 2017 اقتحم مقاتلو إمارة أفغانستان الإسلامية ومعهم بعض جنود الأمن الأفغانية المتحالفة معهم القاعدة العسكرية 209 بالقرب من مزار شريف، مما أسفر عن مقتل أكثر من 140 جنديًا أفغانيًا.
في 28 أبريل 2017 ذكرت صحيفة واشنطن بوست أن طالبان أعلنت عن بدء هجوم الربيع الذي أطلق عليه اسم «عملية منصوري». فقام جنود إمارة أفغانستان الإسلامية في 20 مايو بتأمين منطقة واغز بالكامل في ولاية غزنة، واقتحموا رمك مركز مقاطعة ديه يك وفي نفس الوقت فجروا مبنى محافظ غزنة في مدينة غزنة. ووقع هجوم كبير آخر في 22 مايو في منطقة شاه والي كوت شمال ولاية قندهار، تمكنت خلاله طالبان من الاستيلاء على قاعدة عسكرية كبيرة، وقتلت 35 جنديًا وأسر أربعة بالإضافة إلى ثلاثة ناقلة جنود مدرعة. خلال اليوم نفسه اجتاحوا موقعًا حدوديًا في منطقة شورابك الجنوبية، مما أسفر عن مقتل 15 جنديًا. بالإضافة إلى موقع آخر في منطقة خاكريز، مما أسفر عن مقتل ثمانية آخرين. وفي اليوم التالي هاجم المتمردون قاعدة عسكرية أخرى في شاه والي كوت وموقع استيطاني، مما أسفر عن مقتل أربعة جنود وإصابة أربعة آخرين، بينما تخلت القوات الموالية للحكومة عن قرية في منطقة معروف الشمالية. في 24 مايو هاجمت طالبان قاعدة في منطقة مايوند، مما أسفر عن مقتل 13 جنديًا. وشنت حركة طالبان هجومًا آخر في مقاطعة قندهار في 26 مايو، فقتل 18 جنديًا على الأقل وإصابة 16 آخرين وأسر أربعة وفقًا لمسؤولين أمنيين، بينما ذكرت المجموعة نفسها أنها قتلت 35 جنديًا وأسروا سبعة آخرين، واستولت على سبع ناقلات جنود مدرعة ومجموعة من الأسلحة. وفي 27 مايو انفجرت سيارة مفخخة لحركة طالبان في مدينة خوست، فقُتل 13 فردًا من قوة مقاطعة خوست، وهي مجموعة شبه عسكرية تمولها وتجهزها وكالة المخابرات المركزية واشتهرت بالتعذيب والقتل خارج نطاق القضاء.
في 31 مايو 2017 تعرضت السفارة الألمانية في كابل لهجوم بشاحنة انتحارية، مما أسفر عن مقتل حوالي 90 شخص، وإصابة أكثر من 350. ولم تعلن أي جهة مسؤوليتها عن الهجوم. انفجرت القنبلة في حوالي الساعة 08:25 بالتوقيت المحلي (03:55 بتوقيت جرينتش) في ساعة الذروة. وتقع السفارة في منطقة من أكثر المناطق تحصينًا في كابل، حيث يبلغ ارتفاع جدرانها 3 أمتار (10 أقدام).
وأعلن الجنرال جون نيكلسون في 20 نوفمبر 2017 أن الطائرات الأمريكية استهدفت منشآت إنتاج المخدرات في أفغانستان بموجب إستراتيجية جديدة تهدف إلى قطع تمويل طالبان، قائلًا إن طالبان أصبحت «منظمة إجرامية»، وتكسب حوالي 200 مليون دولار سنويا من الأنشطة المتعلقة بالمخدرات. أيد الرئيس أشرف غني بشدة الحملة الجديدة من الضربات الجوية الأمريكية والأفغانية ضد مراكز المخدرات التي تديرها طالبان؛ في اليوم التالي قال متحدث باسم مكتب حاكم هلمند إن العمليات الجوية التي جرت الأسبوع الماضي بمشاركة قوات التحالف وطائرات القوات الجوية الأفغانية شنت ضربات مباشرة على مخابئ طالبان ومراكز المخدرات (ثماني ضربات من قبل التحالف واثنتان للقوات الجوية الأفغانية). مما أسفر عن مقتل أكثر من 40 من مقاتلي طالبان وأنه تم تدمير مركز رئيسي لمعالجة المخدرات إلى جانب حوالي 2200 رطل من المخدرات.

#### معركة قندوز
اندلع قتال عنيف في ولاية قندوز، الذي كان مسرحًا للاشتباكات منذ 2009. ففي مايو 2015 تم تعليق الرحلات الجوية إلى مدينة قندوز الشمالية بسبب أسابيع من الاشتباكات بين قوات الأمن الأفغانية وطالبان في منطقة جاردارا شمال قندوز. أدت حدة الصراع إلى قيام الحكومة الأفغانية بتجنيد مقاتلين من الميليشيات المحلية لوقف تمدد طالبان. وفي يونيو كثفت طالبان من هجماتها شمال مدينة قندوز في محاولة للاستيلاء عليها. ونزح عشرات الآلاف من السكان داخليًا في أفغانستان بسبب القتال. حتى استعادت الحكومة منطقة جاردارا بعد شهر من القتال.

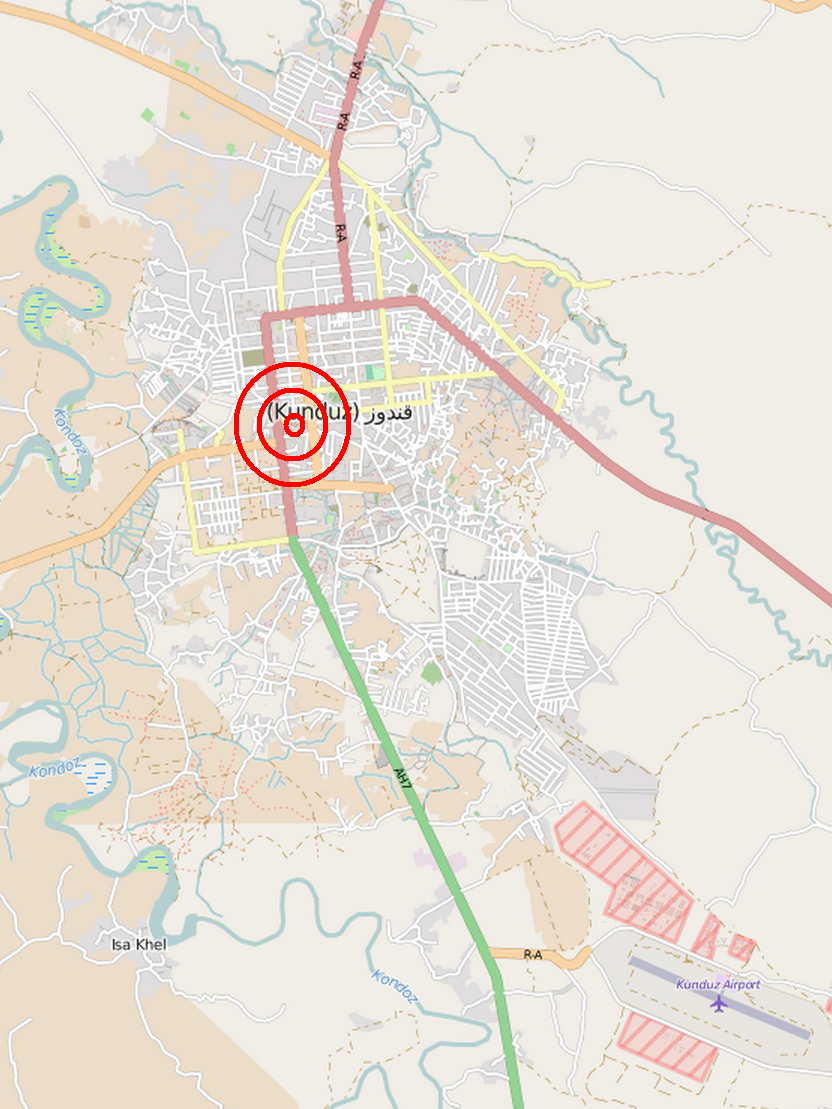
موقع مستشفى أطباء بلا حدود في قندوز الذي دمرته غارة جوية أمريكية

وفي أواخر سبتمبر شنت طالبان هجومًا على قندوز، واستولت على عدة قرى نائية ودخلت المدينة. واقتحمت المستشفى الإقليمي واشتبكت مع قوات الأمن في الجامعة القريبة. وشهد القتال هجوم طالبان من أربع مناطق مختلفة: جاردارا في الغرب، وعلي أباد إلى الجنوب الغربي، وخان آباد إلى الشرق وإمام صاحب في الشمال. واستولت على قريتي زاخيل وعلي خيل على الطريق السريع المؤدي إلى الجنوب، الذي يربط المدينة بكابل ومزار شريف عبر منطقة علي أباد. وحسب ما ورد فقد حققوا أكبر مكاسبهم في جنوب غرب قندوز، حيث جمع أهالي القرى المحلية الأسلحة وأعطوها طالبان. أفاد أحد الشهود بإضرام النار في مقر المديرية الوطنية للأمن. واستعادت القوات الأفغانية والأمريكية قندوز في 14 أكتوبر 2015.
ثم هاجمت القوات الأفغانية طالبان في شمال شرق قندوز، وهو جزء من هجوم الربيع لتلك القوات في 2016. وفي 14 أبريل حاول المئات من طالبان استعادة قندوز، لكن القوات الأفغانية صدت الهجوم. مما أسفر عن مقتل 40 شخصًا وإصابة ما بين 8 و 60 من طالبان، وخسرت القوات الأفغانية 4 قتلى و 6 جرحى. ودعمت طائرات المراقبة الأمريكية القوات الأفغانية في محاولتها دحر طالبان، كما كان هناك قتال في 6 مناطق أخرى على الأقل، حيث قُتل 28 من مقاتلي طالبان وأصيب 28 آخرون. وفي 18 يوليو 2016 هاجم ما لا يقل عن 100 من مقاتلي طالبان منطقة قلاي زال في ولاية قندوز، لكن القوات الأفغانية صدتهم. وقتل 8 طالبان - بما في ذلك قائدهم -، في حين قتل عنصر واحد من قوات الأمن الأفغانية وجرح ثلاثة آخرون.

#### مفاوضات طالبان والاقتتال الداخلي
أعلن المسؤولون الصينيون أن عدم استقرار أفغانستان يؤثر سلبا على استقرار المنطقة، خاصة في غرب الصين، ويشجع الحركات الانفصالية في المنطقة. وكذلك على أمن الممر الاقتصادي الصيني الباكستاني. شاركت الصين وباكستان في مفاوضات بين الحكومة الأفغانية وطالبان. قامت مجموعة التنسيق الرباعية المكونة من مسؤولين أفغان وأمريكيين وصينيين وباكستانيين بدعوة حركة طالبان لمناقشة محادثات السلام في يناير 2016، لكن يفترض أنهم في ذلك الوقت منشغلون في قتال بعضهم البعض ومع القوات الحكومية. وقرر أن يعقد اجتماع بين ممثلي الجانبين أوائل مارس لكن طالبان أعلنت أنها لن تشارك.
سلط قصف برلمان كابل الضوء على الخلافات داخل طالبان في مقاربتها لمحادثات السلام. ففي أبريل 2016 أوقف الرئيس أشرف غني جهود الحكومات الأفغانية الفاشلة لإجراء محادثات سلام مع طالبان. وكذلك فقد اندمجت شبكة حقاني في قيادة طالبان، فأصبح من الصعب إجراء محادثات سلام. على الرغم من أن زعيم طالبان هبة الله آخند زاده قال إن اتفاق سلام ممكن إذا تخلت حكومة كابل عن حلفائها الأجانب.
في 11 نوفمبر 2015 أفيد أن الاقتتال الداخلي اندلع بين فصائل طالبان المختلفة في مقاطعة زابل. مقاتلون موالون لزعيم طالبان الجديد الملا أختر منصور قاتلوا فصيلاً منشق عنهم وموالي لداعش بقيادة الملا منصور داد الله. على الرغم من أن فصيل داد الله كان يتمتع بدعم مقاتلي داعش الأجانب من الأوزبك والشيشان، إلا أن الموالين لطالبان منصور كانت لهم اليد العليا. وطبقاً لغلام جيلاني فرحي مدير الأمن الإقليمي في زابل، فقد قُتل أكثر من 100 مسلح من الجانبين منذ اندلاع القتال. استمر الاقتتال الداخلي في 2016؛ وفي 10 مارس 2016 قال المسؤولون إن طالبان اشتبكت مع جماعة طالبان المنشقة (بقيادة محمد رسول) في منطقة شينداند في هرات، وقتل حوالي 100 مسلح؛ كما أدى الاقتتال الداخلي إلى خنق محادثات السلام.
ونتيجة للاقتتال الداخلي الذي أدى إلى انهاك منصور بعد حملة قمع المعارضة ضد قيادته؛ فقد اختير سراج الدين حقاني رئيس شبكة حقاني ليكون نائب زعيم طالبان في صيف 2015 ليكون داعما لمنصور داخل قيادة طالبان. سراج الدين وغيره من قادة حقاني يديرون بشكل متزايد العمليات العسكرية اليومية لطالبان؛ صقلوا الهجمات الإرهابية في المناطق الحضرية وزرعوا شبكة دولية متطورة لجمع الأموال، كما قاموا بتعيين حكام طالبان وبدأوا في توحيد طالبان. نتيجة لذلك أصبحت شبكة حقاني الآن مندمجة بشكل وثيق مع طالبان على مستوى القيادة، وازداد تأثيرها داخل الحركة، مع أن الشبكة كانت مستقلة عنهم تمامًا. كما تصاعدت التوترات مع الجيش الباكستاني لأن المسؤولين الأمريكيين والأفغان اتهمونهم بإيواء حقاني وجماعته.

#### الاشتباكات في هلمند
بدأت حركة طالبان هجومًا في ولاية هلمند في سنة 2015، واستولت على أجزاء من الولاية. وسيطرت في يونيو 2015 على ديشو وباغران، مما أسفر عن مقتل 5,588 من قوات الأمن الحكومية الأفغانية (3720 من ضباط الشرطة). وتمكنت في نهاية يوليو من اجتياح مقاطعة نوزاد. وفي 26 أغسطس سيطرت طالبان على موسى قلعة. وفي أكتوبر 2015 حاولت قوات طالبان الاستيلاء على لشكر كاه. عاصمة الولاية، فشن الفيلق 215 الأفغاني وقوات العمليات الخاصة هجومًا مضادًا ضد طالبان في نوفمبر، فتم صد الهجوم، وظلت قوات طالبان متجذرة في ضواحي المدينة. وشهد ديسمبر 2015 هجومًا متجددًا لطالبان في هلمند تركز على بلدة سنجين. سقطت مقاطعة سنجين بيد حركة طالبان يوم 21 ديسمبر بعد اشتباكات عنيفة أسفرت عن مقتل أكثر من 90 جنديًا في يومين. أفادت التقارير أن 30 عضوًا من SAS ومعهم 60 من عملاء القوات الخاصة الأمريكية انضموا إلى الجيش الأفغاني في المعركة لاستعادة أجزاء من سنجين من طالبان، بالإضافة إلى ذلك بقي حوالي 300 جندي أمريكي وعدد صغير من البريطانيين في هلمند لتقديم المشورة للقادة الأفغان على مستوى الفيلق. وقال قادة أميركيون كبار إن القوات الأفغانية في الإقليم تفتقر إلى القادة الفعالين وكذلك الأسلحة والذخيرة اللازمة لصد هجمات طالبان المستمرة. كان الجنود الأفغان في هلمند يقاتلون في ظروف صعبة لسنوات دون انقطاع لرؤية أسرهم، مما أدى إلى ضعف الروح المعنوية وارتفاع معدلات الفرار.

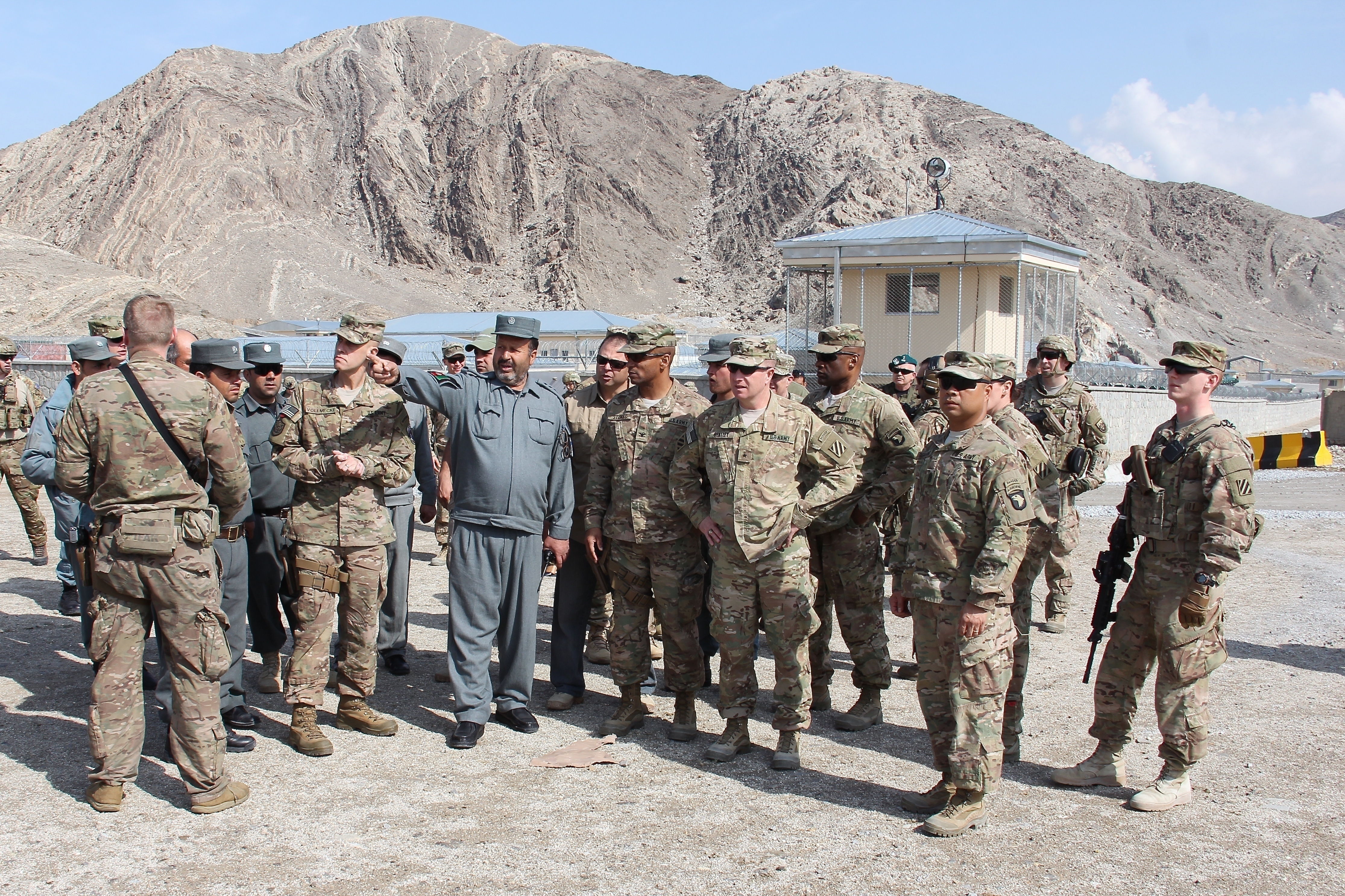
مستشارو وحدة TAAC-E في فبراير 2015

في أوائل فبراير 2016 جددت طالبان هجومها على سنجين، وشنت سلسلة من الهجمات الشرسة على القوات الحكومية الأفغانية خلال الشهر. لذلك قررت الولايات المتحدة إرسال قوات إضافية لدعم الفيلق 215 الأفغاني في مقاطعة هلمند، ولا سيما حول سنجين، والانضمام إلى قوات العمليات الخاصة الأمريكية الموجودة فعليًا في المنطقة. وفي 14 مارس 2016 سقطت منطقة خانشين في ولاية هلمند بيد طالبان. وبدأت تتساقط منطقة تلو الأخرى، وتراجعت القوات الأفغانية إلى المراكز الحضرية في هلمند. وفي أبريل 2016 شن 600 جندي أفغاني هجومًا كبيرًا لاستعادة المناطق التي احتلتها طالبان في سنجين والمناطق المحيطة بها، ففشل هجوم الجيش الأفغاني لاستعادة مدينة خانيشين، وانتشر الفرار من الجيش إلى داخل المنطقة.

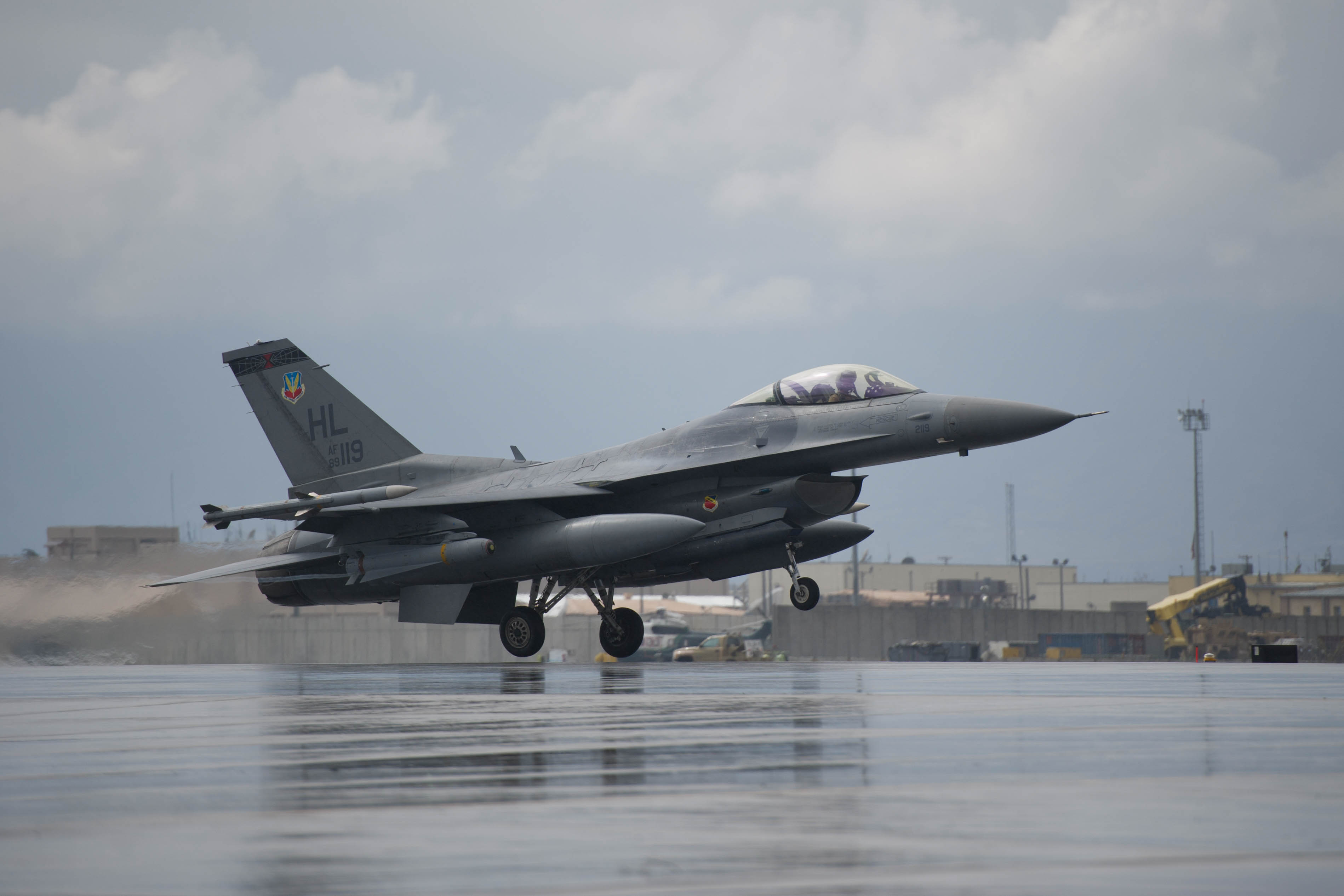
طائرة F-16 الأمريكية تقلع من مطار بغرام في طلعة قتالية، 14 مارس 2016

على الرغم من الضربات الجوية الأمريكية إلا أن مسلحو طالبان حاصروا لشكر كاه، وبحسب ما ورد سيطروا على جميع الطرق المؤدية إلى المدينة والمناطق الواقعة على بعد بضعة كيلومترات. فصعدت الولايات المتحدة من ضرباتها الجوية لدعم القوات البرية الأفغانية. وأفادت التقارير أن القوات الأفغانية في لشكركاه منهكة بينما كانت نقاط التفتيش التابعة للشرطة حول العاصمة تتساقط واحدة تلو الأخرى؛ وأرسلت طالبان قوة كوماندوز جديدة من النخبة إلى هلمند تسمى «سارا خيتا» أو الوحدة الحمراء. صدت قوات الأمن الأفغانية الهجمات التي شنها مقاتلو طالبان على منطقة شاه أنجير على بعد 10 كيلومترات فقط من لشكر كاه؛ قاتلت القوات الأفغانية الخاصة المدعومة بالضربات الجوية الأمريكية مسلحي طالبان المدججين بالسلاح والانضباط بشكل متزايد. قال أحد قادة القوات الخاصة الأفغانية: «لدى طالبان وحدات مدججة بالسلاح وبالزي الرسمي ومجهزة بالرؤية الليلية والأسلحة الحديثة». في 22 أغسطس 2016 أعلنت الولايات المتحدة إرسال 100 جندي أمريكي إلى لشكر كاه للمساعدة في ايقاف اجتياح طالبان.
في 31 ديسمبر 2016 واصلت طالبان هجومها على الولاية بهجمات على مقاطعتي سنجين ومرجة. تشير بعض التقديرات إلى أن طالبان قد استعادت أكثر من 80٪ من ولاية هلمند. خلال الساعات الأولى من يوم 23 مارس 2017 استولت الحركة على منطقة سنجين بعد أن اجتاحوا وسط البلدة. خلال المرحلة الأولى من الحرب، كان ما يقرب من ربع الخسائر البريطانية بسبب القتال للإستيلاء على المدينة، في حين فقد مئات من الجنود الأفغان حياتهم مؤخرًا أثناء الدفاع عنها. وفي 29 أبريل 2017 أرسلت إدارة دونالد ترامب 5000 جندي إضافي من مشاة البحرية الأمريكية إلى ولاية هلمند الجنوبية.

#### بروز الدولة الإسلامية
في منتصف يناير 2015، أنشأت تنظيم الدولة الإسلامية فرعًا له في أفغانستان باسم ولاية خراسان وبدأت في تجنيد المقاتلين والاشتباك مع طالبان. تم إنشاؤه بعد بيعة أبو بكر البغدادي. وفي يناير 2016 منحت الحكومة الأمريكية سلطة قانونية جديدة للجيش الأمريكي لشن هجوم ضد مسلحي تنظيم الدولة الإسلامية-ولاية خراسان، بعد إعلان أعلت وزارة الخارجية تصنيف داعش في أفغانستان وباكستان على أنه منظمة إرهابية أجنبية. بدأ عدد المسلحين بحوالي 60 أو 70، وجاء معظمهم من باكستان، وأخيرًا وصلت أعدادهم إلى ما بين 1000 و 3000 مسلح، وهم منشقون بشكل رئيسي من طالبان الأفغانية والباكستانية، والتنظيم محصور في ولاية ننكرهار ولكن لها امتداد في ولاية كنر.
نفذ الجيش الأمريكي ما لا يقل عن اثنتي عشرة عملية في 3 أسابيع من ذلك الشهر، ومنها غارات كوماندوز وغارات جوية، وجرى العديد منها في منطقة تورا بورا في ننكرهار. قال القادة الأمريكيون في أفغانستان إنهم يعتقدون أن ما بين 90 و 100 من مقاتلي الدولة الإسلامية قتلوا في هذه العمليات الأخيرة. وقد أعلن الرئيس الأفغاني أشرف غني يوم 6 مارس 2016 في البرلمان الأفغاني أن تنظيم الدولة الإسلامية قد هُزِم في الأجزاء الشرقية من البلاد، وأعلنت القوات الأفغانية انتصارها بعد العملية التي استمرت 21 يومًا في مقاطعتي أجين وشينوار في ولاية ننكرهار، مدعيةً عن مقتل حوالي 200 مسلح. وقد تمت العملية بمساعدة المدنيين المحليين الذين أقاموا نقاط تفتيش للمساعدة في الحفاظ على الأمن في قراهم ثم دعموا القوات الأفغانية فيما بعد. ولكن هاجم مسلحو داعش أواخر يونيو 2016 نقاط تفتيش للشرطة في منطقة كوت بإقليم ننكرهار، وأسفر القتال العنيف بين مقاتلي الدولة الإسلامية وقوات الأمن الحكومية عن مقتل العشرات في شرق أفغانستان، وأفادت التقارير بمقتل ما يصل إلى 36 من مقاتلي داعش في وأسفرت الهجمات عن مقتل ما لا يقل عن عشرة أفراد من قوات الأمن الأفغانية والمدنيين وجرح 18 آخرون. تشير الهجمات الأخيرة إلى أن المجموعة لا تزال تشكل تهديدًا قويًا للحكومة التي تواجه تمردًا يهيمن عليه طالبان.

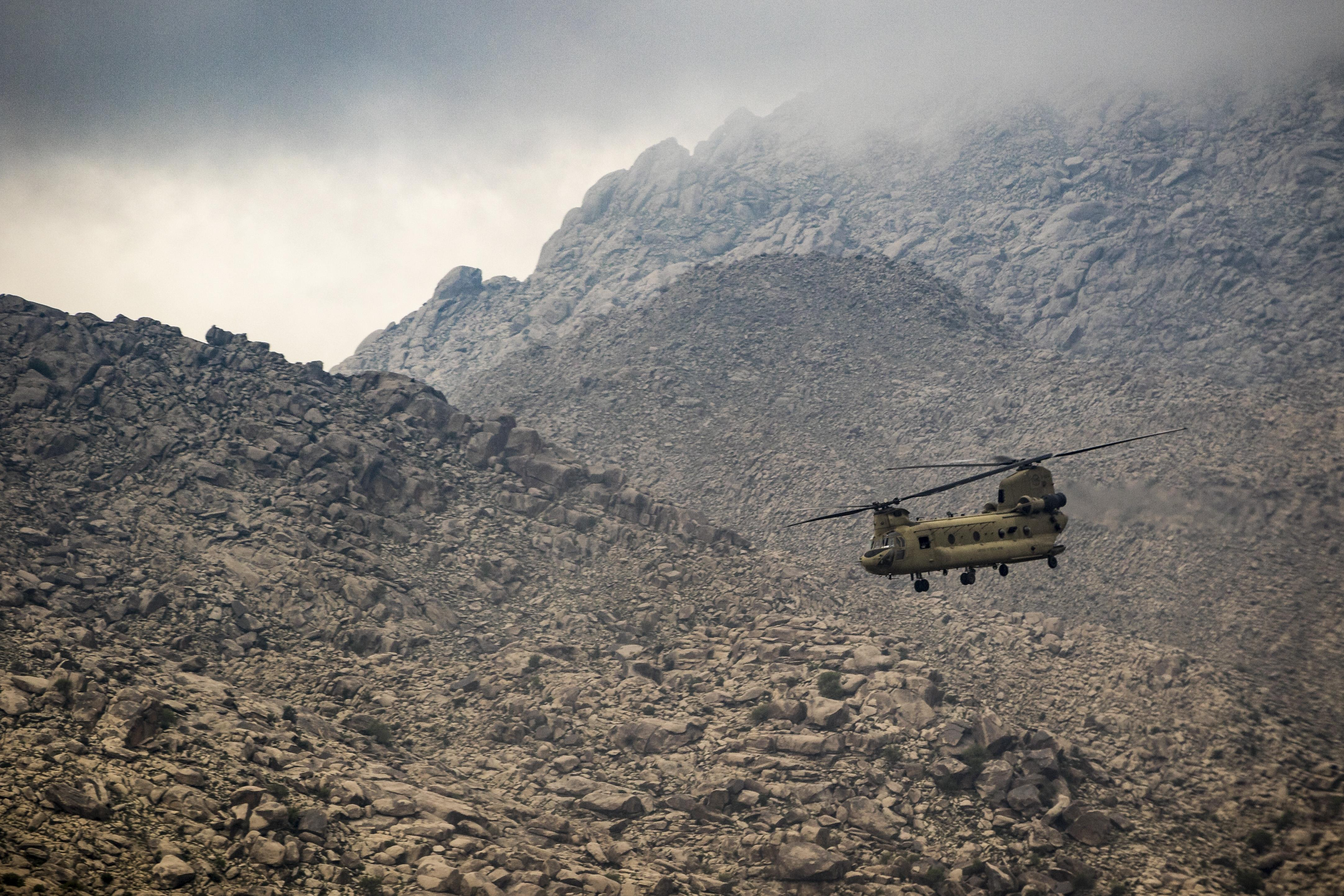
طيارو القوات الجوية الأمريكية يقودون طائرة من طراز CH-47 شينوك في ننكرهار، أبريل 2017

في 23 يوليو 2016 بدأت القوات الأفغانية والأمريكية هجومًا لتطهير إقليم ننكرهار من مقاتلي تنظيم الدولة الإسلامية بعد ساعات من تفجير كابل، وأطلق على العملية اسم «غضب العاصفة» التي شارك فيها كل من الجيش النظامي الأفغاني والقوات الخاصة وهي أول هجوم استراتيجي كبير للجيش الأفغاني في الصيف. كانت العملية مدعومة من الطيران والقوات الخاصة الأمريكية. أصيب خمسة من القوات الخاصة الأمريكية بنيران أسلحة صغيرة أو شظايا خلال يومي 24 و 25 يوليو عند تطهير مناطق جنوب ننكرهار بقوات العمليات الخاصة الأفغانية. وفي 26 يوليو خلال غارة ليلية في منطقة كوت وبدعم جوي قُتل أحد أهم قادة داعش في المنطقة المسمى سعد الإماراتي أحد مؤسسي تنظيم ولاية خراسان وقتل معه 120 من المسلحين المشتبه بهم؛ وفي 30 يوليو قتل مئات من مقاتلي داعش في شرق أفغانستان. توغلت القوات الأفغانية في منطقة كوت بعد قصف جوي ومدفعي مكثف أجبر داعش على الفرار إلى المناطق الجبلية القريبة، لم تواجه القوات الأفغانية مقاومة تذكر ووجدت معسكر تدريب مدمر. وفي 30 يوليو قال حاكم الولاية أن 78 من مقاتلي داعش قد قتلوا في العملية. استعادت العملية أجزاء كبيرة ومهمة من شرق أفغانستان، وأجبرت مقاتلي داعش على العودة إلى جبال جنوب ننكرهار. كان العدد التقديري لتنظيم ولاية خراسان في يناير 2016 حوالي 3000، ولكن الرقم انخفض في يوليو 2016 إلى ما يقرب من 1000 - 1500، مع 70 ٪ من مقاتليها قدموا من طالبان باكستان.
في 13 أبريل 2017 ألقت الولايات المتحدة أكبر قنبلة غير نووية، والمعروفة باسم GBU-43 على الإحداثيات 34.073336 و 70.631215 (خطوط الطول والعرض) بالقرب من قرية مومند الواقعة في مقاطعة أتشين في ننكرهار شرقي أفغانستان لتدمير مجمعات الأنفاق التي استخدمها تنظيم ولاية خراسان. وفي أعقاب الضربة نفذت القوات الأمريكية والأفغانية عمليات تطهير وغارات جوية في المنطقة وقامت بتقييم الأضرار.
وشنت القوات الأمريكية والأفغانية في أوائل مارس 2017 عملية لطرد داعش- خراسان من معقله في شرق أفغانستان، واشتركت في معارك برية منتظمة. وقال الجنرال دولت وزيري المتحدث باسم وزارة الدفاع الأفغانية: إنه لمدة أربعة أسابيع قبل غارة نانجرهار الجوية في 13 أبريل (وكانت جزءًا من العملية) حاولت القوات الخاصة الأفغانية اختراق المنطقة دون جدوى بسبب التضاريس الوعرة والعبوات الناسفة التي زرعها مقاتلو تنظيم الدولة الإسلامية- خراسان. في أبريل 2017، وذكر الكابتن بيل سالفين المتحدث باسم بعثة الناتو في أفغانستان: إن القوات الأفغانية والدولية قلصت الأراضي التي يسيطر عليها تنظيم داعش في أفغانستان بمقدار الثلثين وقتلت حوالي نصف مقاتليه في السنتين السابقتين، أي منذ بداية 2017، فقامت بـ 460 غارة جوية ضد الإرهابيين (بالطائرات بدون طيار وحدها أسفرت عن مقتل أكثر من 200 مسلح من تنظيم الدولة الإسلامية)؛ وأضاف أن الفرع لديه ما يقدر بـ 600-800 مقاتل في مقاطعتين بشرق أفغانستان.

#### سياسة دونالد ترامب تجاه أفغانستان

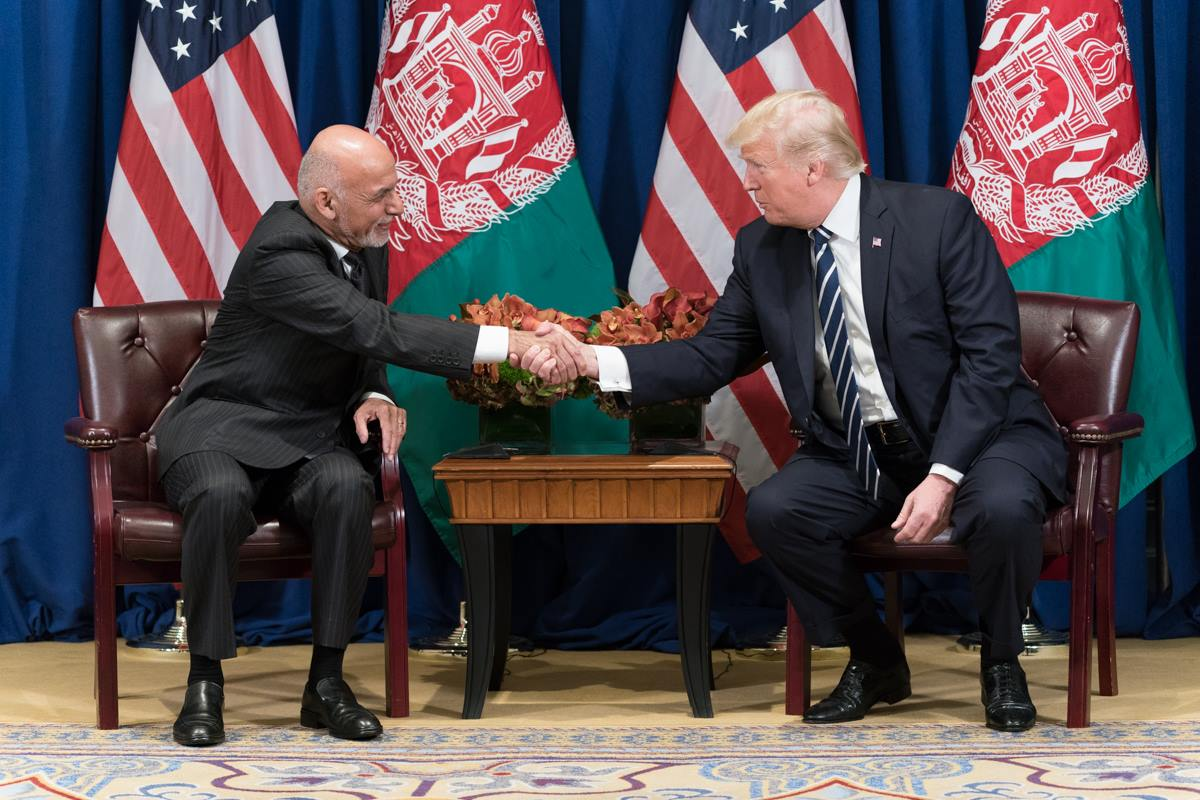
الرئيس الأمريكي دونالد ترامب مع الرئيس الأفغاني أشرف غني في أكتوبر 2017

اتهم الرئيس الأمريكي دونالد ترامب باكستان مرتين بإيواء طالبان والتقاعس عن العمل ضدهم، أولاً في أغسطس 2017 ثم مرة أخرى في يناير 2018. ففي 21 أغسطس 2017 صرح ترامب أنه سوف يوسع الوجود الأمريكي في أفغانستان، دون إعطاء تفاصيل حول كيف ومتى. لم يقم ترامب بصياغة أي جداول زمنية أو أعداد جنود أو أغراض محددة يتعين الوفاء بها؛ ذكر فقط أن الانسحاب الأمريكي لن يكن خيارًا الآن وأن الإعلان عن المواعيد النهائية والخطط الدقيقة من شأنه أن يساعد تلك الجماعات فقط على الاستعداد. وقال أيضًا إن 20 منظمة صنفتها الولايات المتحدة بالإرهاب تنشط في أفغانستان وباكستان. ووفقًا لصحيفة واشنطن بوست، فإن هذا يتعارض مع القائمة الرسمية للحكومة الأمريكية التي تضم 13 منظمة فقط.
في 19 سبتمبر 2017 نشرت إدارة ترامب 3000 جندي أمريكي آخر في أفغانستان. وسوف يضيفون إلى ما يقرب من 11,000 جندي أمريكي موجودون فعليًا في أفغانستان، وبذلك يصل العدد الإجمالي إلى 14000 جندي أمريكي يتمركز في أفغانستان.

### 2021-2018: مبادرات السلام والانسحاب الأمريكي النهائي وحملة طالبان الأخيرة
ذكرت هيئة الإذاعة البريطانية (بي بي سي) في يناير أن حركة طالبان نشطة علنيًا في 70٪ من البلاد (حيث سيطرت بالكامل على 14 مقاطعة ولديها حضور ووجود نشط ومفتوح في 263 أخرى)، وأن تنظيم الدولة الإسلامية كان أكثر نشاطًا في البلاد من من أي وقت مضى. بعد الهجمات التي شنتها حركة طالبان (بما في ذلك تفجير انتحاري بسيارة إسعاف في كابل يوم 27 يناير، وأسفر عن مقتل أكثر من 100 شخص) وتنظيم الدولة الإسلامية الذي قتل عشرات المدنيين، قرر الرئيس ترامب والمسؤولون الأفغان استبعاد أي محادثات مع طالبان. وفي 15 فبراير ذكرت صحيفة نيويورك تايمز ارتفاع عدد المدنيين الأفغان بناءً على تقرير سنوي للأمم المتحدة صدر قبل أسبوع. قدم هذا التقرير تقييماً مفصلاً، فأظهر تصاعد هجمات القصف المعقدة التي استهدفت المدنيين عمداً في 2017، حيث أصيب أو قُتل 10453 مدنياً أفغانياً. ونقلت صحيفة نيويورك تايمز عن عتيق الله أميرخيل الجنرال المتقاعد والمحلل العسكري المقيم في كابل قوله: «إن تقرير الأمم المتحدة أثبت فشل محادثات السلام، حيث إن كل من طالبان والحكومة الأمريكية مصممتان على النصر بدلاً من التفاوض على تسوية». وقال إن «المزيد من الضربات الجوية يعني المزيد من الهجمات الانتحارية»، مما يثبت اشتداد الحرب في 2018.
في الفترة من 12 يوليو إلى 1 أغسطس، نفذت حركة طالبان هجوم درزاب واستولت على منطقة درزاب بعد استسلام تنظيم ولاية خراسان إلى الحكومة الأفغانية. من 10 إلى 15 أغسطس شنت طالبان سلسلة من الهجمات، كان أكبرها هجوم غزنة، حيث استولت طالبان على تلك المدينة لعدة أيام، لكنها تراجعت في النهاية. قتلت حركة طالبان مئات الجنود والشرطة الأفغان واستولت على العديد من القواعد الحكومية والمناطق. وبعد تلك الهجمات دعا إريك برنس المقاول العسكري الخاص والرئيس السابق لشركة بلاك ووتر إلى خصخصة إضافية للحرب. وقد انتقد وزير الدفاع الأمريكي آنذاك جيمس ماتيس الفكرة قائلاً: «عندما يضع الأمريكيون مصداقية أمتهم على المحك، فإن خصخصتها لا تكون فكرة حكيمة».

النزاعات المسلحة المستمرة في يونيو 2019
----
حروب كبرى، 10,000 قتيل أو أكثر في العام الحالي أو الماضي

في 25 يناير 2019، قال الرئيس الأفغاني أشرف غني إن أكثر من 45 ألف عنصر من قوات الأمن الأفغانية قُتلوا منذ توليه الرئاسة في 2014. وقال أيضًا إنه كان هناك أقل من 72 ضحية دولية خلال نفس الفترة. قدر تقرير صادر عن الحكومة الأمريكية في يناير 2019 أن 53.8٪ من مناطق أفغانستان تسيطر عليها الحكومة أو تحت نفوذها، و 33.9٪ متنازع عليها و12.3٪ تحت سيطرة طالبان أو نفوذهم.
في 25 فبراير 2019 بدأت محادثات السلام بين طالبان والولايات المتحدة في قطر، بحضور قوي للمؤسس المشارك لطالبان عبد الغني برادر. ذكر المبعوث الأمريكي الخاص زلماي خليل زاد أن هذه الجولة من المفاوضات «هي أكثر إنتاجية مما كانت عليه في الماضي» وأنه تم الاتفاق على مسودة اتفاقية سلام. تضمن الاتفاق انسحاب القوات الأمريكية والدولية من أفغانستان وعدم سماح طالبان للجماعات الجهادية الأخرى بالعمل داخل البلاد. كما ذكرت حركة طالبان أنه تم إحراز تقدم في المفاوضات.
في 30 أبريل 2019 نفذت القوات الحكومية الأفغانية عمليات تطهير استهدفت كلا من تنظيم الدولة - فرع خراسان وطالبان في شرق ولاية ننكرهار، بعد قتال المجموعتين لأكثر من أسبوع في مجموعة قرى حول منطقة تنجيم غير مشروع لمعدن التالك. وزعمت المديرية الوطنية للأمن مقتل 22 من مقاتلي تنظيم الدولة في خراسان وتدمير مخبأين للأسلحة، بينما ذكرت حركة طالبان أن القوات الأفغانية المدعومة من الولايات المتحدة قتلت سبعة مدنيين. قال مسؤول إقليمي إن أكثر من 9000 أسرة نزحت بسبب القتال. وفي 28 يوليو 2019 ذكر أن مكتب أمر الله صالح نائب الرئيس أشرف غني قد تعرض لهجوم انتحاري مع عدد قليل من المسلحين. قُتل ما لا يقل عن 20 شخصًا وجُرح 50، وكان صالح من بين الجرحى. خلال العملية التي استمرت ست ساعات، تم إنقاذ أكثر من 150 مدنياً وقتل ثلاثة مسلحين.
وفي أغسطس سيطرت طالبان على أراض أكثر من أي وقت مضى منذ 2001. ذكرت صحيفة واشنطن بوست أن الولايات المتحدة كانت على وشك التوصل إلى اتفاق سلام مع طالبان وكانت تستعد لسحب 5000 جندي من أفغانستان. لكن في الشهر نفسه تم التأكيد لاحقًا على مقتل بعض قادة طالبان، ومنهم حافظ أحمد الله شقيق أمير طالبان هبة الله آخند زاده وبعض أقاربه الآخرين، في انفجار قنبلة بمسجد خير المدارس، الذي كان يقع في كويتا. ضاحية كوتشلاك وكانت لفترة طويلة مكان الاجتماع الرئيسي لأعضاء طالبان. وفي سبتمبر ألغت الولايات المتحدة المفاوضات.
في 17 سبتمبر 2019 هاجم انتحاري تجمعًا لحملة الرئيس أشرف غني، مما أسفر عن مقتل 26 شخصًا وإصابة 42. وبعد أقل من ساعة نفذت حركة طالبان هجومًا انتحاريًا آخر بالقرب من السفارة الأمريكية ووزارة الدفاع الأفغانية، مما أدى إلى مقتل 22 شخصًا. شخص وجرح حوالي 38.

#### حركات السلام الوطني وأول وقف لإطلاق النار

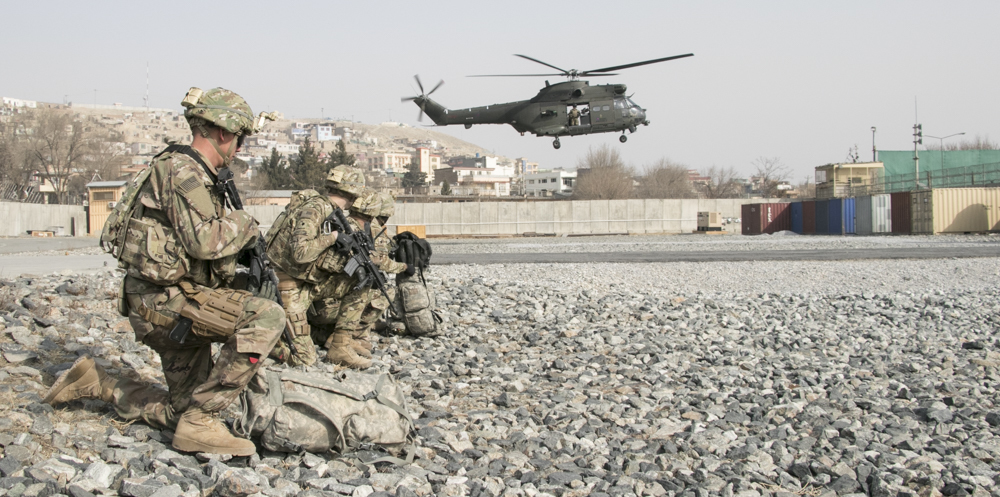
قوات الأمن الأمريكية والبريطانية والأفغانية تتدرب معًا في تمرين جوي لقوة الرد في معسكر قرغة في كابل، 16 يناير 2018.

بعد عرض غني لإجراء محادثات سلام غير مشروطة مع طالبان، نشأت حركة سلام متنامية في أفغانستان خلال 2018 لا سيما بعد المسيرة السلمية التي نظمتها حركة السلام الشعبية، والتي أطلق عليها الإعلام الأفغاني اسم «قافلة سلام هلمند». وجاءت مسيرة السلام ردا على انفجار سيارة مفخخة في 23 مارس في لشكر كاه أسفر عن مقتل 14 شخصا. سار المشاركون في المسيرة عدة مئات من الأميال من لشكركاه في ولاية هلمند عبر الأراضي التي تسيطر عليها طالبان، نحو كابل. وهناك التقوا بغني ونظموا اعتصامًا أمام بعثة الأمم المتحدة للمساعدة في أفغانستان والسفارات المجاورة. ألهمت جهودهم المزيد من الحركات في أجزاء أخرى من أفغانستان.
بعد المسيرة اتفق غني وطالبان على وقف متبادل وغير مسبوق لإطلاق النار خلال احتفالات عيد الفطر في يونيو 2018. وخلال فترة وقف إطلاق النار، توافد أعضاء طالبان على كابل حيث التقوا وتواصلوا مع السكان المحليين وقوات أمن الدولة. خلق جو من الأمل والخوف، ورحب العديد من المدنيين بطالبان وتحدثوا عن السلام بما في ذلك بعض النساء. وطالب الأهالي بجعل وقف إطلاق النار دائمًا، إلا أن طالبان رفضت التمديد واستأنف القتال بعد انتهاء وقف إطلاق النار في 18 يونيو.
بين 29 أبريل و 3 مايو 2019 استضافت الحكومة الأفغانية اجتماع لويا جيرغا لمدة أربعة أيام في قصر باغ بالا کابل وحضره 3200 ممثل لمناقشة محادثات السلام. تمت دعوة طالبان لكنهم لم يحضروا.

#### محادثات واتفاق بين الولايات المتحدة وطالبان

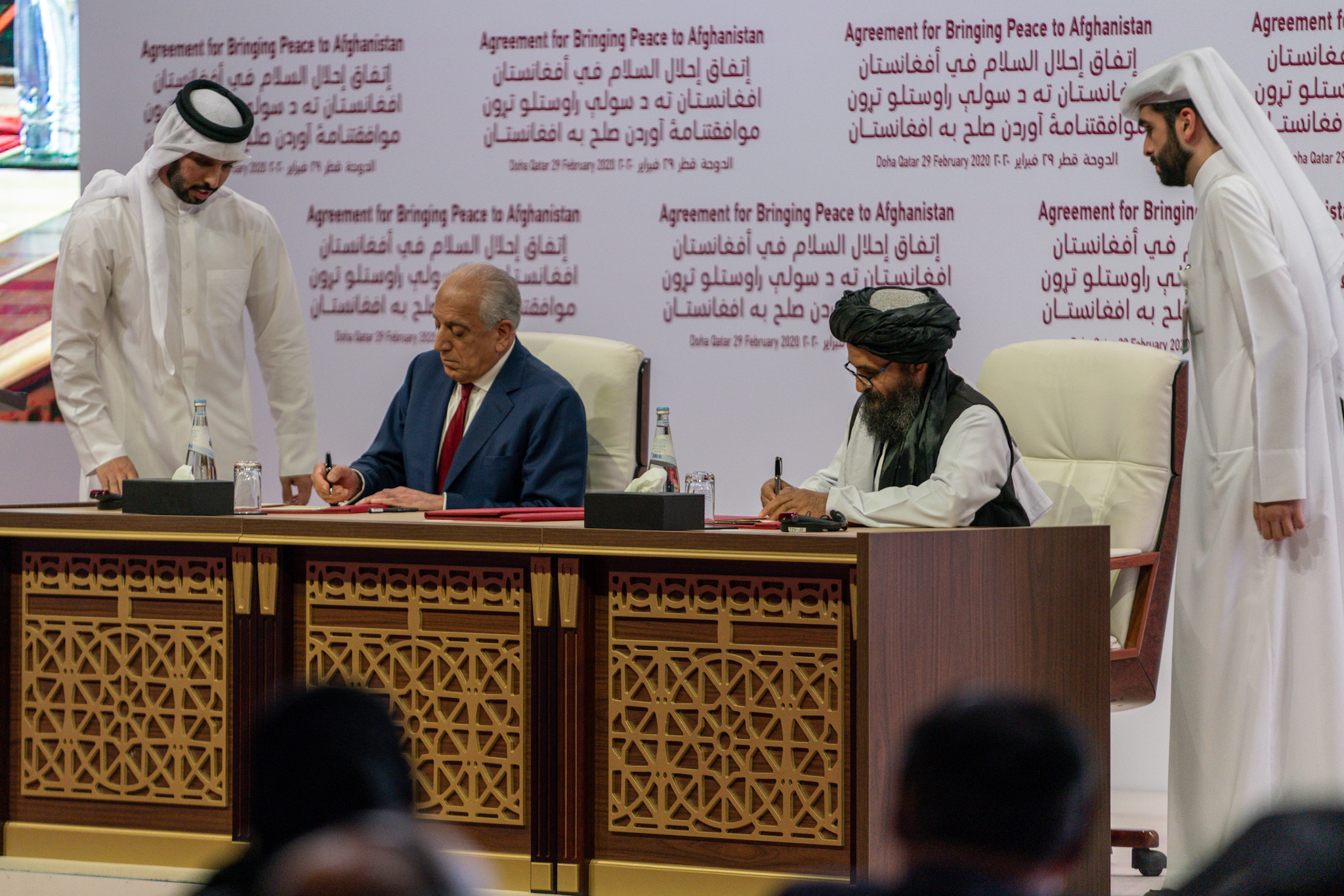
ممثل الولايات المتحدة زلماي خليل زاد وممثل طالبان عبد الغني برادار يوقعان اتفاقية إحلال السلام في أفغانستان في الدوحة يوم 29 فبراير 2020.

التقى مسؤولون أمريكيون سرا بأعضاء اللجنة السياسية لطالبان في قطر في يوليو 2018. وفي سبتمبر 2018 عين ترامب زلماي خليل زاد مستشارًا خاصًا لأفغانستان بوزارة الخارجية الأمريكية، بهدف معلن هو تسهيل عملية سلام سياسي بين الأفغان. قاد خليل زاد مزيدًا من المحادثات بين الولايات المتحدة وطالبان بقطر في أكتوبر 2018. استضافت روسيا محادثات سلام منفصلة في نوفمبر 2018 بين طالبان ومسؤولين من المجلس الأعلى للسلام في أفغانستان. استؤنفت المحادثات في قطر في ديسمبر 2018، على الرغم من رفض طالبان السماح للحكومة الأفغانية بالدعوة، معتبرة إياها حكومة عميلة للولايات المتحدة. تحدثت حركة طالبان مع الرئيس السابق حامد كرزاي في فندق في موسكو في فبراير 2019، لكن ذلك لم يشمل الحكومة الأفغانية بأي محادثات.
في 25 فبراير 2019 بدأت محادثات السلام بين طالبان والولايات المتحدة في قطر بحضور عبد الغني برادار أحد مؤسسي طالبان. استؤنفت مفاوضات السلام في ديسمبر 2019. أسفرت هذه الجولة من المحادثات عن وقف جزئي لإطلاق النار لمدة سبعة أيام بدأ في 22 فبراير 2020. وفي 29 فبراير وقعت الولايات المتحدة وطالبان اتفاق سلام مشروط في الدوحة دعا إلى تبادل الأسرى في غضون عشرة أيام وكان من المفترض أن يؤدي إلى انسحاب القوات الأمريكية من أفغانستان في غضون 14 شهرًا. ولم تكن الحكومة الأفغانية طرفًا في الصفقة، وفي مؤتمر صحفي في اليوم التالي انتقد الرئيس غني الاتفاق لأنه تم توقيعه خلف أبواب مغلقة. وقال إن الحكومة الأفغانية لم تتعهد بالإفراج عن 5000 سجين من طالبان وأن مثل هذا الإجراء ليس من سلطة الولايات المتحدة، ولكنه سلطة حكومة أفغانستان. كما ذكر غني أن أي تبادل للأسرى لا يمكن أن يكون شرطا مسبقا للمحادثات بل يجب أن يتم التفاوض عليه في إطار المحادثات.

#### اشتداد العنف والاختلاف في الأسرى
بعد توقيع الاتفاقية مع الولايات المتحدة في 29 فبراير 2020، استأنفت حركة طالبان العمليات الهجومية ضد الجيش والشرطة الأفغانية في 3 مارس، وشنت هجمات في ولايتي قندوز وهلمند. فردت الولايات المتحدة في 4 مارس بشن غارة جوية على مقاتلي طالبان في هلمند، على الرغم من اتفاق السلام بينهما. وتصاعدت هجمات المتمردين ضد قوات الأمن الأفغانية في البلاد. فخلال 45 يومًا بعد الاتفاق (بين 1 مارس و 15 أبريل 2020) نفذت طالبان أكثر من 4500 هجوم في أفغانستان، مما أظهر زيادة بأكثر من 70٪ مقارنة بالفترة نفسها من العام السابق. وقتل أكثر من 900 من قوات الأمن الأفغانية في هذه الفترة ارتفاعا من نحو 520 في نفس الفترة قبل عام. في غضون ذلك، وبسبب الانخفاض الكبير في عدد الغارات الجوية والهجمات التي شنتها القوات الأفغانية والأمريكية ضد طالبان بسبب الاتفاق، انخفض قتلى طالبان إلى 610 في الفترة من حوالي 1660 في نفس الفترة من العام السابق. في غضون ذلك استمر تنظيم داعش في خراسان في تشكيل تهديد من تلقاء نفسه، حيث قتل 32 شخصًا في إطلاق نار جماعي في كابل في 6 مارس، مما أسفر عن مقتل 25 من المصلين السيخ في معبد في كابل في 25 مارس، وخلال سلسلة من الهجمات قتل 16 من الأمهات والأطفال حديثي الولادة في جناح الولادة بمستشفى كابل.
في 20 أبريل 2020 قتلت طالبان في هجوم آخر ما لا يقل عن 23 جنديًا أفغانيًا وتسعة مدنيين. وفي أبريل 2020 وثقت صحيفة نيويورك تايمز ضحايا الحرب الأفغانية في الفترة من 27 مارس حتى 23 أبريل وأبلغت أن ما لا يقل عن 262 من القوات الموالية للحكومة، إلى جانب 50 مدنيا قتلوا في غضون شهر تقريبا. بالإضافة إلى إصابة المئات من المدنيين والقوات الأفغانية أيضًا. اشتد تمرد طالبان بشكل كبير في عام 2021 بالتزامن مع انسحاب الولايات المتحدة وقوات التحالف من أفغانستان.
أفادت أفغانستان في 22 يونيو 2020 عن أكثر الأسابيع دموية منذ 19 عامًا، حيث قُتل 291 عنصرًا من قوات الدفاع والأمن الوطنية الأفغانية وجُرح 550 آخرون في 422 هجومًا نفذتها حركة طالبان. كما قُتل ما لا يقل عن 42 مدنياً بينهم نساء وأطفال، وأصيب 105 آخرون على أيدي طالبان في 18 ولاية. خلال الأسبوع اختطفت طالبان 60 مدنياً في ولاية دايكندي بوسط البلاد.

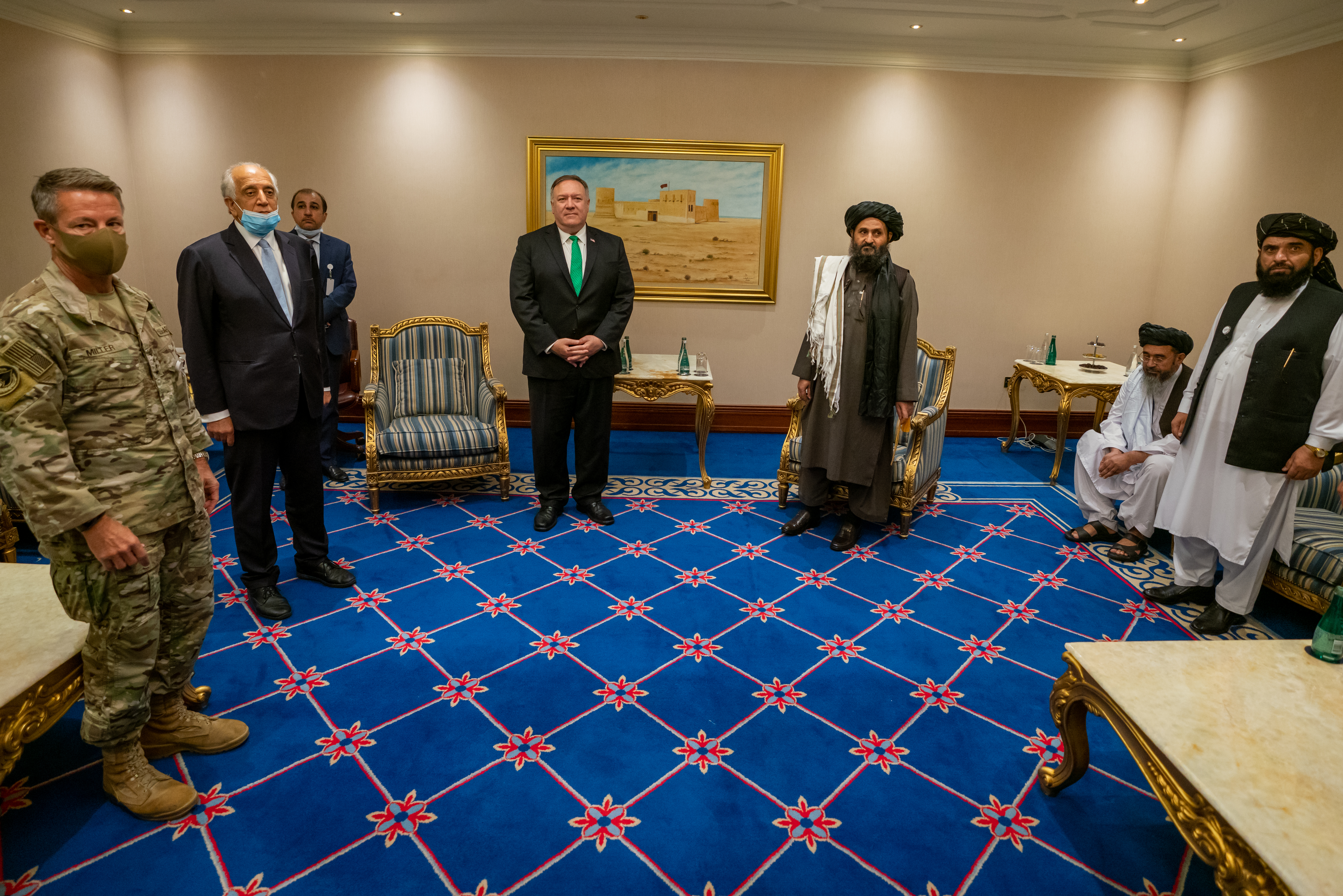
لقاء وزير الخارجية الأمريكي مايك بومبيو بوفد طالبان في الدوحة، يوم 12 سبتمبر 2020

وعلى الصعيد الدبلوماسي والتفاوضي، وصل إلى كابل يوم 31 مارس 2020 وفد من طالبان مكون من ثلاثة أشخاص لمناقشة إطلاق سراح السجناء. وهم أول ممثلي طالبان الذين يزورون المدينة منذ 2001. ولكنها اسحبت من المحادثات يوم 7 أبريل 2020، حيث وصفها المتحدث باسم طالبان سهيل شاهين بأنها غير مثمرة. كما ذكر شاهين في تغريدة على تويتر أنه بعد ساعات من انسحابه من المحادثات استُدعي فريق طالبان المفاوض من كابول. كما أخفقت طالبان في تأمين الإفراج عن أي من القادة الخمسة عشر الذين سعوا لإطلاق سراحهم. كما أدت الحجج حول تبادل الأسرى إلى تأخير عملية تبادل الأسرى المخطط لها. بعد تأخير طويل بسبب الخلافات بشأن إطلاق سراح السجناء، أفرجت الحكومة الأفغانية في أغسطس 2020 عن 5100 سجين، وأفرجت طالبان عن 1000 سجين. إلا أن الحكومة الأفغانية رفضت إطلاق سراح 400 سجين من قائمة أولئك الذين أرادت طالبان الإفراج عنهم، لأن هؤلاء متهمون بارتكاب جرائم خطيرة. وذكر الرئيس غني أنه لا يملك السلطة الدستورية للإفراج عن هؤلاء السجناء، لذلك عقد مجلس لويا جيرغا من 7 إلى 9 أغسطس لمناقشة القضية. ووافق الجيرغا على إطلاق سراح ال 400 سجين المتبقين. بدأت المحادثات بين الحكومة الأفغانية وطالبان في الدوحة في 12 سبتمبر 2020.

#### هجوم الصيف وسقوط كابل

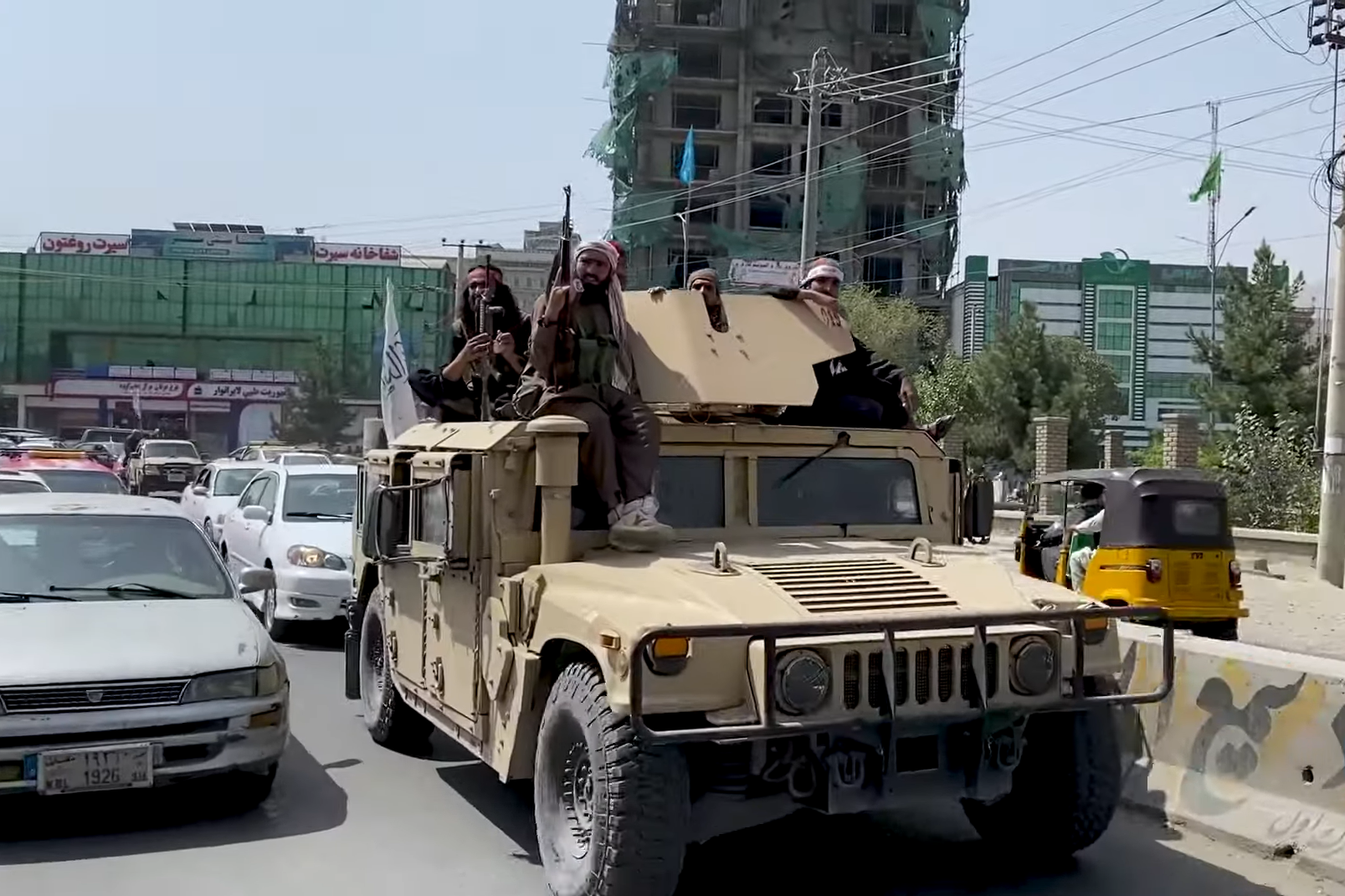
مقاتلو طالبان في كابل، 17 أغسطس 2021

بدأت طالبان والجماعات المسلحة المتحالفة معها بهجوم عسكري كبير ضد الحكومة وحلفائها في 1 مايو 2021. حققت طالبان في الأشهر الثلاثة الأولى من الهجوم مكاسب إقليمية كبيرة في الريف، مما زاد عدد المناطق التي سيطرت عليها من 73 إلى 223. وفي 5 يوليو، ورد أن 1000 جندي أفغاني فروا إلى طاجيكستان هربًا من الاشتباكات مع متمردي طالبان.
سيطرت طالبان على مدن مختلفة طوال شهري يونيو ويوليو. ففي 6 أغسطس استولت طالبان على أول عاصمة إقليمية زرنج عاصمة ولاية نيمروز. ثم اجتاحوا جميع أنحاء البلاد خلال الأيام العشرة التالية، واستولوا على عاصمة بعد عاصمة. وفي 12 أغسطس سيطرت طالبان على 10 من أصل 34 عاصمة إقليمية لأفغانستان. وفي 14 أغسطس استولت طالبان على مزار شريف عندما فر القائدان عبد الرشيد دوستم وعطا محمد نور عبر الحدود إلى أوزبكستان، مما أدى إلى قطع طريق الإمداد الشمالي الحيوي لكابل. في الساعات الأولى من يوم 15 أغسطس سقطت جلال آباد، وقطع الطريق الدولي الوحيد المتبقي عبر ممر خيبر. بحلول ظهر ذلك اليوم تقدمت قوات طالبان من منطقة بغمان ووصلت إلى أبواب كابل. وناقش الرئيس أشرف غني حماية المدينة مع وزراء الأمن، فيما زعمت مصادر أن اتفاق سلام الوحدة مع طالبان وشيك. ومع ذلك لم يتمكن غني من الوصول إلى كبار المسؤولين في وزارتي الداخلية والدفاع، وسارع العديد من السياسيين البارزين بالفعل إلى المطار. بحلول الساعة 1400 دخلت طالبان المدينة دون مقاومة؛ سرعان ما فر الرئيس بطائرة هليكوبتر من القصر الرئاسي، وفي غضون ساعات تم تصوير مقاتلي طالبان جالسين على مكتب غني في القصر. مع الانهيار الفعلي للجمهورية أعلنت طالبان انتهاء الحرب في نفس اليوم.

#### الجسر الجوي والخروج النهائي للأمريكان
عندما استولت طالبان على العاصمة في 15 أغسطس 2021، كانت هناك ضرورة ملحة لإجلاء الأهالي المهددين من حركة طالبان، ومنهم المترجمين والمساعدين الذين عملوا مع عملية الحرية الدائمة؛ قوات الإيساف وعملية حارس الحرية، ومهمة الدعم الحازم؛ والأقليات العرقية والنساء أصبحت ملحة. وخلال إسبوعين تم نقل الموظفين الدبلوماسيين والعسكريين والمدنيين الدوليين، بالإضافة إلى المدنيين الأفغان جواً خارج البلاد من مطار حامد كرزاي الدولي. وفي 16 أغسطس أكد اللواء هانك تايلور أن الضربات الجوية الأمريكية قد انتهت قبل 24 ساعة على الأقل وأن تركيز الجيش الأمريكي في تلك المرحلة هو الحفاظ على الأمن في المطار مع استمرار عمليات الإجلاء. وكانت الرحلة الأخيرة هي طائرة تابعة للقوات الجوية الأمريكية من طراز C-17، غادرت الساعة 3:29 مساءً بتوقيت شرق الولايات المتحدة أي 11:59 مساءً (بتوقيت كابول) يوم 30 أغسطس 2021. إيذانا بنهاية الحملة الأمريكية في أفغانستان وتبعها إطلاق نار احتفالي من قبل طالبان. وذكر العديد من المراقبين أن هذا هو نهاية أطول حرب أمريكية في التاريخ.

## التأثير على المجتمع الأفغاني

### الخسائر المدنية
وفقًا لمشروع تكاليف الحرب في جامعة براون، فقد قتلت الحرب 46319 مدنيًا أفغانيًا. ومن المحتمل أن يكون عدد القتلى أعلى بسبب الوفيات غير المحسوبة بسبب «المرض أو فقدان الوصول إلى الغذاء أو المياه أو البنية التحتية أو العواقب غير المباشرة الأخرى للحرب». خلص تقرير بعنوان إحصاء الجثث أعده أطباء من أجل المسؤولية الاجتماعية وأطباء من أجل البقاء العالمي ورابطة الأطباء الدوليين لمنع الحرب النووية (IPPNW) إلى أن مابين 106-170 ألف مدني قد لقوا مصرعهم نتيجة للقتال في أفغانستان على يد جميع أطراف النزاع.

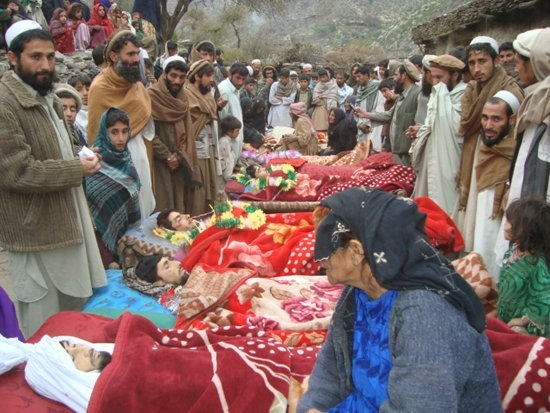
ضحايا غارة نارانغ الليلية التي قتلت ما لا يقل عن 10 مدنيين أفغان، ديسمبر 2009

ذكر تقرير للأمم المتحدة خلال 2009 أنه من بين 1,500 مدني ماتوا من يناير حتى نهاية أغسطس 2009، تم إلقاء اللوم في 70٪ منها على «العناصر المناهضة للحكومة».
ذكر موقع The Weekly Standard الأمريكي في سنة 2010 مشيرًا إلى تقرير للأمم المتحدة أن 76٪ من الوفيات المدنية في أفغانستان خلال العام الماضي كانت بسبب طالبان. هذا خطأ في الاقتباس لتقرير بعثة الأمم المتحدة لتقديم المساعدة إلى أفغانستان، الذي لم ينسب أعداد القتلى إلى طالبان مباشرة، ولكن إلى العناصر المناهضة للحكومة وأيضا القوات الموالية للحكومة. وخلال الفترة من يناير إلى يونيو 2010 ذكر التقرير المنشور في أغسطس 2010 أنه من بين جميع الضحايا المدنيين البالغ عددهم 3268 (قتلى أو جرحى)، فإن 2477 ضحية (76٪) سببها المناهضين للحكومة، وأن 386 ضحية (11٪) كان بسبب المؤيدين للحكومة.
على مدار 2010 قتل ما مجموعه 2777 مدنياً، أفادت الأمم المتحدة عن مقتل 2080 مدنياً بسبب العناصر المناوئة للحكومة (75٪)، وتسببت القوات الموالية للحكومة في مقتل 440 شخصاً، و 257 حالة وفاة لم ينسب إلى أي طرف.
في يوليو 2011 ذكر تقرير للأمم المتحدة أن «1462 من غير المقاتلين ماتوا» في الأشهر الستة الأولى من 2011 (المتمردين 80٪). وفي سنة 2011 قُتل 3,021 مدنياً، وهو خامس ارتفاع سنوي متتالي. ووفقًا لتقرير للأمم المتحدة في 2013 كان هناك 2959 حالة وفاة مدنية مع إلقاء اللوم على القوات المناهضة للحكومة بنسبة 74 ٪، و 8 ٪ على قوات الأمن الأفغانية، و 3 ٪ على قوات إيساف، و 10 ٪ على الأرض الاشتباكات بين القوات المناهضة للحكومة والقوات الموالية لها. و 5٪ من القتلى لم يعرف المتسبب. 60٪ من الأفغان لديهم خبرة شخصية مباشرة وأفاد معظم الآخرين أنهم يعانون من مجموعة من المصاعب. 96٪ تأثروا إما بشكل شخصي أو من العواقب الأوسع.
وفي 2015 وفقا لتقرير الأمم المتحدة السنوي، كان هناك 3545 قتيلا مدنيا و 7457 جريحا. كانت العناصر المناوئة للحكومة مسؤولة عن 62٪ من القتلى والجرحى من المدنيين. تسببت القوات الموالية للحكومة في 17٪ من القتلى والجرحى المدنيين - بما في ذلك قوات الولايات المتحدة وحلف شمال الأطلسي، والتي كانت مسؤولة عن حوالي 2٪ من الضحايا.
وفي 2016 سجلت الأمم المتحدة ما مجموعه 3498 حالة وفاة مدنية و 7920 إصابة. نسبت الأمم المتحدة 61٪ من الضحايا إلى القوات المناوئة للحكومة. وتسببت قوات الأمن الأفغانية في حوالي 20٪ من إجمالي الضحايا، بينما تسببت الميليشيات الموالية للحكومة وبعثة الدعم الحازم في 2٪ لكل منهما. أسفرت الضربات الجوية التي شنتها الطائرات الحربية للولايات المتحدة والناتو عن مقتل 127 مدنياً على الأقل وإصابة 108 بجروح. بينما قتل سلاح الجو الأفغاني ما لا يقل عن 85 قتيلا و 167 جريحا. ولم تتمكن الأمم المتحدة من تحديد المسؤولية عن 38 حالة وفاة و 65 إصابة ناجمة عن الضربات الجوية.

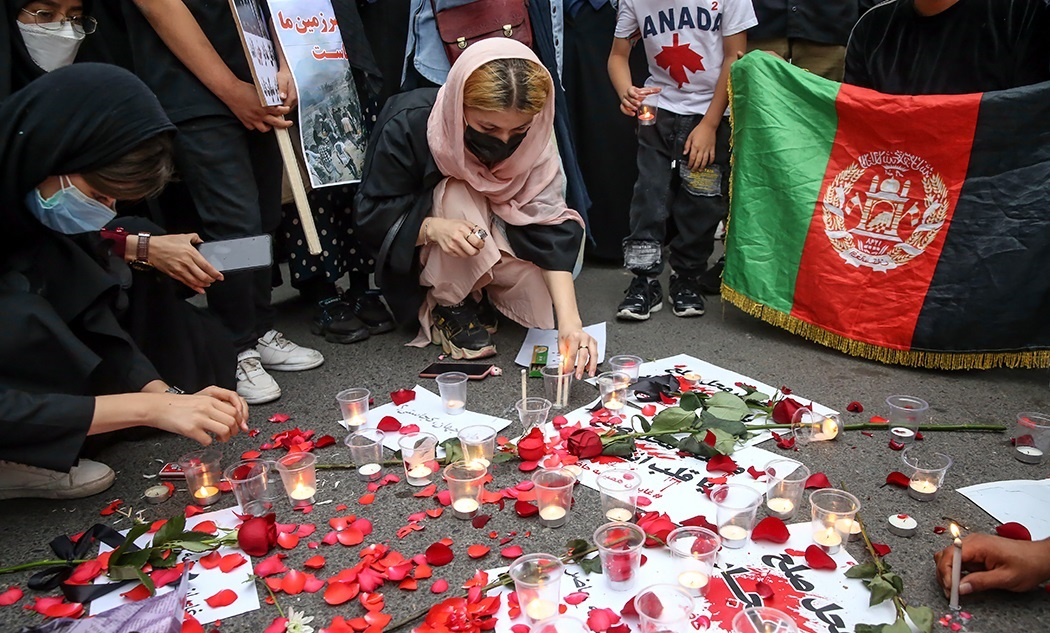
تجمع خارج السفارة الأفغانية في طهران لإدانة تفجير مدرسة كابول 2021

خلال الانتخابات النيابية في 20 أكتوبر 2018 وقعت عدة انفجارات استهدفت مراكز الاقتراع. قُتل ما لا يقل عن 36 شخصًا وأصيب 130 بجروح. وقُتل في السابق عشرة مرشحي انتخابات بسبب هجمات حركة طالبان وتنظيم الدولة الإسلامية.
في 28 ديسمبر 2018 كشف تقرير صادر عن اليونيسف عن مقتل أو إصابة خمسة آلاف طفل خلال الأشهر التسعة الأولى من 2018 في أفغانستان. قال مانويل فونتين مدير برامج الطوارئ باليونيسف إن العالم نسي الأطفال الذين يعيشون في مناطق الصراع.
وبحسب منظمة هيومن رايتس ووتش قُتل أو جُرح أكثر من 10 آلاف مدني خلال 2018، ثلثهم من الأطفال. وبحسب ما ورد نفذ المتمردون هجمات مميتة لا تعد ولا تحصى في مناطق حضرية. كما تسببت الغارات الجوية والغارات الليلية للقوات الأمريكية والأفغانية في خسائر فادحة في صفوف المدنيين.

### الرعاية الصحية
شهدت أفغانستان خلال سنوات 2001 و 2021 تحسينات في الصحة والتعليم وحقوق المرأة. ارتفع متوسط العمر المتوقع من 56 إلى 64 سنة وانخفض معدل وفيات الأمهات بمقدار النصف. وحصل 89٪ من سكان المدن على المياه النظيفة، وكان 16٪ في 2001. وانخفض معدل زواج الأطفال بنسبة 17٪.
دمر هجوم طالبان في سبتمبر 2019 معظم مباني المستشفى الرئيسي في جنوب أفغانستان وقتل ما يقرب من 40 شخصًا، مما أدى إلى أن البلاد تكافح الآن بشكل فعال لمكافحة جائحة مرض فيروس كورونا 2019.

### اللاجئون

ملابس تبرع بها أجنبي وزعها ضابط مدني أفغاني على أطفال في مخيم للاجئين، 2011

عاد أكثر من 5.7 مليون لاجئ إلى أفغانستان بدءًا من سنة 2001. لكن ظل حوالي 2.6 مليون من الأفغان لاجئًا سنة 2021 وعاد عدد قليل منهم. بعد سنوات عديدة من عودة اللاجئين بدأ الأمور بالتحول بسبب الوضع الاقتصادي السيئ والزيادة الكبيرة في العنف، مما أدى إلى زيادة أعداد الفارين اعتبارًا من 2009.
وقدرت الأمم المتحدة في يناير 2013 أن هناك 547,550 شخصًا نازح داخليًا، بزيادة قدرها 25٪ عن 447,547 نازحًا مقدّرًا في يناير 2012 ونزح 400 ألف شخص سنة 2020 ونزح 200 ألف شخص في النصف الأول من 2021.
واستقبلت باكستان بدءا من 2020 أكبر عدد من اللاجئين الأفغان، تلتها إيران. لجأت أعداد صغيرة إلى الهند وإندونيسيا وطاجيكستان. أما خارج آسيا فقد استقبلت ألمانيا أكبر عدد من اللاجئين وكذلك أكبر عدد من طالبي اللجوء.
بعد استيلاء طالبان على السلطة تم نقل أكثر من 122 ألف شخص جواً من مطار كابل أثناء الإجلاء من أفغانستان، وهم أفغان ومواطنون أمريكيون وغيرهم من الأجانب.

### المترجمون
بدءًا من مايو 2018 أعادت حكومة المملكة المتحدة توطين 3000 مترجم فوري وأفراد عائلاتهم في المملكة المتحدة.

### تجارة المخدرات

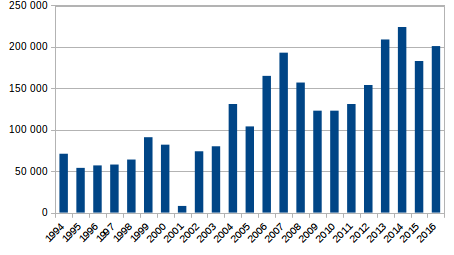
زراعة خشخاش الأفيون في أفغانستان، 1994-2016 (هكتار)

ما بين سنة 1996 و 1999 كانت طالبان تسيطر على 96 ٪ من مزارع الخشخاش في أفغانستان وجعلت الأفيون أكبر مصدر دخل لها. فأصبحت الضرائب على صادرات الأفيون إحدى الدعائم الأساسية لدخل طالبان. وبحسب رشيد فإن «أموال المخدرات مولت أسلحة وذخائر ووقود للحرب». وفي صحيفة نيويورك تايمز أعلن وزير المالية في الجبهة المتحدة وحيد الله سبعون أن طالبان ليس لديها ميزانية سنوية لكنهم «يبدو أنهم ينفقون 300 مليون دولار سنويًا، معظمها تقريبًا على الحرب». وأضاف أن طالبان أصبحت تعتمد بشكل مضطرد على ثلاثة مصادر للمال:«الخشخاش والباكستانيون وبن لادن».
وفي سنة 2000 استحوذت أفغانستان على نحو 75 ٪ من إمدادات الأفيون في العالم، وأنتجت ما يقدر بـ 3276 طنًا من 82,171 هكتار (203,050 أكر). حتى حظر الملا عمر زراعة الأفيون وانخفض إنتاجه إلى 74 طنًا متريًا من 1,685 هكتار (4,160 أكر). يقول بعض المراقبين إن الحظر - الذي جاء في محاولة للحصول على اعتراف دولي في الأمم المتحدة - صدر فقط لرفع أسعار الأفيون وزيادة الأرباح من بيع المخزونات الكبيرة الموجودة. وقد حقق في سنة 1999 محصولًا قياسيًا وتبعه محصول أقل ولكن لا يزال كبيرًا في 2000. استمر الاتجار بالمخزونات المتراكمة في 2000 و 2001. وفي سنة 2002 ذكرت الأمم المتحدة «وجود مخزونات كبيرة من المواد الأفيونية المتراكمة خلال السنوات السابقة من المحاصيل الوفيرة». ويُزعم أن طالبان سمحت للفلاحين الأفغان بزراعة الأفيون مرة أخرى في سبتمبر 2001، أي قبل هجمات 11 سبتمبر.
وبعد غزو الولايات المتحدة لأفغانستان زاد إنتاج الأفيون بشكل ملحوظ. وفي سنة 2005 كانت أفغانستان تنتج 90٪ من أفيون العالم، والذي تم تحويل معظمه إلى هيروين وبيعه في أوروبا وروسيا. وذكرت هيئة الإذاعة البريطانية في 2009 «أن نتائج الأمم المتحدة تقول إن قيمة سوق أفيون 65 مليار دولار (39 مليار جنيه إسترليني) تمول الإرهاب العالمي، وتغطي طلبات 15 مليون مدمن، وتقتل 100 ألف شخص كل عام».
صرح مسئولو الولايات المتحدة أن الفوز في الحرب على المخدرات في أفغانستان جزء لا يتجزأ من الانتصار في الحرب على الإرهاب في أفغانستان، وطلبوا المساعدة الدولية في جهود القضاء على المخدرات.
وفقًا لتقرير صدر في 2018 عن المفتش العام لإعادة إعمار أفغانستان (SIGAR): فإن الولايات المتحدة أنفقت 8.6 مليار دولار منذ 2002 لوقف تجارة المخدرات في أفغانستان وحرمان طالبان من مصدر دخل. قدر تقرير SIGAR الصادر في مايو 2021 أن طالبان تكسب 60٪ من عائداتها السنوية من تلك التجارة، في حين قدر مسؤولو الأمم المتحدة أن طالبان كسبت أكثر من 400 مليون دولار من التجارة بين 2018 و 2019، لكن هناك خبراء آخرين اختلفوا في الرقم، وقدّروا بأن طالبان لم تكن تربح أكثر من 40 مليون دولار سنويًا من تجارة المخدرات.

### التعليم العام
في سنة 2013 التحق 8.2 مليون أفغاني بالمدارس، بزيادة عن 1.2 مليون في 2001. ارتفع معدل معرفة القراءة والكتابة إلى 43٪ بعدما كان 8٪ في 2001.
يلتزم جميع الأطفال الأفغان قانونًا بإكمال الفصل التاسع. وفي 2017 أفادت هيومن رايتس ووتش أن الحكومة الأفغانية لم تكن قادرة على توفير نظام لضمان حصول جميع الأطفال على هذا المستوى من التعليم. ويغيب عن حضور المدرسة العديد من الأطفال. وفي 2018 أفادت اليونيسف أن 3.7 مليون طفل تتراوح أعمارهم بين 7 و 17 عامًا، أو 44% لا يذهبون إلى المدرسة.
وقد تعاونت الحكومة الأفغانية مع قوات طالبان منذ 2017 لتوفير الخدمات التعليمية: في منطقة خوكياني منح مقاتلي طالبان المحليين الحكومة «سيطرة اسمية» مقابل دفع رواتب المعلمين الذين عينتهم طالبان في المدارس المحلية.

#### تعليم البنات

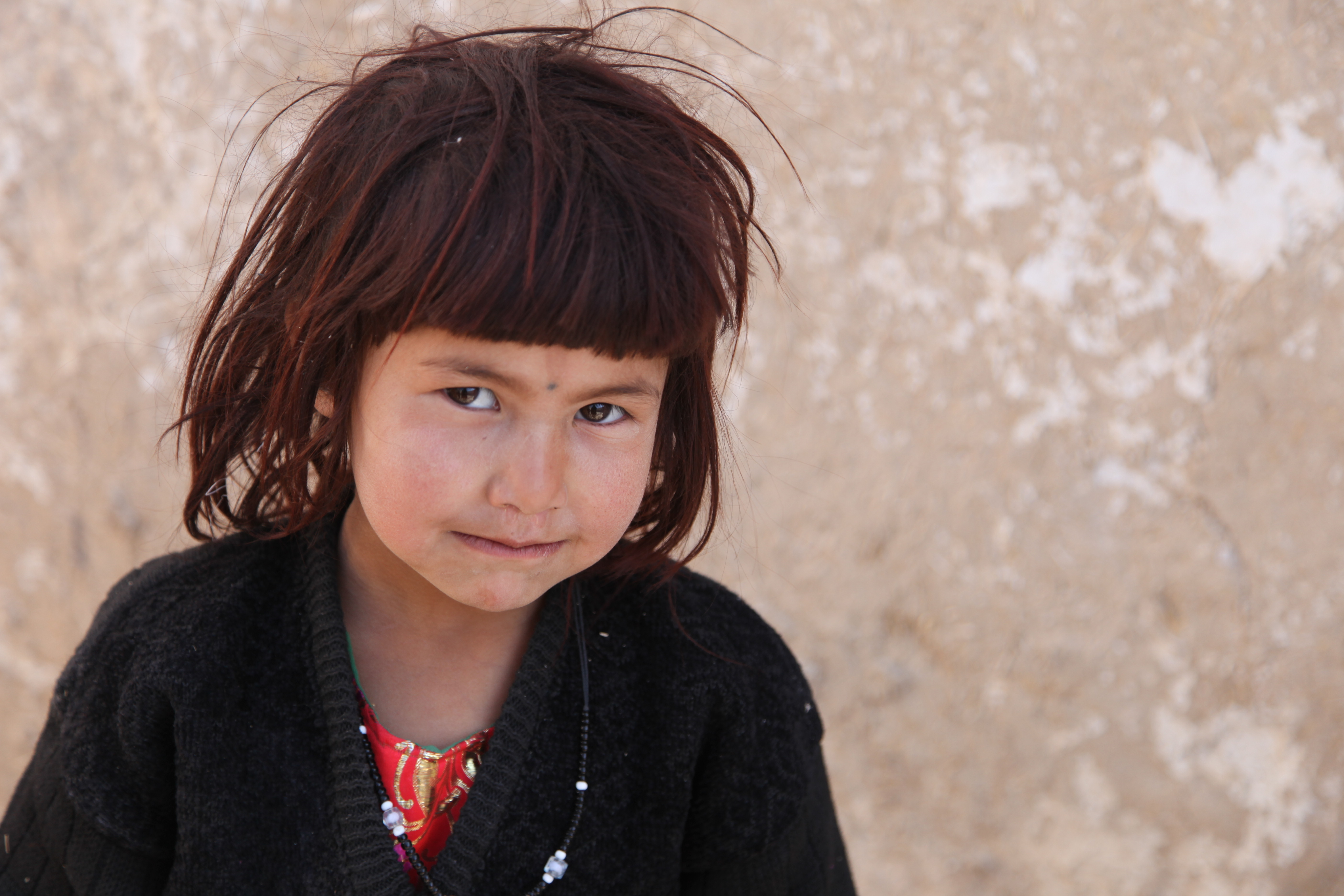
فتاة أفغانية صغيرة من قلات غلجي التقطت الصورة قبل أن تتلقى اللوازم المدرسية سنة 2011

بدءًا من 2013 التحقت 3.2 مليون فتاة بالمدارس، بزيادة حوالي 50,000 في 2001. فذهب 39٪ من الفتيات إلى المدرسة في 2017 مقارنة بـ 6٪ في 2003. وفي سنة 2021 كان ثلث طلبة الجامعات من النساء و 27٪ من أعضاء البرلمان من النساء.
بينما عارضت حركة طالبان عادة تعليم الفتيات في 2017 إلا أنها سمحت للفتيات في منطقة خوكياني بتلقي التعليم من أجل تحسين مكانتهن بين السكان المحليين.
وفي سنة 2018 أفادت اليونيسف أن 60% من الفتيات لا يذهبن إلى المدرسة. وفي بعض المقاطعات مثل قندهار وهلمند ووردك وباكتيكا وزابول وأوروزغان لم تذهب 85% من الفتيات إلى المدرسة.

## جرائم الحرب
ارتكبت جرائم حرب (انتهاك خطير لقوانين وأعراف الحرب أدت إلى نشوء المسؤولية الجنائية الفردية) من كلا الجانبين، وتضمنت مذابح للمدنيين وتفجير أهداف مدنية والإرهاب واستخدام التعذيب وقتل أسرى الحرب. وشملت الجرائم الأخرى الشائعة السرقة والحرق المتعمد وتدمير الممتلكات دون ضرورة عسكرية.

### طالبان
وصفت اللجنة الأفغانية المستقلة لحقوق الإنسان (AIGRC) إرهاب طالبان ضد السكان المدنيين الأفغان بأنه جريمة حرب. وبحسب منظمة العفو الدولية فإن حركة طالبان رتكبت جرائم حرب باستهداف المدنيين، ومنها قتل المعلمين وخطف عمال الإغاثة وحرق المباني المدرسية. وقالت منظمة العفو الدولية إن ما يصل إلى 756 مدنياً قُتلوا في 2006 بالقنابل، معظمهم على الطرق أو نفذها مهاجمون انتحاريون تابعون لطالبان.
زعم الناتو أن طالبان استخدمت المدنيين دروعًا بشرية. ومثال على ذلك أشار الناتو إلى ضحايا الضربات الجوية لحلف شمال الأطلسي في ولاية فراه في مايو 2009، والتي زعمت الحكومة الأفغانية خلالها مقتل ما يصل إلى 150 مدنياً. صرح الناتو أن لديه أدلة على أن طالبان أجبرت المدنيين على دخول المباني التي من المحتمل أن تكون مستهدفة من طائرات الناتو المشاركة في المعركة. وقال متحدث باسم قائد إيساف: «كانت هذه خطة متعمدة من قبل طالبان لإحداث أزمة في صفوف المدنيين. لم تكن هذه دروعًا بشرية بل كانت تضحيات بشرية. ولدينا معلومات استخبارية تشير إلى ذلك». وطبقاً لوزارة الخارجية الأمريكية، فإن حركة طالبان ارتكبت انتهاكات لحقوق الإنسان ضد النساء في أفغانستان.
في 7 أغسطس 2010 قتل مسلحون من طالبان عمال الإغاثة الطبية في أفغانستان. بعد العودة من رحلة سيرًا على الأقدام لتقديم المساعدة الطبية والرعاية ، تم اقتحام المجموعة المكونة من ستة أمريكيين وبريطاني وألماني وأربعة أفغان وإطلاق النار عليهم من قبل مسلحين في غابة قريبة في جبال هندو كوش. وكان هذا الهجوم أكبر مذبحة بحق عمال الإغاثة في أفغانستان وأعلنت حركة طالبان مسؤوليتها عن الهجوم. زعمت حركة طالبان أن مجموعة المساعدة المسيحية التي كانت نشطة في أفغانستان كانت مسؤولة عن التجسس، وأنهم لم يقدموا أي مساعدة فعلية. ويشكل هذا الهجوم على عمال الإغاثة إحدى جرائم الحرب العديدة التي ارتكبتها حركة طالبان.
في 2011 ذكرت صحيفة نيويورك تايمز أن طالبان كانت مسؤولة عن 3⁄4 الوفيات المدنية في الحرب في أفغانستان. وفي سنة 2013 ذكرت الأمم المتحدة أن طالبان كانت تزرع القنابل على طول طرق العبور. وفي 2015 أفادت منظمة العفو الدولية أن طالبان ارتكبت عمليات قتل جماعي واغتصاب جماعي للمدنيين الأفغان في قندز. قتل مقاتلو طالبان واغتصبوا قريبات لقادة الشرطة والجنود وكذلك القابلات.
في 25 يوليو 2019 وقعت ثلاثة انفجارات في العاصمة كابل أسفرت عن مقتل خمسة عشر شخصًا على الأقل وإصابة العشرات. استهدف الهجوم حافلة تقل مسؤولين حكوميين من وزارة المناجم والبترول. خلفت الهجمات خمس قتلى من النساء والأطفال. وبعد دقائق ، فجر انتحاري نفسه في مكان قريب مما أسفر عن مقتل سبعة آخرين. وأعلن متحدث باسم طالبان المسؤولية عن الهجمات.
في 12 يوليو 2021 أعدم مقاتلو طالبان 22 كوماندوس أفغاني غير مسلح بعد استسلام الكوماندوز بسبب نفاد الذخيرة. كان أحد أفراد الكوماندوز نجل لواء أفغاني متقاعد.

### التحالف الشمالي
في ديسمبرل 2001 وقعت مذبحة دشت ليلي حيث أطلق النار على ما بين 250 إلى 3000 من مقاتلي طالبان الذين استسلموا وكذلك الذين اختنقوا حتى الموت في حاويات شاحنات معدنية أثناء نقلهم من قبل قوات التحالف الشمالي. تشير التقارير إلى وجود قوات برية أمريكية في مكان الحادث. حقق الفيلم الوثائقي الأيرلندي «مذبحة أفغانستان: قافلة الموت» في هذه المزاعم وادعى أن محققي الأمم المتحدة عثروا على مقابر جماعية لآلاف الضحايا وأن الولايات المتحدة منعت التحقيقات في الحادث.

### الناتو والحلفاء

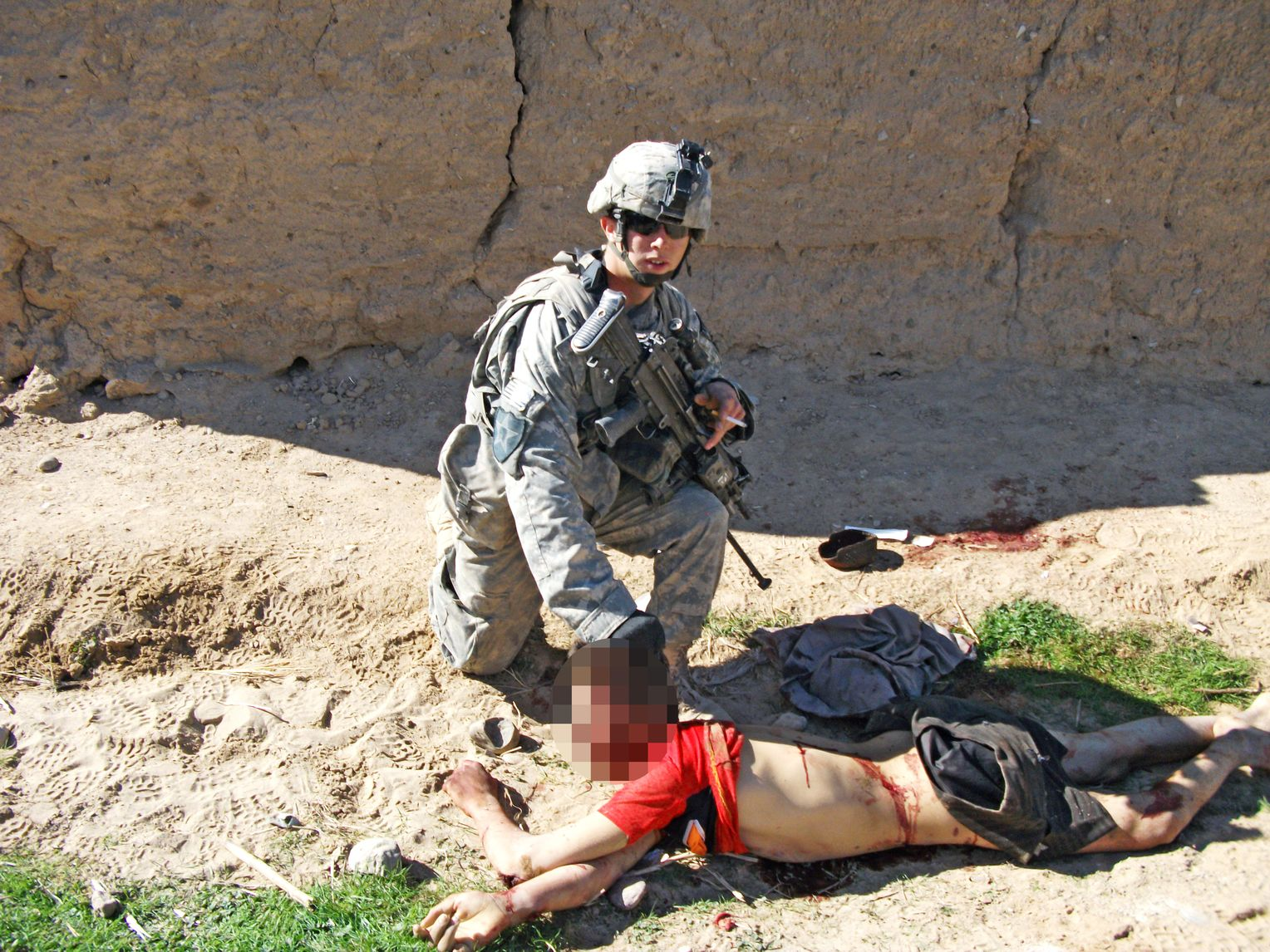
قُتل مزارع أفغاني في 15 يناير 2010 على يد مجموعة من جنود الجيش الأمريكي تُدعى فريق القتل

في سنة 2002 تعرض اثنان من السجناء المدنيين الأفغان غير المسلحين للتعذيب والقتل على أيدي أفراد القوات المسلحة الأمريكية في منشأة بغرام للاعتقال. حيث تم تقييد السجينان حبيب الله [الإنجليزية] وديلاوار بسلاسل بالسقف وضربهما، مما أدى إلى وفاتهما. حكم المحققون العسكريون بأن وفاة السجينين هي جريمة قتل. كشفت عمليات التشريح عن عطب شديد في ساقي السجينين، ووصف العطب بأنها أشبه بدهس حافلة. تم توجيه التهم لخمسة عشر جنديًا.
وفي 21 يونيو 2003 قتل عبد الوالي [الإنجليزية] وهو سجين أفغاني في قاعدة أمريكية على بعد 16 كـم (10 ميل) جنوب أسد أباد بولاية كنر على يد ديفيد باسارو متعاقد مع وكالة المخابرات المركزية وجندي سابق في قوات الصاعقة البرية الأمريكية. أُدين باسارو بارتكاب جريمة اعتداء بسلاح خطير وثلاث تهم جنحة اعتداء. وحُكم عليه في 10 أغسطس 2009 بالسجن 8 سنوات و 4 أشهر.
وفي صيف 2010 اتهمت قوات إيساف خمسة جنود من جيش الولايات المتحدة بقتل ثلاثة مدنيين أفغان في ولاية قندهار وجمع أشلاء جثثهم غنائم بينهم، فيما أصبح يعرف باسم جرائم القتل في منطقة مايواند. بالإضافة إلى توجيه اتهام إلى سبعة جنود بارتكاب جرائم مثل تعاطي الحشيش وإعاقة التحقيق ومهاجمة المبلغ عن المخالفات العريف جاستن ستونر. تمت إدانة أحد عشر من الجنود الإثني عشر بتهم مختلفة.
وأدين رقيب في البحرية الملكية البريطانية يُعرف باسم الرقيب ألكسندر بلاكمان [الإنجليزية] من تونتون سومرست، في محكمة عسكرية في ويلتشاير بقتل مقاتل أفغاني أعزل، وبحسب ما ورد في ولاية هلمند في سبتمبر 2011. وفي 2013 تلقى حكما بالسجن مدى الحياة من المحكمة العسكرية في ويلتشاير، وتم فصله من مشاة البحرية الملكية. وفي 2017 خفف الحكم إلى سبع سنوات مع إطلاق سراح بلاكمان فعليًا بسبب المدة التي قضاها.
في 11 مارس 2012 وقعت مجزرة قندهار عندما قُتل ستة عشر مدنياً وجُرح ستة في منطقة بنجواي في ولاية قندهار. وكان تسعة من الضحايا من الأطفال وأحد عشر من القتلى من نفس العائلة. تم القبض على الرقيب في جيش الولايات المتحدة روبرت باليز ووجهت إليه ستة عشر تهمة القتل العمد مع سبق الإصرار. اعترف باليس بأنه مذنب في ستة عشر تهمة بالقتل العمد كجزء من صفقة الإقرار بالذنب لتجنب عقوبة الإعدام، وحُكم عليه لاحقًا بالسجن المؤبد دون عفو مشروط وبإخلاء سبيله من جيش الولايات المتحدة.
في نوفمبر 2014 اتهمت منظمة العفو الدولية وزارة الدفاع الأمريكية (البنتاغون) بالتستر على الأدلة المتعلقة بجرائم الحرب والتعذيب والقتل غير المشروع في أفغانستان.
في 3 أكتوبر 2015 أصابت غارة جوية للقوات الجوية الأمريكية مستشفى في قندوز يديره أطباء بلا حدود أثناء معركة قندوز. قُتل 42 شخصًا وأصيب أكثر من 30 في تلك الغارة. وقال زيد رعد الحسين مفوض الأمم المتحدة السامي لحقوق الإنسان إن الغارة الجوية ربما كانت جريمة حرب. وبعد 11 يومًا من الغارة الجوية دخلت دبابة أمريكية مجمع المستشفى. قال مسؤولو منظمة أطباء بلا حدود:«أدى دخولهم القسري والمفاجئ إلى تدمير الممتلكات وتدمير الأدلة المحتملة وتسبب في توتر وخوف فريق أطباء بلا حدود». خلص تحقيق أجرته القيادة المركزية الأمريكية إلى أن أفراد معينين لم يلتزموا بالقواعد الاشتباك وقانون النزاعات المسلحة. ومع ذلك خلص التحقيق إلى أن الغارة الجوية لم تكن جريمة حرب، مشيرًا إلى أن تسمية «جرائم الحرب» تقتصر عادةً على الأفعال المتعمدة - التي تستهدف المدنيين عمداً أو استهداف الأماكن المحمية عمداً (مثل المستشفيات). وجد التحقيق أن الحادث نتج عن مزيج من الأخطاء البشرية وأعطال المعدات، وأن لا أحد من الموظفين كان يعلم أنهم قصفوا منشأة طبية.
وفي سبتمبر 2018 هددت الولايات المتحدة بالقبض على قضاة المحكمة الجنائية الدولية ومسؤولين آخرين وفرض عقوبات عليهم إذا اتهموا أي جندي أمريكي خدم في أفغانستان بارتكاب جرائم حرب. كما صرحت الولايات المتحدة بأنها لن تتعاون مع المحكمة الجنائية الدولية إذا أجرت تحقيقًا في مزاعم ارتكاب الولايات المتحدة جرائم حرب في أفغانستان. وفي 12 أبريل 2019 قررت لجنة من قضاة المحكمة الجنائية الدولية عدم فتح تحقيق بشأن أفغانستان. وقدمت المدعية العامة للمحكمة فاتو بنسودة تقريرًا أثبت أساسًا معقولًا لارتكاب الجرائم، لكنهم قرروا عدم الاستمرار لأن الولايات المتحدة وأطراف أخرى لن تتعاون معهم. وفي مارس 2020 دعا كبار القضاة في المحكمة الجنائية الدولية إلى التحقيق في جرائم الحرب التي ارتكبتها القوات الأمريكية والأفغانية وطالبان في أفغانستان، مما ألغى الرفض السابق للتحقيق في دور الولايات المتحدة في ارتكاب جرائم حرب.
قام المخبر الأسترالي ديفيد ماكبرايد بتسريب وثائق سرية لصحفيي ABC سنة 2017، فقام الصحفيون بإنتاج سلسلة تسمى الملفات الأفغانية. غطت الوثائق مجموعة واسعة من الموضوعات، ومنها حالات متعددة من القتل غير المشروع لمدنيين عزل. رداً على ذلك التسريب، داهمت الشرطة الاتحادية الأسترالية مكاتب الهيئة في يونيو 2019. وأصدر المفتش العام لقوات الدفاع الأسترالية علنًا نسخة منقحة من التحقيق في أفغانستان المعروف باسم تقرير بريريتون في نوفمبر 2020، يوضح بالتفصيل سوء سلوك القوات الأسترالية في أفغانستان، في الغالب كتيبة SAS. ووجدت أدلة على 39 عملية قتل غير مشروع تمت بيد القوات الأسترالية، ومنها قتل غير مقاتلين وإعدام سجناء، مما أدى إلى حل فصيل من القوات الخاصة وإجراء تحقيق للشرطة.

#### استخدام الفسفور الأبيض
أدانت منظمات حقوق الإنسان الفسفور الأبيض ووصفته بأنه قاسي ولا إنساني لأنه يسبب حروقًا شديدة. تأكدت آثار احتراق الفسفور الأبيض على جثث المدنيين الجرحى في اشتباكات قرب بغرام. تزعم الولايات المتحدة ما لا يقل عن 44 حالة استخدم فيها مسلحون الفوسفور الأبيض في أسلحة أو هجمات. وأكدت في مايو 2009 أن القوات العسكرية الغربية في أفغانستان تستخدم الفسفور الأبيض لإضاءة الأهداف أو كمحرقة لتدمير المخابئ ومعدات العدو. استخدمت القوات الأمريكية الفسفور الأبيض لفحص الانسحاب في معركة غانجال عندما لم تكن ذخائر الدخان العادية متوفرة.

## تكلفة الحرب
كانت تكلفة الحرب عاملاً رئيسياً لحث المسؤولين الأمريكيين في سحب القوات سنة 2011. وبلغ متوسط التكلفة التقديرية لنشر جندي أمريكي واحد فقط في أفغانستان أكثر من مليون دولار أمريكي سنويًا.
في مارس 2019 قدرت وزارة الدفاع الأمريكية الالتزامات المالية البالغة 737.592 مليار دولار التي انفقتها خلال السنوات المالية 2001 إلى 2018 في أفغانستان، أنها كلفت كل دافع ضرائب 3714 دولارًا. ومع ذلك توصلت أبحاث جامعة براون إلى رقم أعلى من 975 مليار دولار للسنة المالية 2001 إلى 2019.
وفي السنة المالية 2019 طلبت وزارة الدفاع الأمريكية حوالي 46.3 مليار دولار لعملية حارس الحرية (الرمز الأمريكي للحرب في أفغانستان) والبعثات المرتبطة بها.
وفقًا لكتاب Investment in Blood لفرانك ليدويدج، وصلت ملخصات مساهمة المملكة المتحدة في الحرب في أفغانستان إلى 37 مليار جنيه إسترليني (56.46 مليار دولار).

### تكاليف طويلة الأجل
في مارس 2013 قدرت ليندا بيلمز كبيرة محاضري السياسة العامة في كلية هارفارد كينيدي، أن إجمالي تكاليف الحرب الأمريكية في أفغانستان والعراق يتراوح بين 4 إلى 6 تريليونات دولار أمريكي. تم احتساب الحربين تكلفة واحدة نظرًا لوقوعهما في وقت واحد واستخدام العديد من نفس القوات الأمريكية. بشكل جماعي، من المتوقع أن تصبح حروب العراق وأفغانستان أغلى الحروب في تاريخ الولايات المتحدة.
وتشمل تلك التكلفة مصاريف طبية طويلة الأجل وتكاليف الإعاقة لأفراد الخدمة، وتجديد الجيش والتكاليف الاجتماعية والاقتصادية. كان من المتوقع أن تستمر تكاليف الفوائد للمحاربين القدامى في الزيادة على مدى السنوات الأربعين التالية. يرجع جزء كبير من التكلفة الإجماالية المتوقعة إلى التأثير على الميزانية بسبب الحرب التي تكاد تمول بالكامل عن طريق الاقتراض، وتكاليف الفائدة الإضافية الناتجة - من أصل 9 تريليونات دولار من ديون الولايات المتحدة المستحقة منذ 2001، كان حوالي 2 تريليون دولار أمريكي اقترضت لتمويل حربي أفغانستان والعراق.
واعتبارًا من 2021 قدرت جامعة براون أن الحرب في أفغانستان كلفت بالفعل 2.261 تريليون دولار، منها 530 مليار دولار تم إنفاقها على مدفوعات الفوائد و 296 مليار دولار على رعاية المحاربين القدامى.
| الاعتمادات والإنفاق المقدرة للكونغرس بالمليارات، عدا مدفوعات الفوائد المستقبلية وتكاليف رعاية المحاربين القدامى المستقبلية (معطاة بالمليار الأقرب) | الاعتمادات والإنفاق المقدرة للكونغرس بالمليارات، عدا مدفوعات الفوائد المستقبلية وتكاليف رعاية المحاربين القدامى المستقبلية (معطاة بالمليار الأقرب) |
| --- | --- |
| ميزانية وزارة الدفاع لعمليات الطوارئ الخارجية (الحرب)                                                                                              | $933 |
| ميزانية وزارة الخارجية لعمليات الطوارئ الخارجية (الحرب)                                                                                            | $59 |
| الزيادات المرتبطة بالحرب في الميزانية الأساسية لوزارة الدفاع                                                                                       | $443 |
| رعاية المحاربين القدامى للمصابين من حرب أفغانستان                                                                                                  | $296 |
| الفائدة المقدرة على قروض الحرب | $530 |
| الإجمالي، بمليارات الدولارات | $2,261 |

### الانتقادات للتكاليف
في 2011 قامت اللجنة المستقلة المختصة بالتعاقد في زمن الحرب بإبلاغ الكونغرس أنه خلال العقد الماضي خسرت الولايات المتحدة في العراق وأفغانستان ما بين 31 و 60 مليار دولار من الهدر والاحتيال، وأن هذا المبلغ قد يستمر في الزيادة.
وفي صيف 2013 استعدادًا للانسحاب في العام التالي، دمر الجيش الأمريكي أكثر من 77000 طن متري من المعدات والمركبات التي تزيد قيمتها عن 7 مليارات دولار والتي لا يمكن إعادة شحنها إلى الولايات المتحدة. وقد بيع بعضها للأفغان على أنها خردة معدنية. وفي 2013 انتقد المفتش العام الخاص بإعادة إعمار أفغانستان، وهي هيئة رقابة حكومية أمريكية هدر أو إساءة استخدام مئات ملايين الدولارات من المساعدات الأمريكية، ومنها شراء طائرات بقيمة 772 مليون دولار للجيش الأفغاني خاصة وأن الأفغان يفتقرون إلى القدرة على تشغيلها وصيانتها.
في المقابلات التي أجريت مع المفتش العام لبرنامج الدروس المستفادة لإعادة إعمار أفغانستان، قدر أحد الأشخاص الذين تمت مقابلتهم أن 40% من المساعدات الأمريكية لأفغانستان منذ 2001 انتهى بها المطاف في جيوب المسؤولين الفاسدين وأمراء الحرب والمجرمين والمتمردين. وقال ريان كروكر السفير السابق في أفغانستان والعراق للمحققين في مقابلة 2016:«لا يمكنك وضع هذه المبالغ المالية في دولة ومجتمع هشٌ جدا، لأنها تغذي الفساد».
مع تهديد بقاء طالبان في كابل سنة 2021 برر الرئيس بايدن قراره بسحب القوات الأمريكية بالقول:«لقد أنفقنا أكثر من تريليون دولار على مدار 20 عامًا».

## مشاكل الاستقرار
في مقابلة في 2008 أصر قائد القيادة المركزية الأمريكية آنذاك الجنرال ديفيد بتريوس على أن طالبان تزداد قوة. وأشار إلى الزيادة الأخيرة في الهجمات في أفغانستان وباكستان المجاورة. أصر بتريوس على أن المشاكل في أفغانستان هي أكثر تعقيدًا من تلك التي واجهها في العراق خلال جولته وتطلب إزالة الملاذات والمعاقل المنتشرة.
جادل المراقبون بأن المهمة في أفغانستان يعوقها الافتقار إلى الاتفاق على الأهداف ونقص الموارد وقلة التنسيق، والتركيز المفرط على الحكومة المركزية على حساب الحكومات المحلية والإقليمية، والتركيز المفرط على العاصمة بدلا من المناطق.
وفقًا لكارا كورت لعب تغير المناخ دورًا مهمًا في زيادة عدم الاستقرار في أفغانستان وتقوية حركة طالبان. حيث يعتمد أكثر من 60٪ من السكان الأفغان على الزراعة، وتعد أفغانستان سادس دولة معرضة لتغير المناخ في العالم وفقًا لبرنامج الأمم المتحدة للبيئة والوكالة الوطنية لحماية البيئة في أفغانستان. استغلت طالبان الاستياء من تقاعس الحكومة عن الاحتباس الحراري الناجم عن الجفاف والفيضانات لتقوية دعمها وتمكن الأفغان من كسب المال لدعم طالبان أكثر من الزراعة.

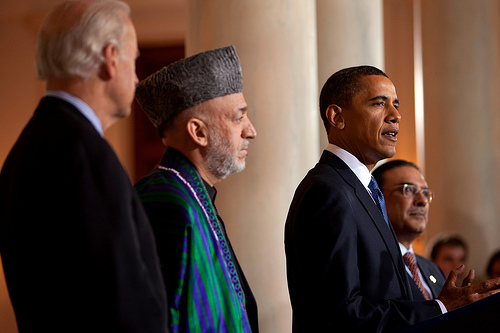
حميد كرزاي وباراك أوباما معا سنة 2009

وفي مؤشر الفساد السنوي لمنظمة الشفافية الدولية تقدمت أفغانستان بثلاثة مراكز في سنة 2009، لتصبح ثاني أكثر دول العالم فسادًا بعد الصومال مباشرة. وفي الشهر نفسه أعربت ملالي جويا العضوة السابقة في البرلمان الأفغاني عن معارضتها لتوسيع الوجود العسكري الأمريكي ومخاوفها بشأن المستقبل.
تلعب باكستان دورًا مركزيًا في الصراع. جاء في تقرير صدر 2010 عن كلية لندن للاقتصاد أن وكالة الاستخبارات الباكستانية لديها سياسة رسمية لدعم طالبان. فيما يتعلق بتسريب وثائق حرب أفغانستان التي نشرتها ويكيليكس، كتبت دير شبيجل: «أن الوثائق تظهر بوضوح أن وكالة الاستخبارات الباكستانية هي أهم شريك لطالبان خارج أفغانستان».
ذكرت صحيفة نيويورك تايمز في مقال نشر 2017 أن الولايات المتحدة خلقت فراغًا سمح لدول أخرى بالتدخل، مثل إيران التي تبذل جهودًا لتوسيع نفوذها في أفغانستان وملء الفراغ. في العقدين الماضيين، قضت الولايات المتحدة على اثنين من أعداء إيران الإقليميين: صدام حسين خلال حرب العراق وكذلك طالبان. السعودية وباكستان هما لاعبان مهيمنان آخران. وذكر المقال أن إيران وطالبان الأعداء السابقين، قد عززا العلاقات بينهما بمساعدة روسية لنزف القوة الأمريكية، وأن إيران وروسيا اللتين شجعهما تحالفهما في الحرب الأهلية السورية، شرعتا في حرب بالوكالة في أفغانستان ضد الولايات المتحدة. وذكر المقال أن حركة طالبان كانت تنوع مصادرها من خلال الدعوة لطلب دعم اقتصادي من دبي والإمارات والبحرين. كما قدمت باكستان دعمًا اقتصاديًا وشجعت زيادة العلاقات بين إيران وطالبان.
تعمل الصين أيضًا على توسيع نفوذها بهدوء. فمنذ 2010 وقعت الصين عقود تعدين مع كابل وتقوم ببناء قاعدة عسكرية في بدخشان لمواجهة الإرهاب الإقليمي (من ETIM). وتبرعت الصين بمليارات الدولارات مساعدات على مر السنين لأفغانستان، التي تلعب دورًا استراتيجيًا في مبادرة الحزام والطريق. وتقول مجلة دبلومات إن الصين لديها القدرة على لعب دور مهم في إحلال السلام والاستقرار في المنطقة.
طبقاً لمسؤولين كبار بالإدارة قال دونالد ترامب خلال اجتماع بالبيت الأبيض في يوليو 2017 إن الولايات المتحدة تخسر الحرب وتفكر في طرد الجنرالات الأمريكيين المسؤولين. قال مقال في شبكة إن بي سي إن ما يميز ترامب خلال ذلك الاجتماع عمن سبقه هو التحقق الصريح لجودة النصيحة التي كان يتلقاها.
في ديسمبر 2019 نشرت صحيفة واشنطن بوست 2000 صفحة من الوثائق الحكومية، معظمها نصوص لمقابلات مع أكثر من 400 شخصية رئيسية معنية بمحاكمة حرب أفغانستان. وفقًا للصحيفة والجارديان أظهرت الوثائق (التي أُطلق عليها اسم أوراق أفغانستان) أن المسؤولين الأمريكيين ضللوا الجمهور الأمريكي بشكل مستمر ومتعمد بشأن الطبيعة غير القابلة للانتصار في الصراع، وقام بعض المعلقين وخبراء السياسة الخارجية في وقت لاحق بإجراء مقارنات مع إصدار أوراق البنتاغون. وحصلت صحيفة The Post على الوثائق من مكتب المفتش العام الخاص بإعادة إعمار أفغانستان، من خلال طلبات بموجب قانون حرية المعلومات الأمريكي بعد معركة قانونية استمرت ثلاث سنوات.

## قوات الأمن الأفغانية

### الجيش الوطني الأفغاني

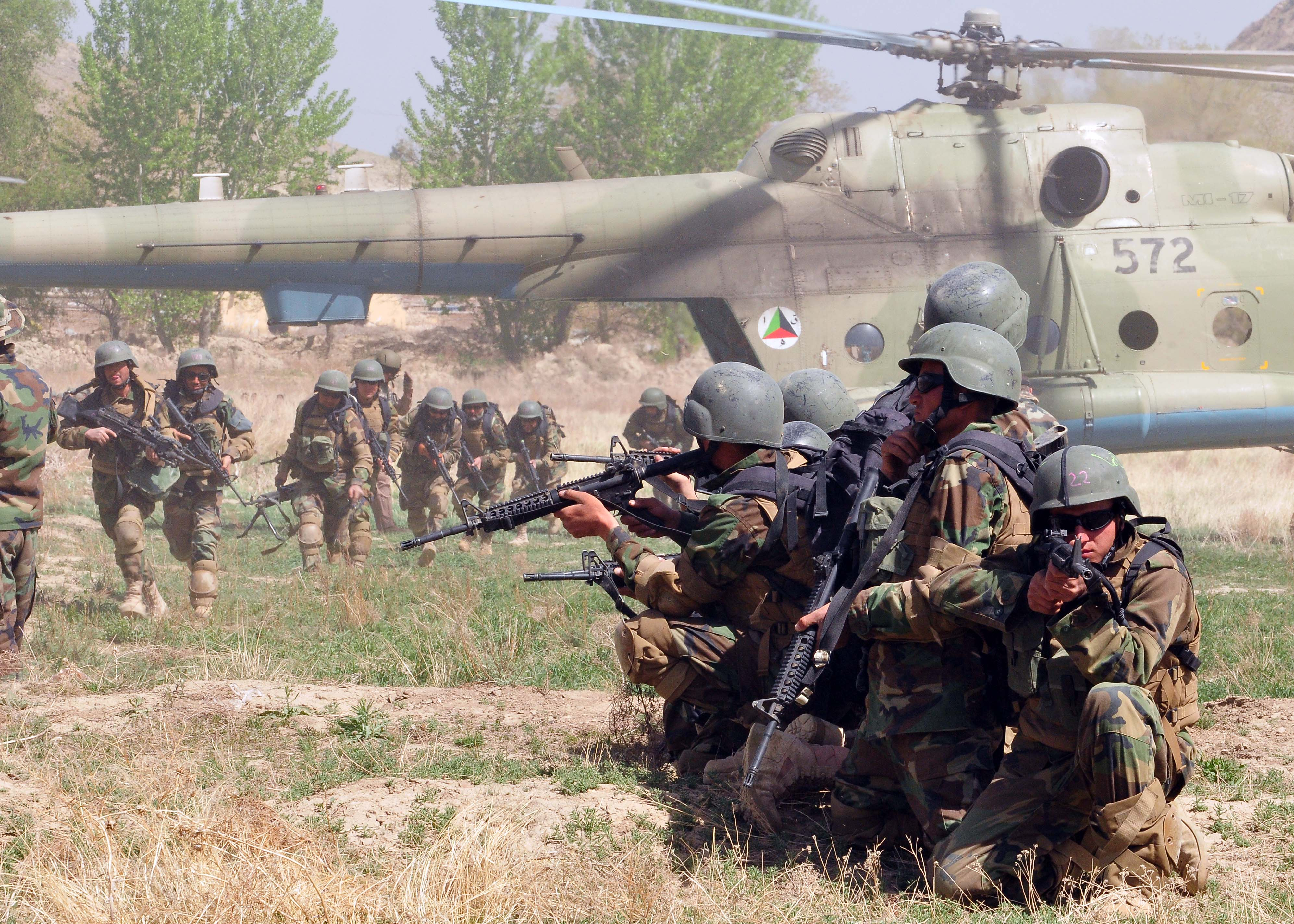
الكوماندوز الأفغان يمارسون تقنيات التسلل، 1 أبريل 2010 في معسكر مورهيد خارج كابل.

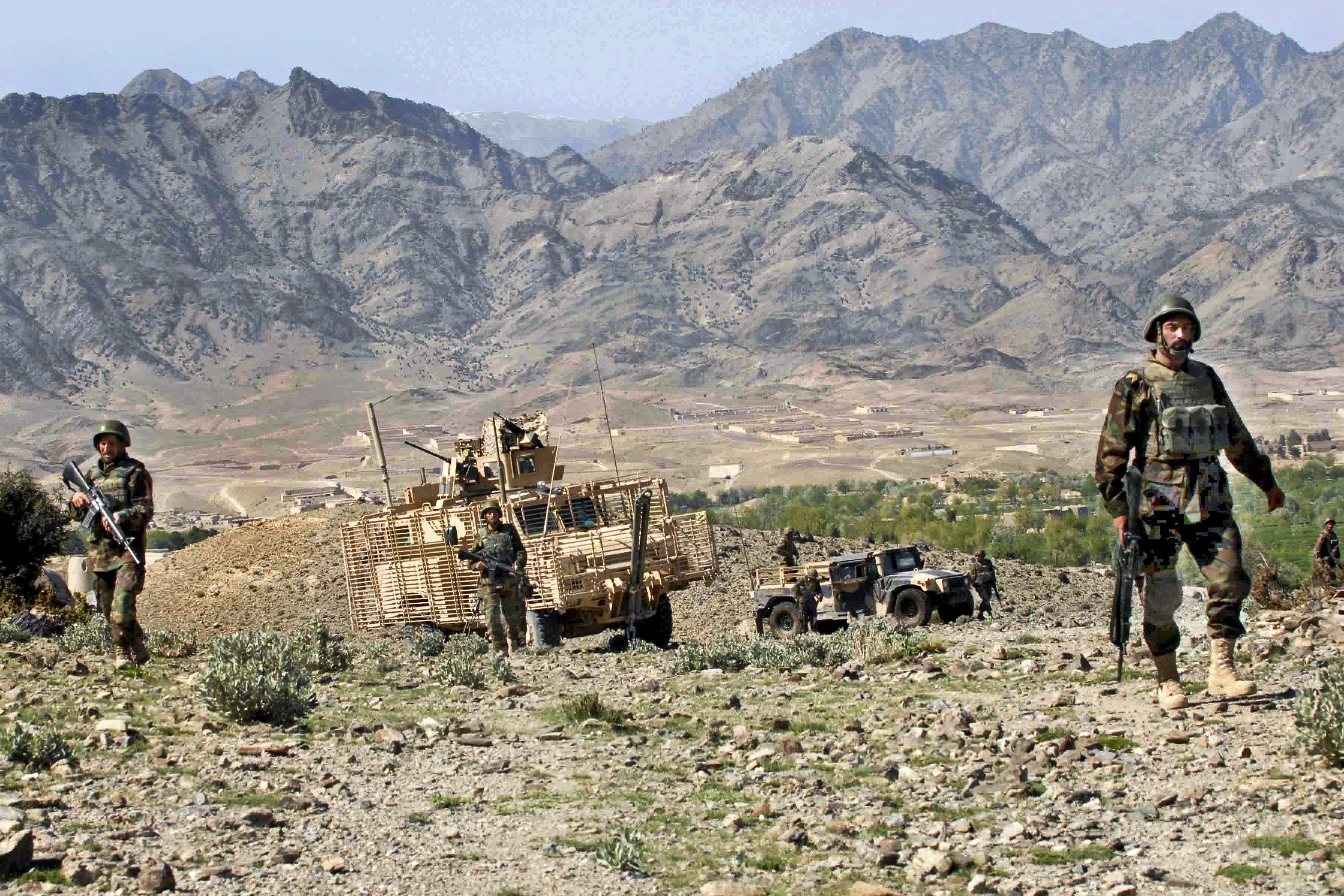
جنود من الجيش الأفغاني يقومون بدورية في قرية في ولاية خوست سنة 2010

دعت السياسة الأمريكية إلى زيادة الجيش الوطني الأفغاني إلى 134 ألف جندي في أكتوبر 2010. وفي مايو 2010 حقق الجيش الأفغاني هذا الهدف المؤقت وكان في طريقه للوصول إلى العدد النهائي البالغ 171 ألفًا خلال 2011. ساهمت تلك الزيادة بقيام الولايات المتحدة باسحب قواتها في يوليو 2011.
وفي 2010 كان للجيش الوطني الأفغاني قدرة قتالية محدودة. حتى أفضل الوحدات الأفغانية كانت تفتقر إلى التدريب والانضباط والتعزيزات الكافية. في إحدى الوحدات الجديدة في مقاطعة بغلان، تم العثور على جنود مختبئين في الخنادق بدلاً من القتال. كان البعض يشتبه في تعاونهم مع طالبان. قال النقيب مايكل بيل الذي كان من ضمن فريق من المرشدين الأمريكيين والهنغاريين المكلفين بتدريب الجنود الأفغان: «ليس لديهم الأساسيات، لذا استلقوا. ركضت لمدة ساعة في محاولة لحملهم على إطلاق النار، وأطلقت النار عليهم. لم أتمكن من حملهم على إطلاق النار من أسلحتهم». بالإضافة إلى أن 9 من كل 10 جنود في الجيش الوطني الأفغاني هم أميين.
ابتلي الجيش الأفغاني بالفساد المستشري وبعدم الكفاءة. وبسبب تلك المشاكل تباطأت بقوة جهود التدريب الأمريكية. أبلغ مدربون أمريكيون عن فقد مركبات وأسلحة ومعدات عسكرية أخرى وسرقة صريحة للوقود. ووجهت تهديدات بالقتل ضد ضباط أمريكيين حاولوا منع الجنود الأفغان من السرقة. غالبًا ما يقطع الجنود الأفغان أسلاك التحكم في العبوات الناسفة بدلاً من تمييزها وانتظار وصول القوات الأمريكية لتفجيرها، مما يسمح لطالبان بالعودة وإعادة توصيلها. كثيرا ما كان المدربون الأمريكيون يبعدون هواتف الجنود الأفغان المحمولة قبل ساعات من المهمة خوفا من تعرض العملية للخطر. غالبًا ما كان المدربون الأمريكيون يقضون وقتًا طويلاً في التحقق من دقة القوائم الأفغانية - أي أنهم ليسوا وهميين من الذين يسرق القادة الأفغان رواتبهم.

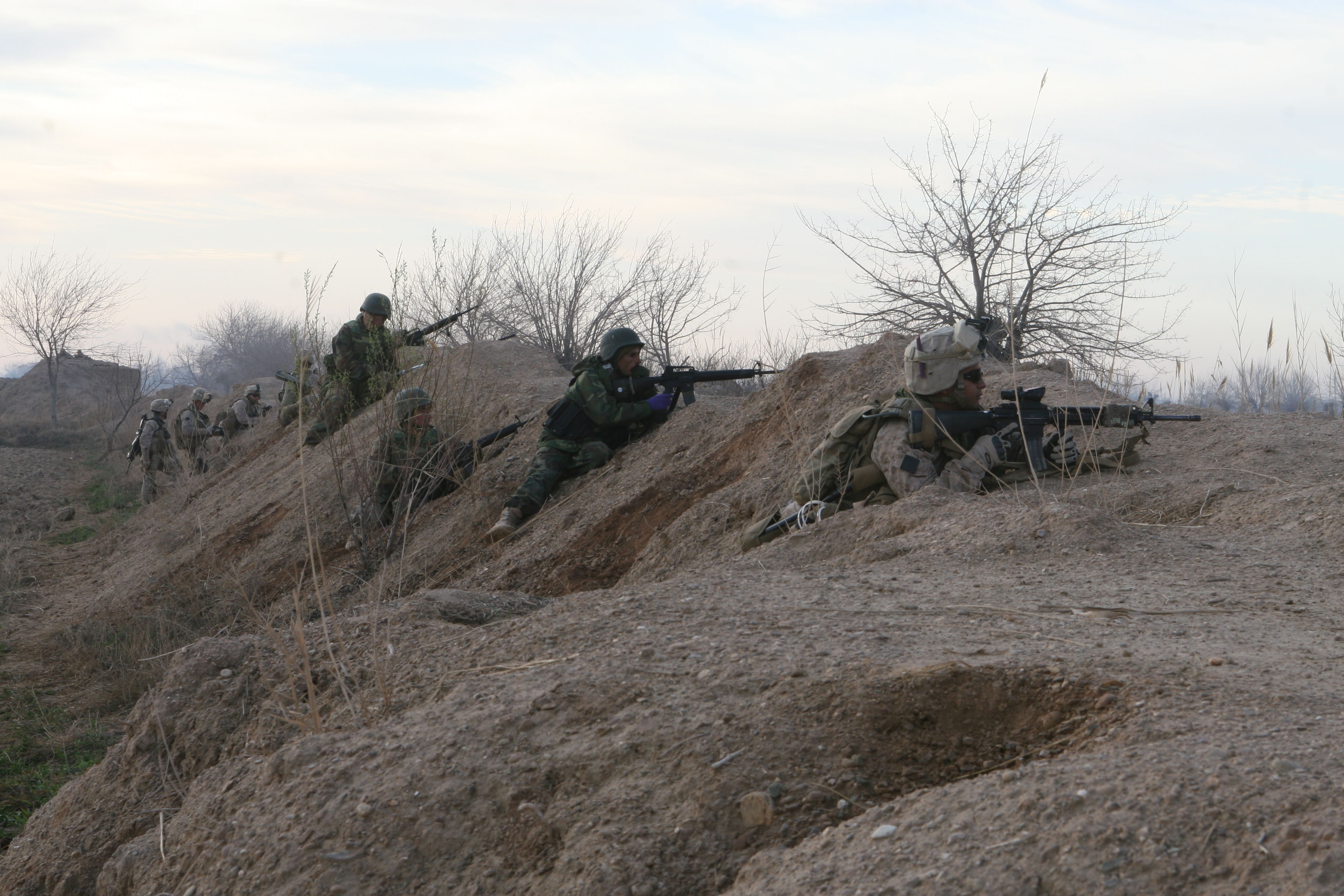
جنود مشاة البحرية الأمريكية وجنود الجيش الوطني الأفغاني يختبئون في مارجا في 13 فبراير 2010 أثناء هجومهم لتأمين المدينة من طالبان.

كان الهروب من الخدمة مشكلة كبيرة. بحيث قام واحد من كل أربعة جنود مقاتلين بترك الجيش الأفغاني خلال فترة خدمة 12 شهرًا التي انتهت في سبتمبر 2009، وفقًا لبيانات وزارة الدفاع الأمريكية والمفتش العام لإعادة الإعمار في أفغانستان.
كتب فيليب مونش من شبكة المحللين الأفغان في بداية سنة 2015:«هناك الأدلة تشير إلى أن العديد من كبار قادة الأمن الوطني الأفغاني يستخدمون مواقعهم للإثراء. وهناك أيضًا ولاءات خارجية قوية من داخل تلك القوات للفصائل التي هي نفسها تتنافس على النفوذ والوصول إلى الموارد. وهذا يعني أن قوات الأمن الوطني قد لا تعمل كما ينبغي رسميًا. وبدلاً من ذلك يبدو أن الاقتصاد السياسي لتلك القوات يمنعها من العمل مثل التنظيمات الحديثة - وهو شرط أساسي لمهمة الدعم الحازم». قال مونش أيضا: «إن الدخل الرسمي وغير الرسمي - من خلال المناصب الحكومية- يسعى إلى الريع من الدخل دون استثمار مقابل عمل أو رأس المال. ويُقال غالبًا ما يحتفظ المعينون في الجيش الوطني الأفغاني بعمالتهم، بحيث يتم تنظيم شبكات بين الزعماء وعملائهم في الفصائل المتنافسة داخل الجيش الوطني الأفغاني وصولاً إلى المستويات الأدنى. [...] هناك أدلة على أن الضباط والمسؤولين الأفغان لا سيما في المراتب العليا يستولون على حصص كبيرة من تدفقات الموارد الهائلة التي يوجهها المانحون الدوليون إلى الجيش الوطني الأفغاني».

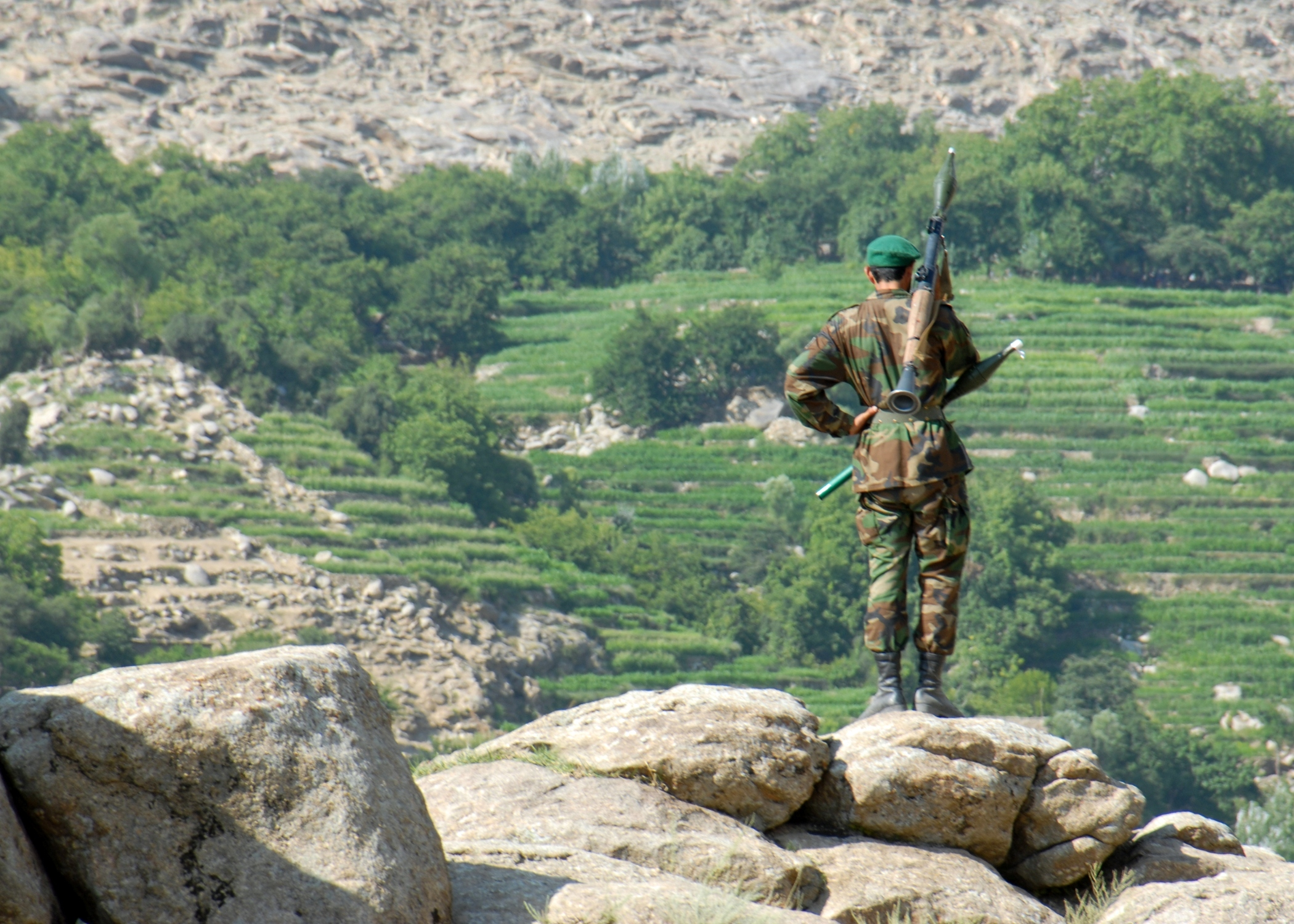
جندي أفغاني يقوم بمسح وادٍ خلال عملية ضد لطالبان

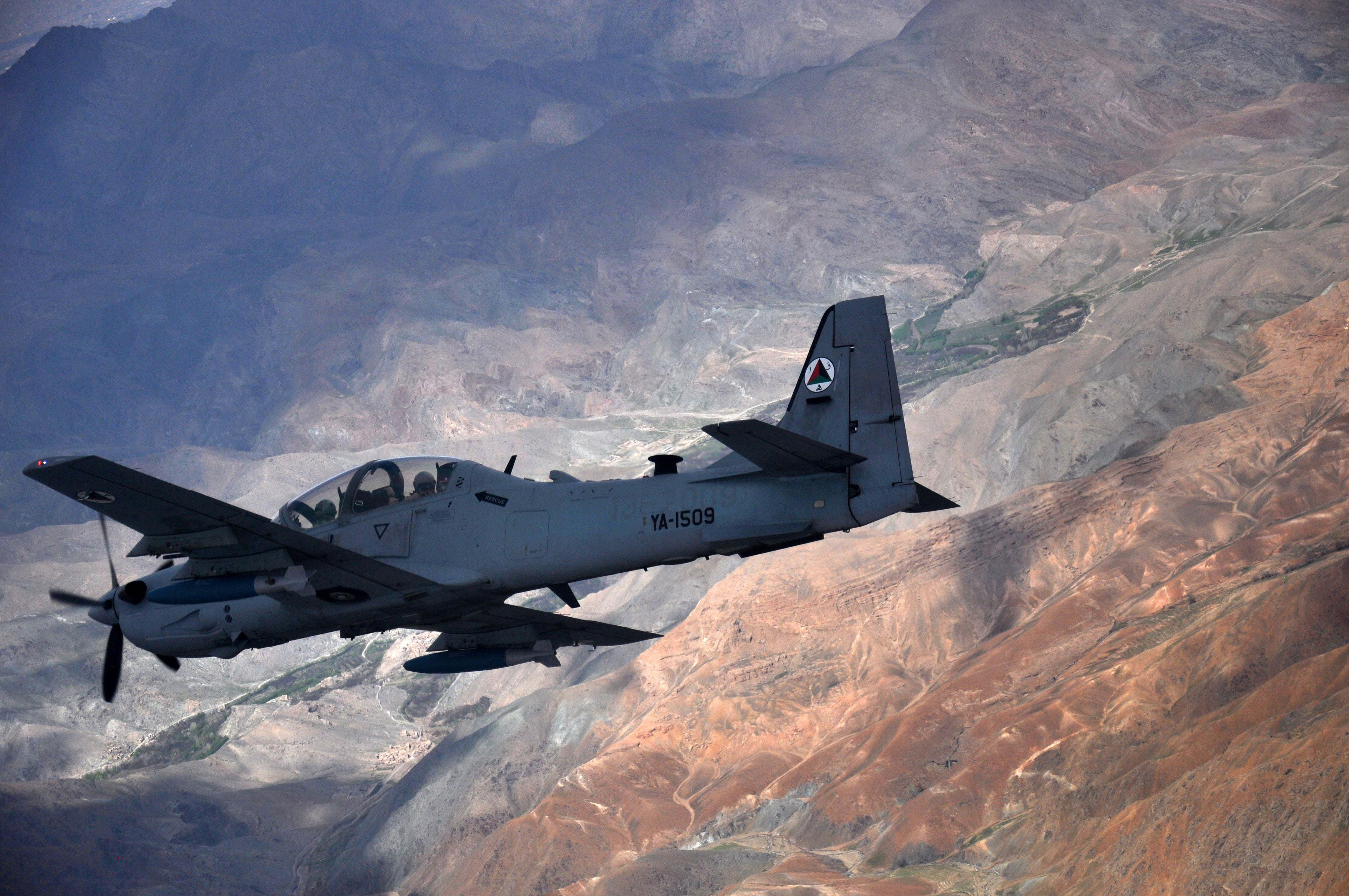
A-29 طائرة من طراز A-29 تابعة لسلاح الجو الأفغاني.

وفقًا للصحافية الأمريكية آني جاكوبسن في كتابها في سنة 2019 عن «التاريخ السري» لعمليات وكالة المخابرات المركزية شبه العسكرية، فإن معظم المقاتلين الأفغان الذين تدربهم الولايات المتحدة يستخدمون الأفيون بشكل اعتيادي، وكان كفاحًا لإيصالهم إلى حالة الوعي. وزعم نفس الكتاب أن اغتصاب مجندين أفغان من قبل جنود أفغان آخرين حدث في منشآت عسكرية تديرها الولايات المتحدة، مما يقوض الاستعداد القتالي. وقالت أن تقرير 2018 للمفتش العام الأمريكي أشار إلى 5753 حالة انتهاكات جسيمة لحقوق الإنسان من قبل القوات الأفغانية، ومنها الاسترقاق الروتيني والاغتصاب من قبل القادة الأفغان للصبية القصر.
وفقًا لتقرير 2017 للمفتش العام الخاص بإعادة إعمار أفغانستان، بين 2010 و 2016 قدمت وزارة الدفاع 5753 طلبًا لفحص قانون ليهي على قوات الأمن الأفغانية. يحظر قانون ليهي تمويل الولايات المتحدة لوحدات الأمن الأجنبية إذا كانت هناك تقارير موثوقة عن انتهاك صارخ لحقوق الإنسان. وبحسب مكتب المفتش العام بين 2010 و 2016، تم الإبلاغ إلى وزارة الدفاع عن 75 ادعاءً بوقوع انتهاكات جسيمة لحقوق الإنسان من قبل قوات الأمن الأفغانية، ومنها القتل و 16 حالة اعتداء جنسي على الأطفال. استمرت حوالي 12 وحدة أفغانية متهمة بارتكاب انتهاكات في تلقي تمويل أمريكي بسبب استثناء في القانون يسمح باستمرار التمويل إذا اعتُبرت الوحدات مهمة لحماية الأمن القومي.
أفاد المفتش العام أن ما يقرب من نصف الجنود الأفغان الذين تم إحضارهم إلى الولايات المتحدة للتدريب يتغيبون دون إجازة مما قد يثبط الاستعداد التشغيلي لوحداتهم في أفغانستان، ويؤثر سلبًا على الروح المعنوية للمتدربين الآخرين والوحدات الموجودة في أفغانستان، مما يشكلون مخاطر أمنية على الولايات المتحدة.

### الشرطة الوطنية الأفغانية
تقدم الشرطة الوطنية الأفغانية الدعم للجيش الأفغاني. ومعظم ضباط الشرطة في أفغانستان أميون. وأن ما يقرب من 17٪ منهم أثبتت تعاطيهم المخدرات غير المشروعة في سنة 2010. ومتهمين على نطاق واسع بطلب الرشوة. وطبقاً لمسؤولي الناتو فإن محاولات تشكيل قوة شرطة أفغانية ذات مصداقية قد تعثرت بصورة سيئة. ويستقيل ربع الضباط كل عام، مما يجعل من الصعب تحقيق أهداف الحكومة الأفغانية المتمثلة في تعزيز قوة الشرطة.

## تكتيكات / إستراتيجية العناصر المناهضة للحكومة
حسب تقرير بعثة الأمم المتحدة لتقديم المساعدة إلى أفغانستان في يوليو 2009 فإن طالبان حولت تكتيكاتها من الهجمات المباشرة على قوات الحكومة إلى أنشطة حرب العصابات، مثل العمليات الانتحارية وزراعة العبوات بالسيارات أو على جوانب الطرق والاغتيالات المستهدفة. صرح السيد مالي خبير أفغانستان في الجامعة الوطنية الأسترالية في 2009 أن العبوات الناسفة أصبحت السلاح المفضل لدى طالبان.
وفي 2008-2009 وفقًا لكريستيان ساينس مونيتور فقد زرعت 16 عبوة ناسفة بدائية الصنع في مدارس البنات في أفغانستان، لكن لا يوجد يقين من فعل ذلك.

### هجمات من الداخل
بدأت طالبان منذ 2011 باستخدام تكتيك الهجمات الداخلية على قوات االإيساف والقوات العسكرية الأفغانية. بحيث يهاجم أفراد طالبان أو المتعاطفون معهم، أو يتظاهرون بانتمائهم إلى الجيش أو قوات الشرطة الأفغانية أو أفراد قوة المساعدة الأمنية الدولية (إيساف)، غالبًا في إطار أمن القواعد العسكرية للقوة ومنشآت الحكومة الأفغانية. وفي 2011 قتل 21 هجوما من الداخل 35 من أفراد التحالف. وفي سنة 2012 أسفر 46 هجوماً من الداخل عن مقتل 63 وإصابة 85 من قوات التحالف، معظمهم من الأمريكيين. استمرت الهجمات لكنها بدأت في التقلص مع قرب انتهاء عمليات الإيساف القتالية في 31 ديسمبر 2014. ومع ذلك في 5 أغسطس 2014 أطلق مسلح يرتدي الزي العسكري الأفغاني النار على عدد من الأفراد العسكريين الدوليين، مما أسفر عن مقتل جنرال أمريكي وإصابة حوالي 15 ضابطًا وجنديًا، ومنهم عميد ألماني و 8 جنود أمريكيين في قاعدة تدريب غرب كابل.

## ردود الفعل

### ردود فعل محلية
في نوفمبر 2001 أفادت سي إن إن أن هناك ارتياح واسع النطاق بين سكان كابل بعد فرار طالبان من المدينة، حيث حلق شبان لحاهم وخلعت النساء البرقع. ولكن في وقت لاحق من ذلك الشهر ذكرت مراسلة بي بي سي في كابل كيت كلارك أن جميع النساء تقريبًا في كابل مازلن يفضلن ارتداء الحجاب.

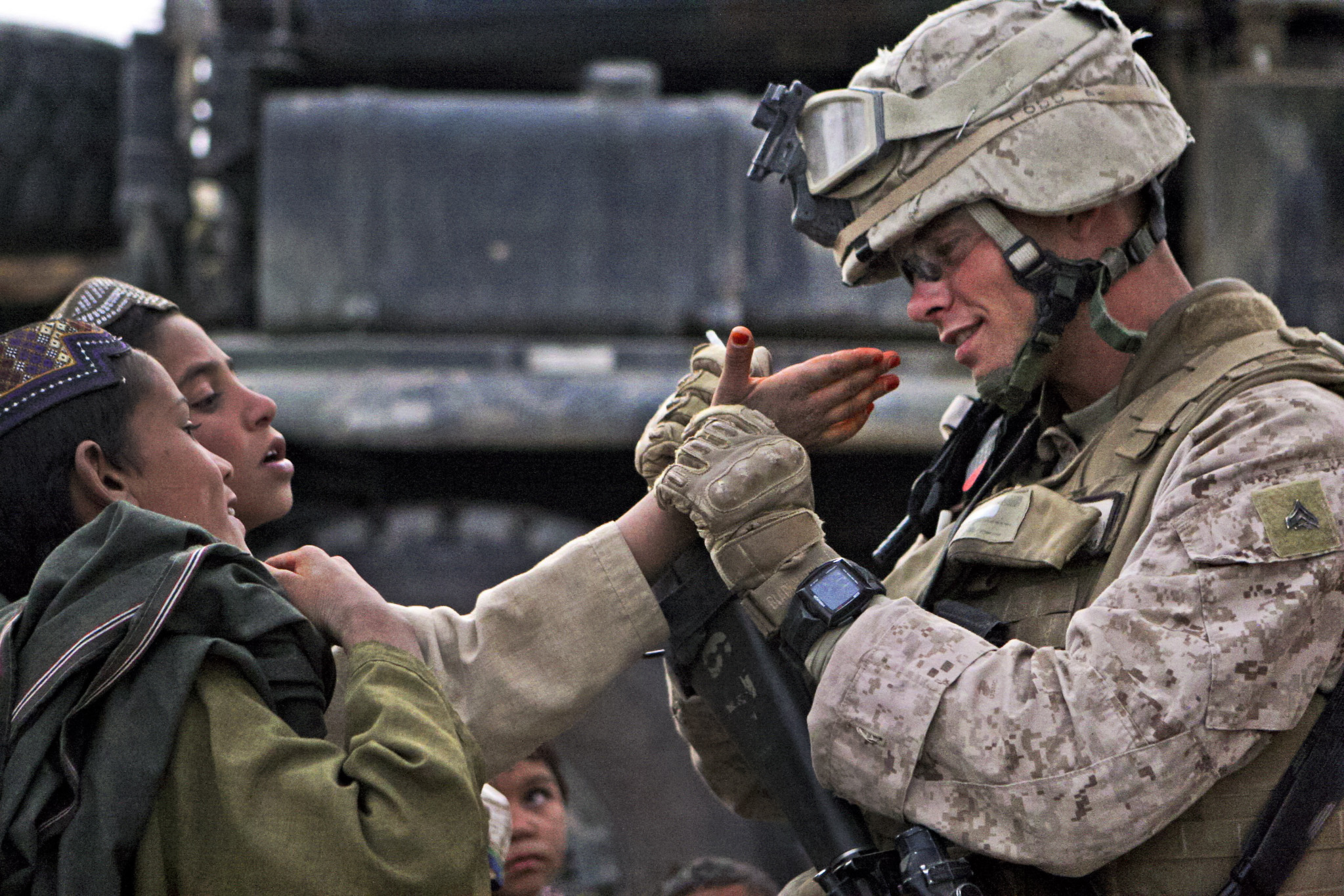
جندي من مشاة البحرية الأمريكية يتفاعل مع أطفال أفغان في ولاية هلمند

وجد استطلاع للرأي أجرته منظمة WPO عام 2006 أن غالبية الأفغان يؤيدون الوجود العسكري الأمريكي، حيث صرح 83٪ من الأفغان من جميع المجموعات العرقية حتى البشتون بأن لديهم وجهة نظر إيجابية تجاه القوات العسكرية الأمريكية في بلادهم. بينما أبدى 17٪ رأيًا سلبيًا. وصرح غالبيتهم أن الإطاحة بطالبان كان شيئًا جيدًا. وإجمالاً فإن 82٪ من الأفغان و 71٪ ممن يعيشون في مناطق الحرب يؤمنون بتلك النظرة المناهضة لطالبان. وأعطى السكان الأفغان الولايات المتحدة الأمريكية أفضل تقييم في العالم. وإن كانت آراء غالبيتهم (خاصة أولئك الموجودين في منطقة الحرب) سلبية تجاه باكستان، حيث ذكر معظم الأفغان بأن الحكومة الباكستانية سمحت لطالبان بالعمل من أراضيها.

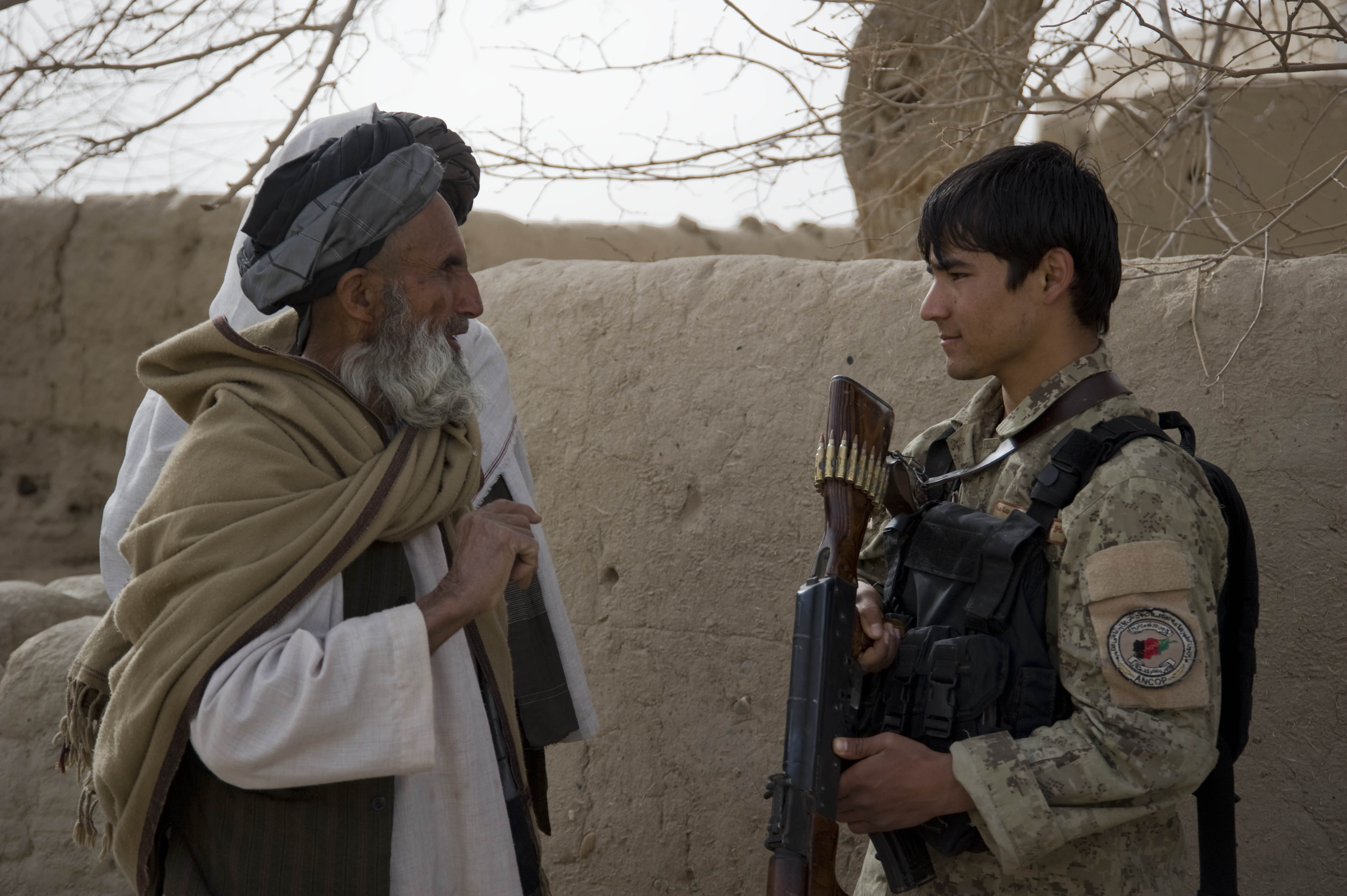
شيخ قروي يتحدث مع شرطي أفغاني في منطقة بنجواي، قندهار ، فبراير 2011.

أظهرت استطلاعات الرأي التي أجريت على الأفغان أن فكرة وجود قواعد عسكرية أمريكية دائمة لم تكن محبذة في 2005.

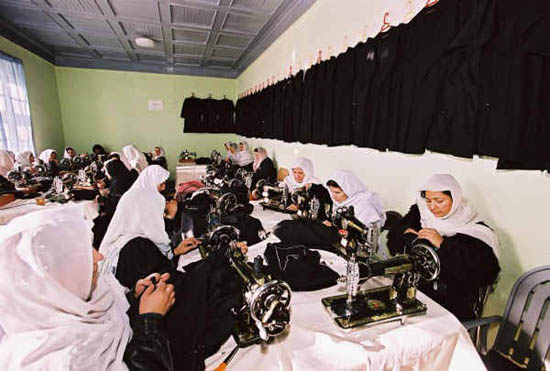
أفغانيات يخيطن الزي المدرسي باستخدام مواد تبرعت بها الشركات الأمريكية، 2003

وفقًا لاستطلاع هيئة الإذاعة البريطانية في مايو 2009 يعتقد 69٪ من الأفغان أنه من الجيد على الأقل أن يأتي الجيش الأمريكي للتخلص من طالبان - وهو انخفاض من 87٪ من الأفغان الذين شملهم الاستطلاع في 2005. يعتقد 24٪ أنه كان في الغالب أو جدًا سيئ - ارتفاعًا من 9٪ في 2005. وأشار الاستطلاع إلى أن 63٪ من الأفغان كانوا على الأقل مؤيدين إلى حد ما للوجود العسكري الأمريكي في البلاد - انخفاضًا من 78٪ في 2005. وأيد 18٪ فقط زيادة الوجود العسكري الأمريكي، في حين أن 44 ٪ فضل تقليله. وعارض 90٪ من الأفغان حركة طالبان، ومنهم 70٪ عارضوها بشدة. بهامش 82٪ -4٪ ، قال الناس إنهم يفضلون الحكومة الحالية على حكم طالبان.
في ديسمبر 2009 دعا العديد من زعماء القبائل الأفغانية والزعماء المحليين في الجنوب والشرق إلى سحب القوات الأمريكية. قال محمد قاسم أحد شيوخ عشائر قندهار:«لا أعتقد أننا سنكون قادرين على حل مشاكلنا بالقوة العسكرية. يمكننا حلها من خلال توفير الوظائف والتنمية وباستخدام القادة المحليين للتفاوض مع طالبان». وقال غلبادشاه مجيدي . «لن يؤدي هذا إلا إلى زيادة المسافة بين الأفغان وحكومتهم».
وفي أواخر يناير 2010 خرج متظاهرون أفغان إلى الشوارع لمدة ثلاثة أيام متتالية وأوقفوا حركة المرور على الطريق السريع الذي يربط بين كابل وقندهار. وكان الأفغان يتظاهرون ردا على مقتل أربعة رجال في غارة لحلف شمال الأطلسي وأفغانستان في قرية غزنة، حيث أصر سكانها بأن القتلى من المدنيين.

### ردود الفعل الدولية

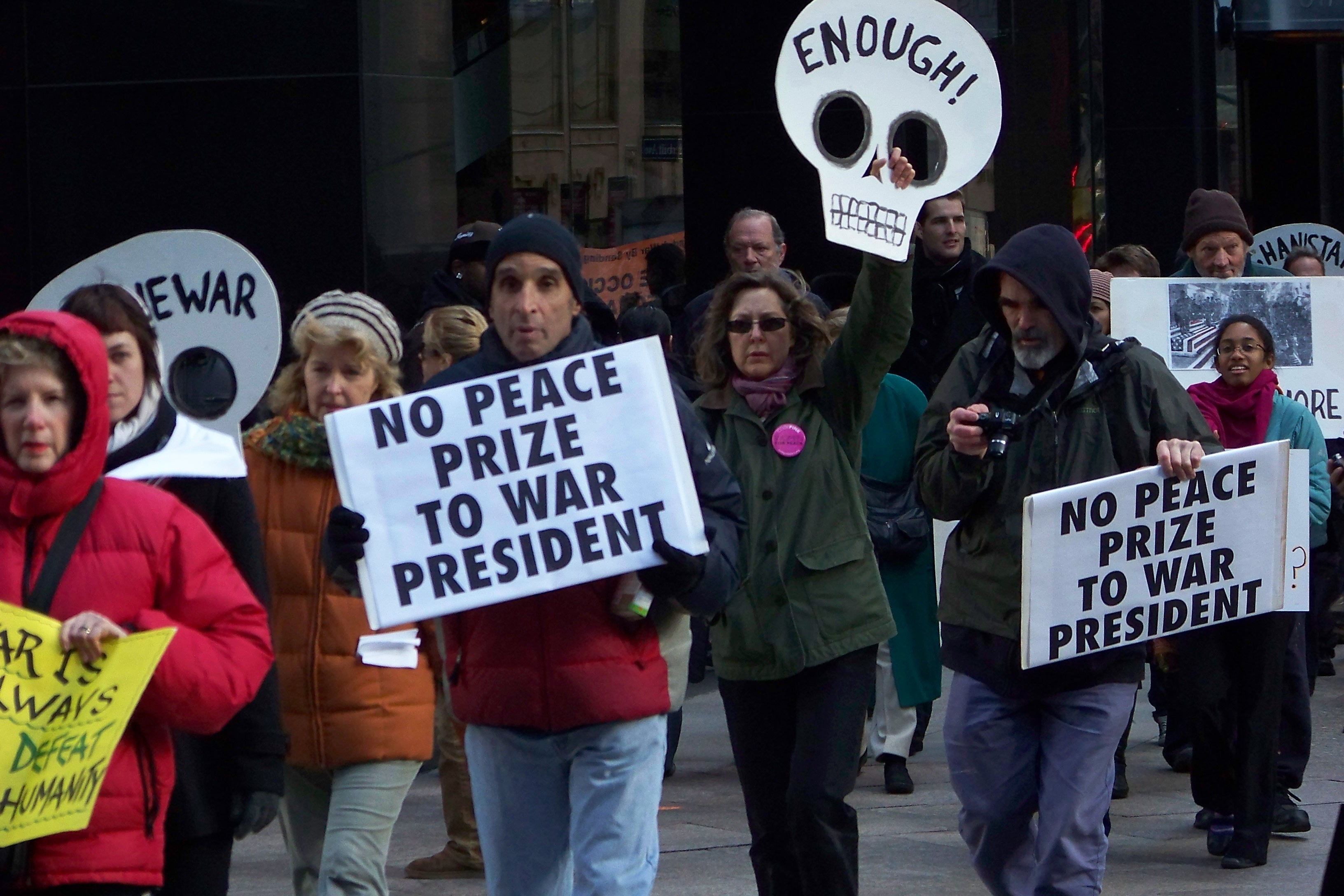
احتجاجات على الحرب في نيويورك 22 ديسمبر 2009

وجدت دراسة استقصائية للرأي العام شملت 47 دولة أجراها مركز بيو للأبحاث في يونيو 2007 معارضة كبيرة لعمليات حلف شمال الأطلسي العسكرية في أفغانستان. أيد الحرب فقط مواطنو إسرائيل وكينيا. ومن ناحية أخرى أرادت 41 دولة من أصل 47 دولة خروج قوات الناتو من أفغانستان في أسرع وقت ممكن. ذكر منظمو الاستطلاع وجود عدم ارتياح عالمي من القوى الكبرى وفي أمريكا من أن الحرب الأفغانية لا تستحق العناء. وفي 32 من أصل 47 دولة أرادت الأغلبية خروج قوات الناتو من أفغانستان في أسرع وقت ممكن. أرادت الأغلبية في 7 من أصل 12 دولة عضو في الناتو سحب القوات في أسرع وقت ممكن.
وفي 2008 كانت هناك معارضة شديدة للحرب في أفغانستان في 21 من 24 دولة شملها الاستطلاع. فقط أيد نصف الناس الحرب في الولايات المتحدة وبريطانيا العظمى، ونسبة أكبر (60٪) في أستراليا. وبعدها تغير الرأي العام في أستراليا وبريطانيا، حيث فضل غالبية الأستراليين والبريطانيين عودة قواتهم إلى الوطن من أفغانستان. ذكر مؤلفو مقالات حول تلك القضية أن الأستراليين فقدوا الثقة في جهود الحرب الأفغانية ومن الخسائر البشرية القاسية في القتال من أجل كسب السلام الأفغاني. ولم تظهر أي دولة من بين دول الناتو السبعة التي شملها الاستطلاع أي أغلبية تؤيد إبقاء قوات الناتو في أفغانستان وإن اقتربت الولايات المتحدة من الأغلبية (50٪). ومن دول الناتو الست الأخرى كان لدى خمس دول أغلبية من سكانها يريدون إخراج قوات الناتو من أفغانستان في أقرب وقت ممكن.
أفاد الاستطلاع العالمي في 2009 أن الأغلبية في 18 من أصل 25 دولة رغبت بقيام الناتو بسحب قواته من أفغانستان في أقرب وقت ممكن.:22 وكان هناك معارضة مثل هذا العمل في كل دولة من دول الناتو التي شملها الاستطلاع.:39

### احتجاجات ومظاهرات ومسيرات
كانت الحرب موضوع احتجاجات كبيرة في جميع أنحاء العالم بدءًا من المظاهرات الضخمة في الأيام التي سبقت الغزو وكل عام منذ ذلك الحين. [770] اعتبر العديد من المتظاهرين قصف وغزو أفغانستان عدوانًا غير مبرر. مقتل المدنيين الأفغان الناجم بشكل مباشر أو غير مباشر جراء القصف الذي شنته الولايات المتحدة وحلف شمال الأطلسي (الناتو) هو أحد محاور التركيز الأساسية للاحتجاجات. ففي يناير 2009 أنتج المخرج والناشط السياسي روبرت غرينوالد الفيلم الوثائقي Rethink Afghanistan ، وهي دعوة لحملة وطنية لبناء حلول غير عنيفة في أفغانستان. خططت عشرات المنظمات مسيرة وطنية من أجل السلام في واشنطن العاصمة في 20 مارس 2010.

## مابعد انتهاء الحرب
تشكيل حكومة طالبان
في 7 سبتمبر 2021 أعلنت حركة طالبان عن حكومة مؤقتة برئاسة محمد حسن أخوند.
صراع بنجشير
في 17 أغسطس 2021 أعلن نائب الرئيس أمر الله صالح رئيسًا لأفغانستان من قاعدة عمليات في وادي بنجشير، مستشهدا بأحكام دستور أفغانستان، وتعهد بمواصلة العمليات العسكرية ضد قوات طالبان من هناك. ولم تكن طالبان قد استولت على وادي بنجشير بعد. وأيد أحمد مسعود ووزير دفاع جمهورية أفغانستان الإسلامية بسم الله خان محمدي على ادعائه للرئاسة. استعادت مقاومة بنجشير السيطرة على عاصمة المقاطعة شاريكار في 17 أغسطس 2021.
تهديد تنظيم الدولة الإسلامية
في أعقاب هجوم مطار كابول 2021 الذي نفذته تنظيم الدولة - فرع خراسان، اتفقت الولايات المتحدة وحركة طالبان معًا على محاربة الدولة الإسلامية في تدخل عسكري دولي ضدها.

## وصلات خارجية
- صور الحرب ضد أفغانستان الجزيرة، (2001)